# Geschichte der Schweiz

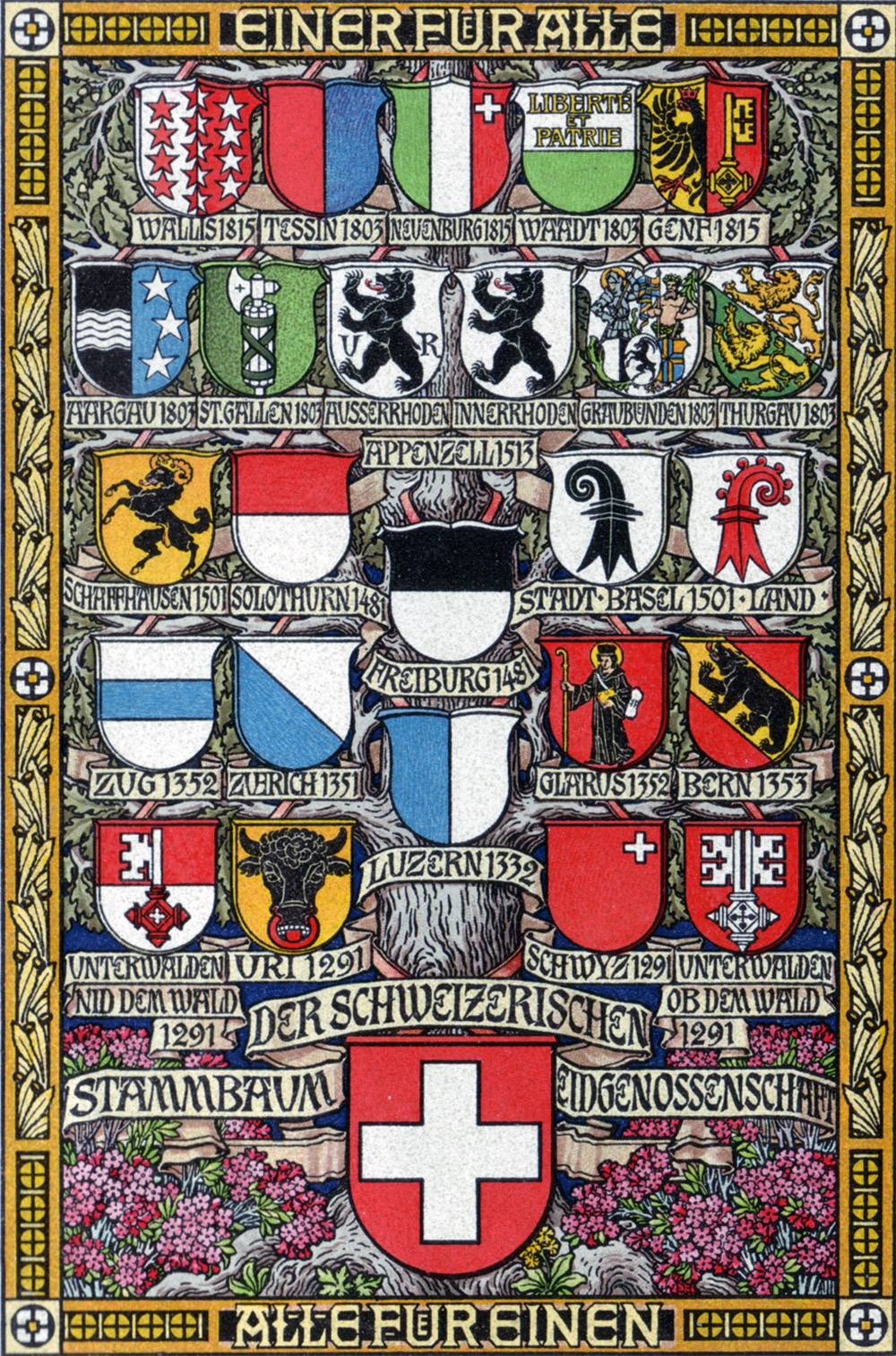
«Stammbaum der schweizerischen Eidgenossenschaft». Das Schmuckblatt des 19. Jahrhunderts illustriert die Entstehung des 1848 gegründeten modernen Schweizer Bundesstaates. (Zu beachten ist die Verwechslung der Wappen von Unterwalden ob dem Wald und von Unterwalden nid dem Wald.)

Die neuere Geschichte der Schweiz als Bundesstaat beginnt mit der Annahme der Bundesverfassung von 1848. Vorläufer der modernen Schweiz waren die seit dem Ende des 13. Jahrhunderts als lockerer Bund organisierte Alte Eidgenossenschaft, die von 1798 bis 1803 bestehende zentralistisch aufgebaute Helvetische Republik sowie die 1803 gegründete und 1815 neu organisierte «Schweizerische Eidgenossenschaft».
Die eidgenössischen Kantone gewannen 1648 im Westfälischen Frieden die Souveränität vom Heiligen Römischen Reich Deutscher Nation. Diese Souveränität wurde 1815 vom Wiener Kongress bestätigt und die vor der «Franzosenzeit» bestehenden, bis heute gültigen Grenzen der Schweiz bis auf kleinere Abweichungen anerkannt. Wichtige Grundlinien in der Schweizer Geschichte sind der ausgeprägte Föderalismus und seit dem Zweiten Pariser Frieden von 1815 die internationale Neutralität, beruhend auf den Entscheidungen des Wiener Kongresses.

## Literatur

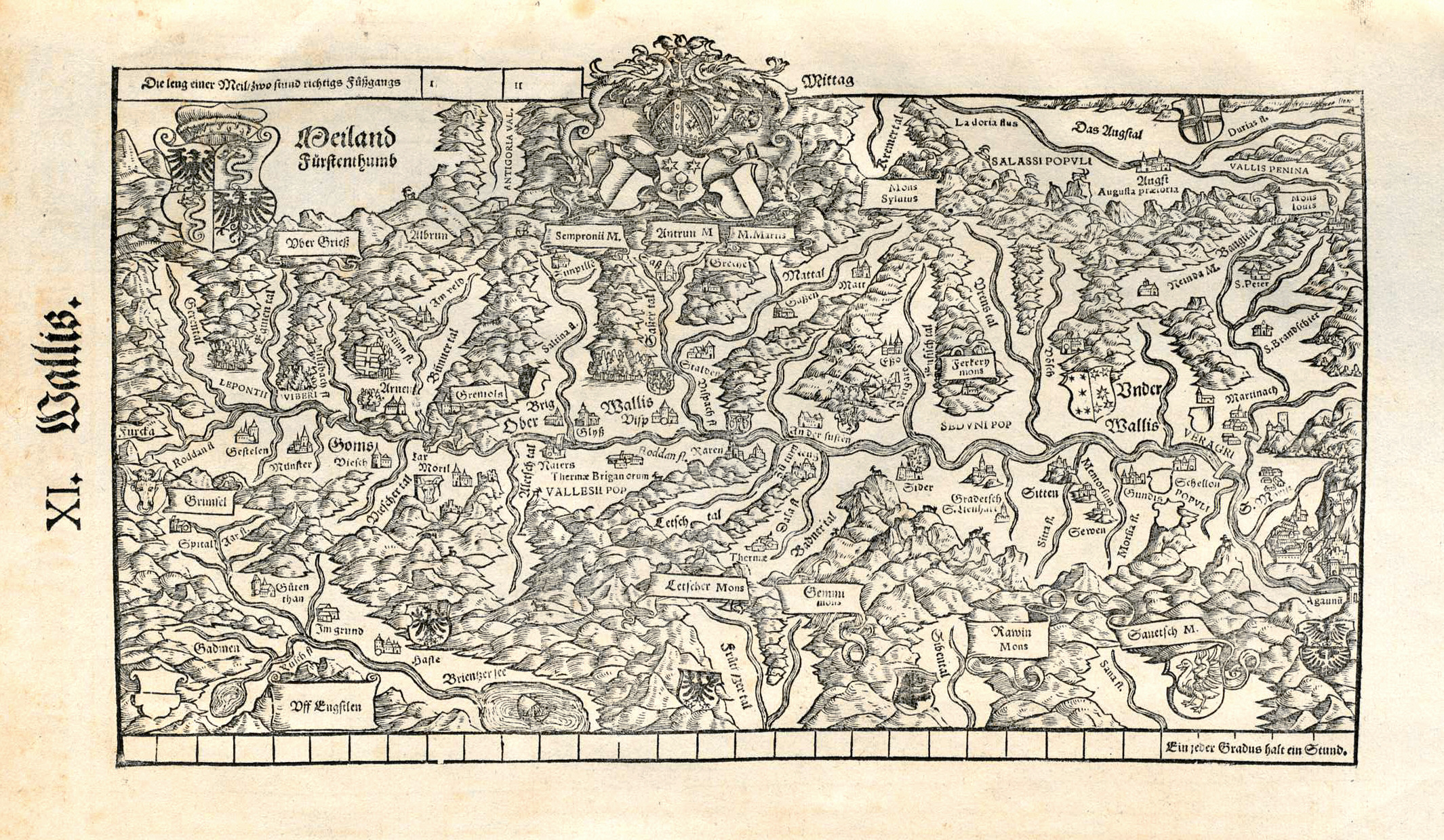
Das Wallis in den Landtaflen

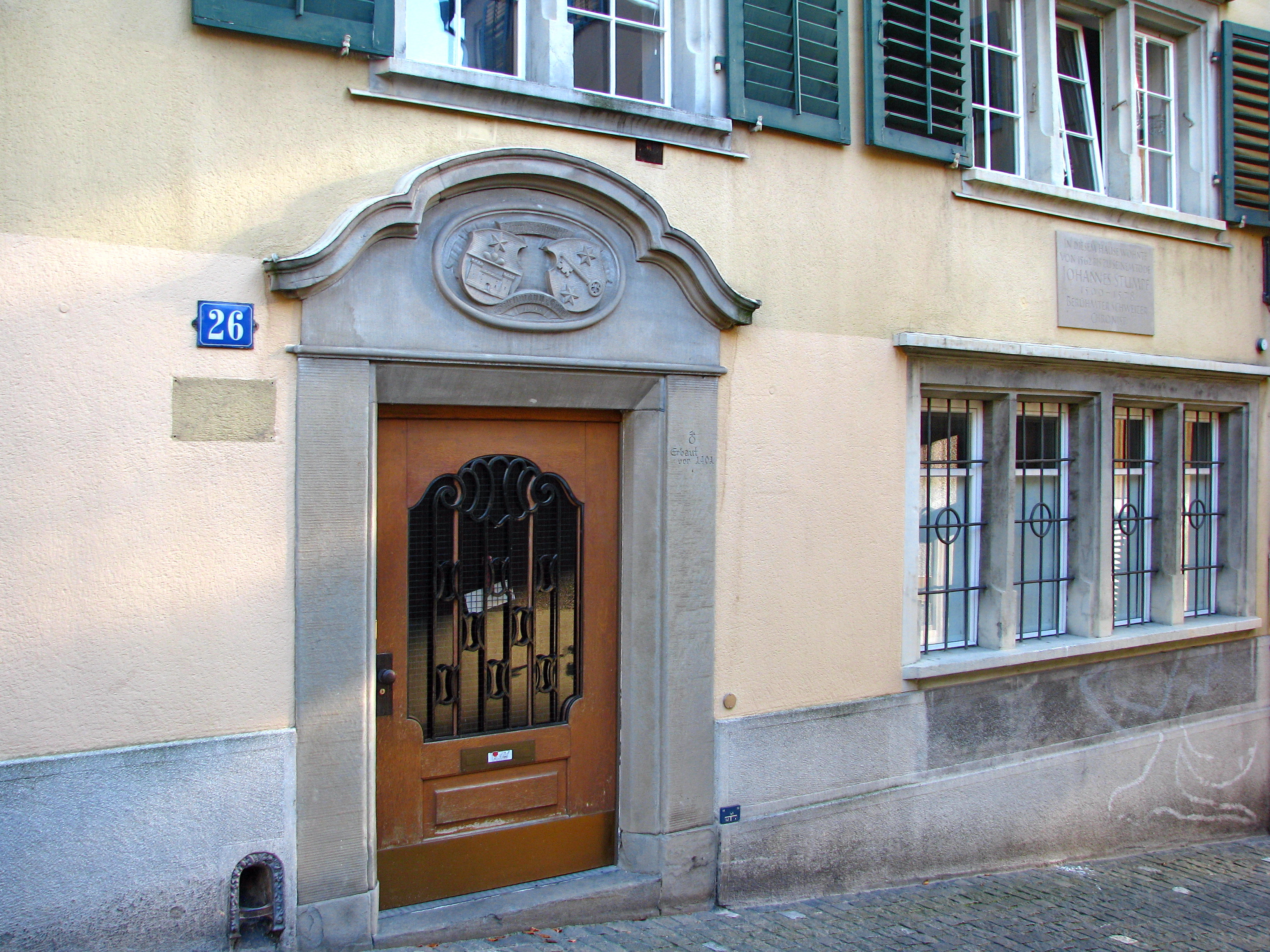
Wohnhaus an der Trittligasse

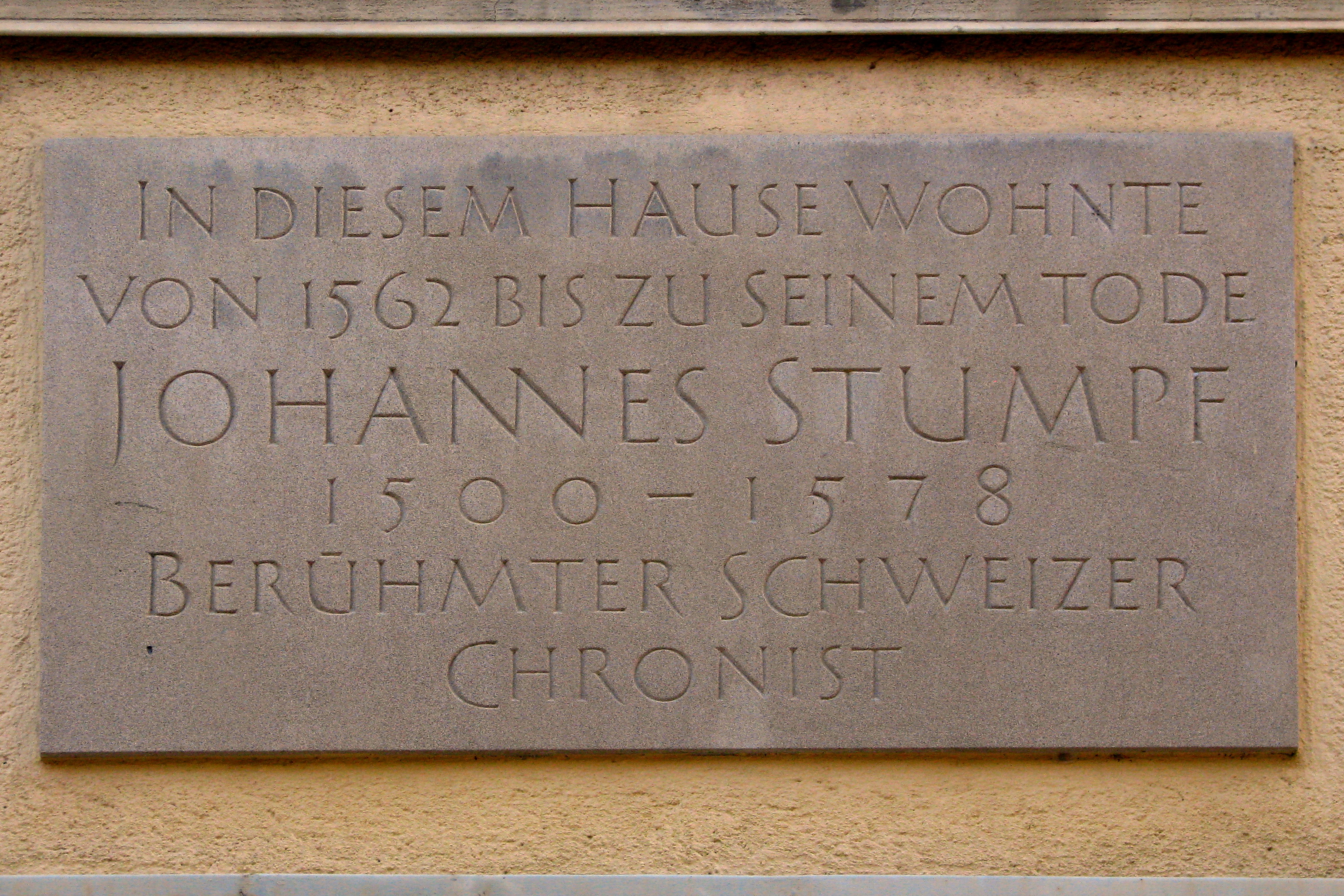
Gedenktafel

## Vorläufer

Flagge der Helvetischen Republik 1798–1803

Eidgenössisches Wappen

Die moderne Schweiz geht auf drei Vorläufer zurück:
1. Die «Alte Eidgenossenschaft», ein lockeres Gefüge verschiedener Länder und Stadtstaaten (Staatenbund), teilweise auf dem Gebiet der heutigen Schweiz. Als Gründungsjahr wird traditionell die 1291 erfolgte Erneuerung eines älteren Bündnisses durch die Drei Waldstätte Uri, Schwyz und Unterwalden angesprochen. Die sogenannten 13 «Orte» (Kantone) erkämpften sich eine weitgehende Autonomie vom Heiligen Römischen Reich, zuletzt im Schwabenkrieg 1499. Durch den Westfälischen Frieden wurden die eidgenössischen Stände, ihre Untertanengebiete und Verbündeten («Zugewandte») völkerrechtlich souverän, d. h. unabhängig vom Heiligen Römischen Reich Deutscher Nation. Der französische Einmarsch in die Schweiz und die Helvetische Revolution 1798 bedeuteten das Ende des innerlich seit der Reformation zerstrittenen Gebildes.
2. Unter dem Druck der Französischen Republik, d. h. vor allem Napoleon Bonapartes, wurde 1798 das Gebiet der ehemaligen Alten Eidgenossenschaft grösstenteils zur zentralistisch strukturierten «Helvetischen Republik» zusammengefasst. Die bisherigen unabhängigen Teilstaaten der Eidgenossenschaft wurden zu Verwaltungseinheiten degradiert, teilweise aufgeteilt oder zu grösseren Einheiten zusammengefasst. Nach dem Abzug der französischen Truppen 1802 ging die Helvetische Republik im Bürgerkrieg zwischen den Verfechtern des Einheitsstaates und den Föderalisten unter. Aufgrund der föderalen Tradition der Alten Eidgenossenschaft und deren Verwurzelung in der Bevölkerung behielten die Föderalisten dabei klar die Oberhand, der Einheitsstaat war nie breit akzeptiert.
3. 1803 einigten sich die Vertreter der Kantone unter der Vermittlung (französisch médiation) von Napoleon Bonaparte. Durch die Mediationsakte als konföderale Verfassung wurde die «Schweizerische Eidgenossenschaft» als Staatenbund wiedergegründet. Nach dem Sturz Napoleons löste sich dieser Bund 1813 wieder auf. Die 13 alten und die 9 seit 1798 neu gegründeten Kantone schlossen sich darauf im Bundesvertrag vom 7. August 1815 zu einem neuen Staatenbund zusammen. Vom Wiener Kongress 1814/15 wurden die Struktur der Schweizerischen Eidgenossenschaft, ihre territoriale Integrität sowie die «immerwährende Neutralität» anerkannt. In den 1830er Jahren wurden die seit 1815 bzw. 1803 wiedererstarkten aristokratischen Geschlechter in den einzelnen Kantonen endgültig politisch entmachtet, die liberal-demokratisch geprägte Staatsform hielt Einzug. Die Schweizerische Eidgenossenschaft wurde nach dem Sonderbundskrieg am 12. September 1848 durch die Annahme einer Bundesverfassung in den bis heute existierenden Bundesstaat mit der Bundesstadt Bern umgewandelt. Als offizielle Bezeichnung dient weiterhin «Schweizerische Eidgenossenschaft» bzw. Confoederatio Helvetica.

## Überblick über die Geschichte auf dem heutigen Staatsgebiet der Schweiz vor 1291

### Ur- und Frühgeschichte Mitteleuropas
Das Gebiet der heutigen Schweiz ist seit der Altsteinzeit besiedelt. Erst nach der letzten Eiszeit wurde das schweizerische Mittelland dichter besiedelt, besonders die Gebiete um die Seen (→ Pfahlbauten). Mit dem Beginn der Eisenzeit setzte die keltische Besiedlung des Mittellands ein. Keltische Funde bei La Tène im Kanton Neuenburg gaben der gesamten Periode der jüngeren Eisenzeit ihren Namen (→ Latènekultur). Die Kelten pflegten Handelsbeziehungen bis in den griechischen Kulturraum. Wahrscheinlich sind auch auf Schweizer Gebiet in dieser Phase die ersten Ansätze von Schrift entstanden.

### Schweiz in römischer Zeit

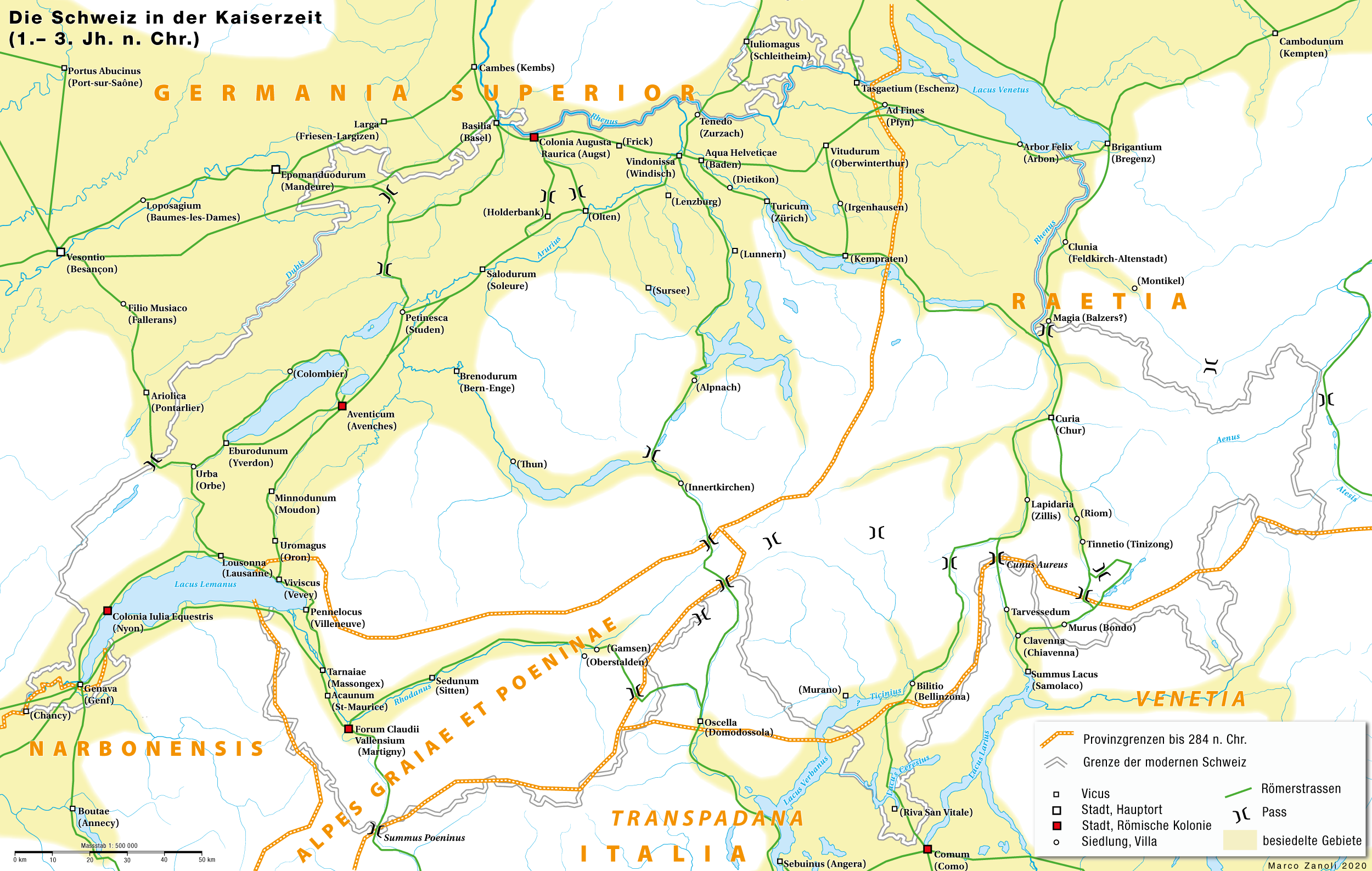
Die Schweiz in römischer Zeit

Vor der Eroberung durch die Römer lebten laut Aufzeichnungen des römischen Feldherrn und Politikers Julius Caesar in seiner Rechtfertigungsschrift für den Gallischen Krieg (→ De bello Gallico) auf dem Gebiet der heutigen Schweiz verschiedene keltische Stämme und Völker: die Helvetier (Mittelland), die Lepontier (Tessin), die Seduner (Wallis, Genfersee) und die Raetier (Ostschweiz). Im Zuge der Ausdehnung des Römischen Reiches über die Alpen wurde das Gebiet der heutigen Schweiz bis ins 1. Jahrhundert n. Chr. unterworfen, um die strategisch wichtigen Alpenpässe nach Germanien zu sichern. Der grösste Teil der Schweiz war während der Kaiserzeit der römischen Provinz Germania superior zugeteilt. Die Ostschweiz, Wallis und Graubünden gehörten zur Provinz Raetia, Teile des Tessins schliesslich zur Provinz Gallia Transpadana. Zentren der römischen Schweiz waren die alte helvetische Hauptstadt Aventicum (Avenches) sowie die römischen Kolonien Julia Equestris (Nyon), Augusta Raurica (Augst) und Forum Claudii Vallensium (Martigny). Bis in die Spätantike übernahm die keltische Bevölkerung der Schweiz römische Sitten, Kultur und Sprache, zuletzt auch das Christentum. Bei der Reorganisation der römischen Provinzen im 3. Jahrhundert durch Kaiser Diokletian wurde die Nordschweiz der Provinz Maxima Sequanorum zugeteilt und entlang des Rheins eine dichte Kette von befestigten Städten, Kastellen und Wachtürmen angelegt (→ Donau-Iller-Rhein-Limes). Nach dem Einfall der Goten ins Weströmische Reich wurden im Jahr 401 alle römischen Truppen zum Schutz Italiens aus den Gebieten nördlich der Alpen zurückgezogen. Die Herrschaft über die Westschweiz ging an das Reich der Burgunder über, die Zentral- und Ostschweiz wurde von den Alamannen kontrolliert und besiedelt, während die Alpengebiete noch weiter in der Hand kelto-romanischer Lokalherrscher verblieben. Einige römische Strukturen prägten die Schweiz über das Ende der römischen Herrschaft hinaus: das Strassennetz, die römischen Siedlungen und die alte römische Raumeinteilung, insbesondere die kirchliche Organisation mit den Bistumsgrenzen.

### Schweiz im Mittelalter

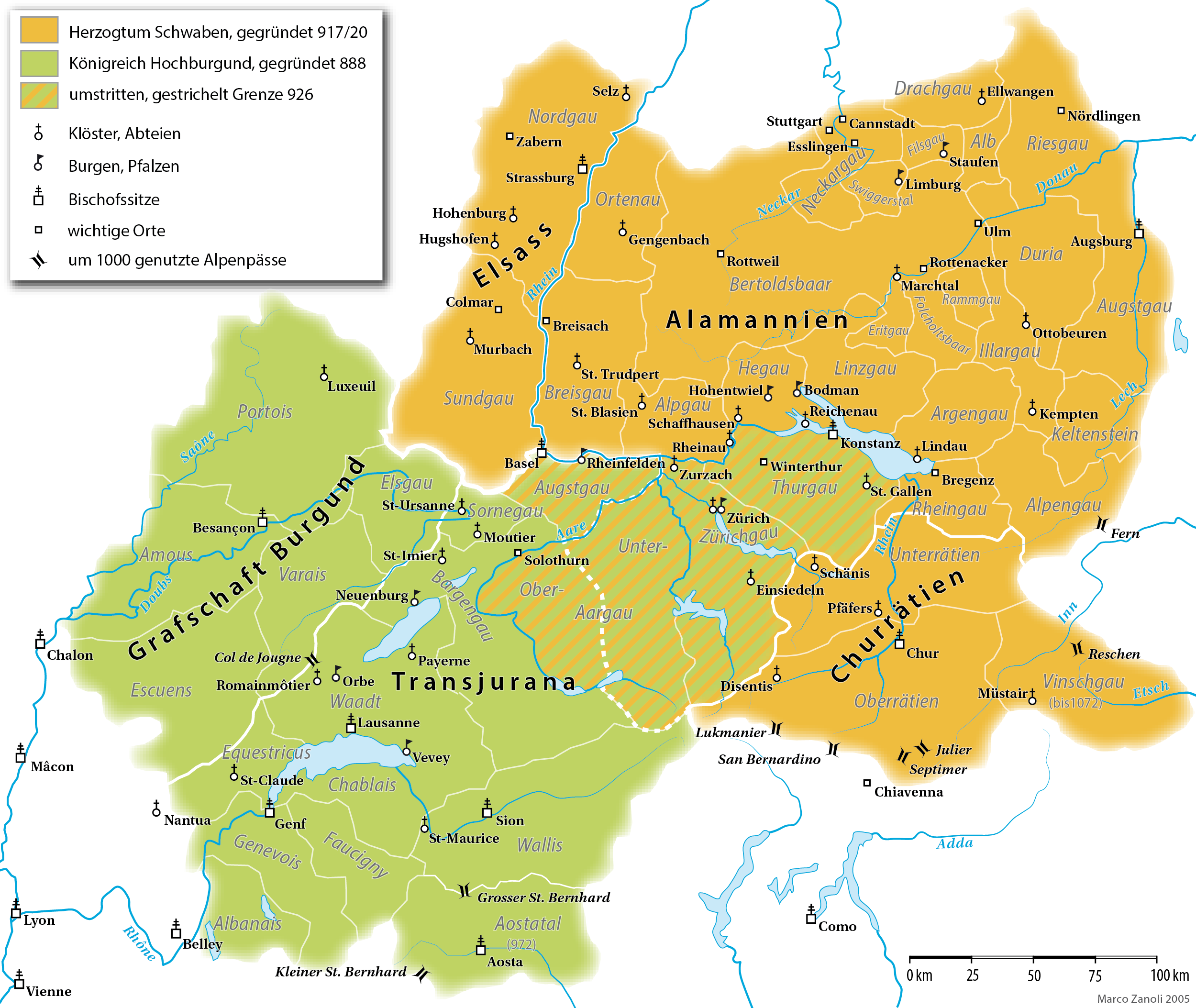
Karte Alamanniens und
Hochburgunds um das Jahr 1000

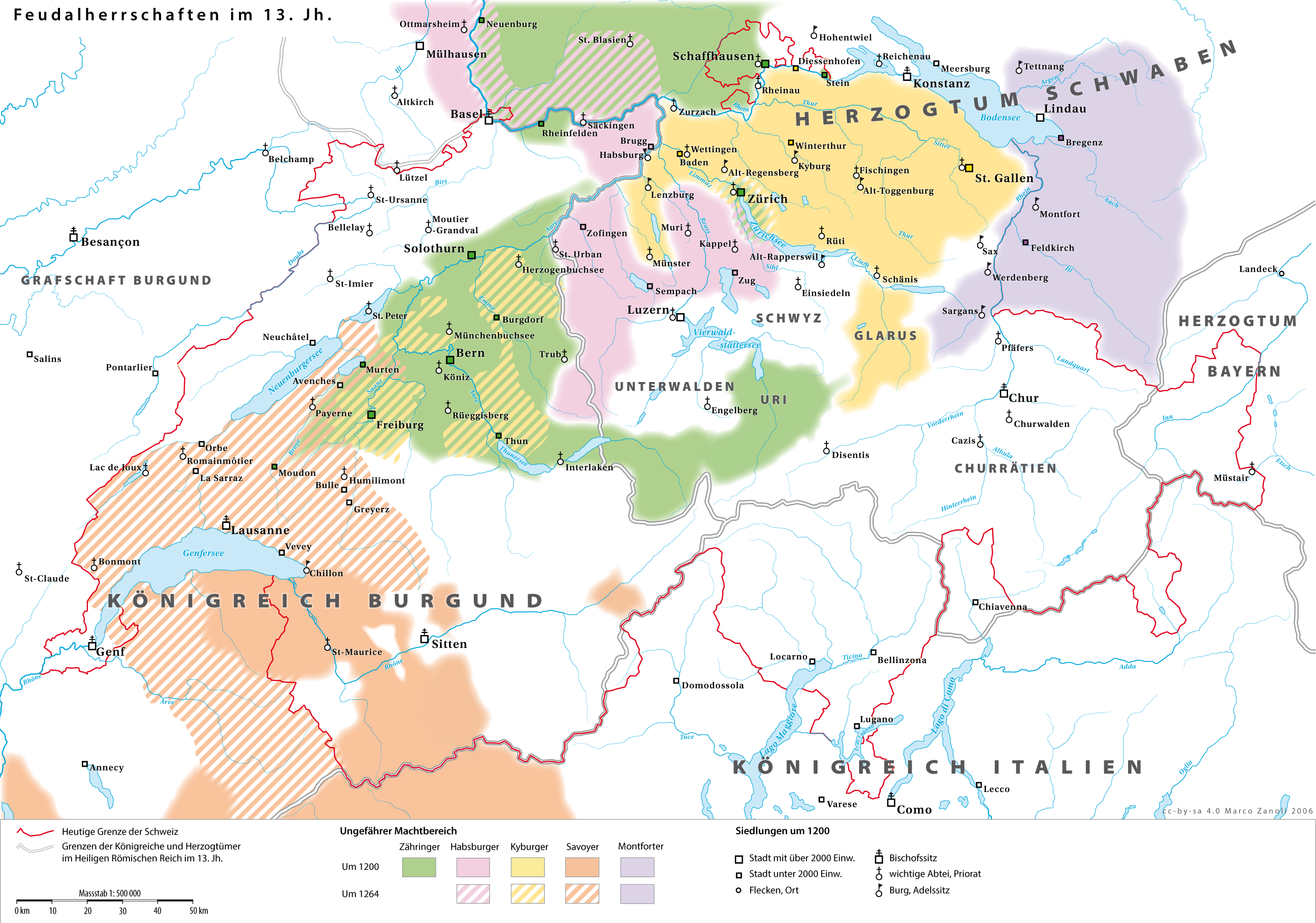
Die Feudalherrschaften der Zähringer, Habsburger, Kyburger und Savoyer in der Schweiz um 1200

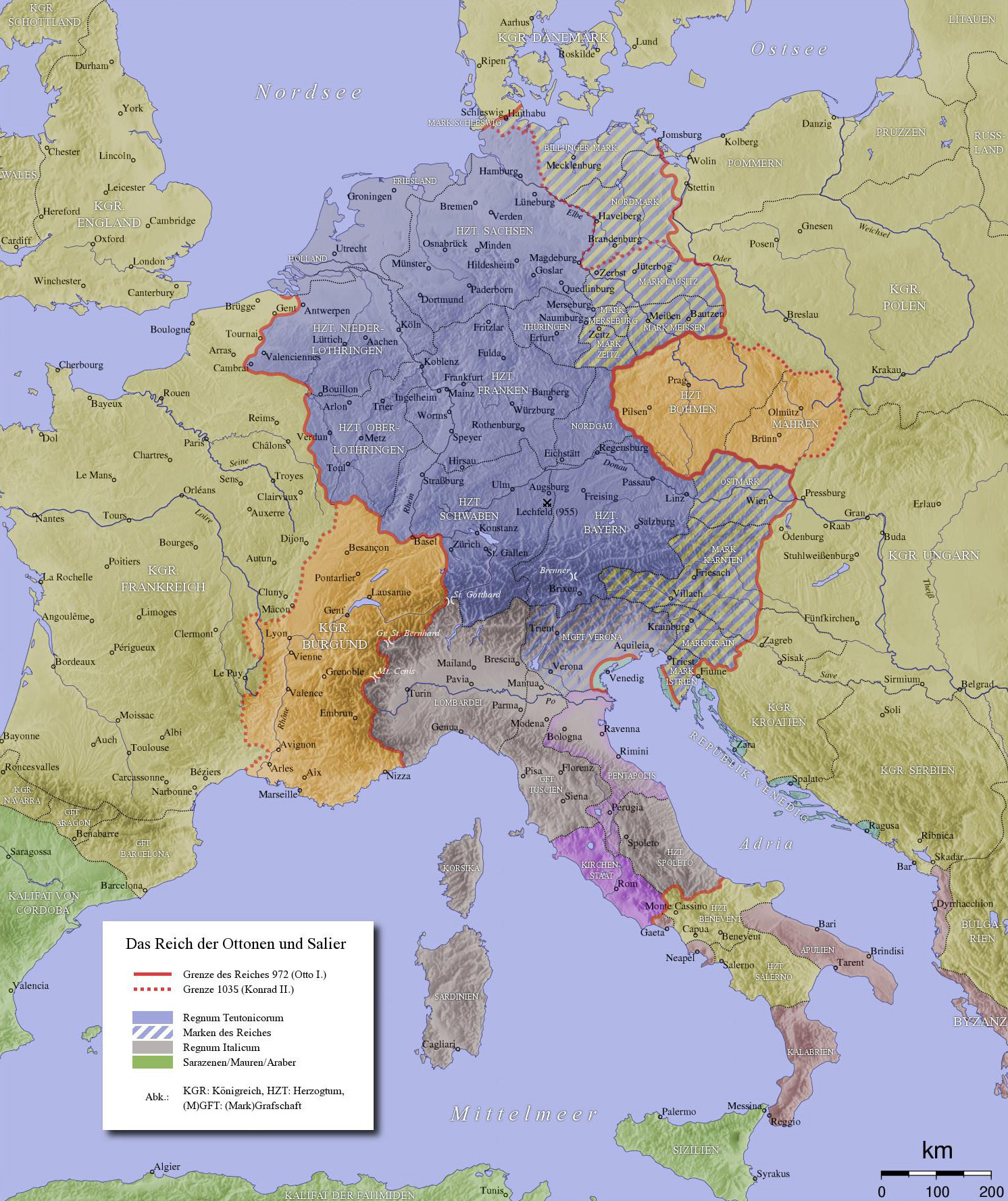
Das Reich der Ottonen und Salier im 10. Jahrhundert

Durch die zunehmende Einwanderung der westgermanischen Alamannen (Alemannen) ab dem Jahr 259 übernahm die romanische Bevölkerung der Ost- und der Zentralschweiz im Frühmittelalter die alamannische Sprache, während sich in der Westschweiz die burgundische Sprache nicht durchsetzen konnte, sondern sich lateinische Dialekte hielten. Später entstand daraus die frankoprovenzalische Sprache. In Graubünden und dem Tessin konnten sich ebenfalls lateinische Dialekte halten, aus denen sich die italienische und rätoromanische Sprache entwickelten. Nach kurzer Unabhängigkeit wurden die Reiche der Burgunden und der Alamannen im 6. Jahrhundert n. Chr. in das Fränkische Reich eingegliedert.
Unter fränkischer Herrschaft wurde das ganze Gebiet der heutigen Schweiz christianisiert, durch das Wirken von Missionaren und die Gründung zahlreicher Klöster, etwa St. Gallen, Reichenau, Moutier-Grandval und Romainmôtier. Im Frühmittelalter fand auch die Feudalisierung statt: Bauern begaben sich in ein Erbhörigkeits-Verhältnis zu geistlichen oder adeligen Grundherren. Mit der Teilung des Frankenreichs Karls des Grossen durch seine Enkel im Vertrag von Verdun (843) kam die Westschweiz zuerst zu Lotharingien, dann zu einem neuen Königreich Burgund, während die Ostschweiz als Teil des Stammesherzogtums Schwaben zum Ostfrankenreich, dem späteren Heiligen Römischen Reich (deutscher Nation), kam. Nach der Erwerbung Burgunds durch die Kaiserdynastie der Ottonen (1033) gehörte das gesamte Gebiet der heutigen Schweiz zum Heiligen Römischen Reich.
Für die römisch-deutschen Kaiser waren die Alpenpässe von entscheidender Bedeutung für die Kontrolle Italiens, speziell für die Romzüge anlässlich der Kaiserkrönungen. Aus diesem Grund besassen die Kaiser seit dem Frühmittelalter im Alpenraum umfangreiche Gebiete, die sie als Reichsgut direkt verwalteten und nicht als Lehen vergaben. Daneben rivalisierten verschiedene Adelsgeschlechter im Alpenraum, die Zähringer, Kyburger, Lenzburger, Habsburger und Savoyer. Weite Gebiete der Schweiz gehörten verschiedenen kirchlichen Institutionen, zum Beispiel Klöstern, Stiftungen oder sogar direkt den Bischöfen. Einigen davon gelang im Hochmittelalter der Aufstieg in den Fürstenstand wie den Fürstäbten von St. Gallen oder den Fürstbischöfen von Basel, Chur, Sitten und Konstanz.

## Entstehung und Wachstum der Alten Eidgenossenschaft 1291–1515
Das Aussterben mächtiger Adelsgeschlechter sowie die Auseinandersetzungen zwischen Kaiser und Papst begünstigten im 13. Jahrhundert die Verselbständigung der wichtigeren Städte und Talschaften der Schweiz. 1218 wurden Zürich, Bern, Freiburg und Schaffhausen nach dem Aussterben der Zähringer zu Reichsstädten; Uri (1231) und Schwyz (1240) erhielten ebenfalls das Privileg der Reichsunmittelbarkeit. Das heisst, diese Städte und Landschaften standen unmittelbar unter dem Kaiser bzw. dem König und waren von der Herrschaftsgewalt der lokalen Grafen ausgenommen. Damit sicherte Kaiser Friedrich II. den Weg von Norden über den Gotthardpass nach Italien, während er im Krieg mit den lombardischen Städten war, und sicherte sich die Loyalität der Städte im Kampf mit Papst Innozenz IV. Nachdem Friedrich II. 1245 vom Papst gebannt und für abgesetzt erklärt worden war, hielten denn auch Bern, Basel und Zürich zum Kaiser. Das Ende der Dynastie der Staufer und der Beginn des Interregnums im Reich markiert auch für das Gebiet der heutigen Schweiz den Übergang zum Spätmittelalter. Zur selben Zeit, um 1230, wurde der Gotthardpass durch den Bau der Teufelsbrücke zu einer Handelsstrasse. Die Bündner Pässe waren allerdings weiterhin wichtiger.

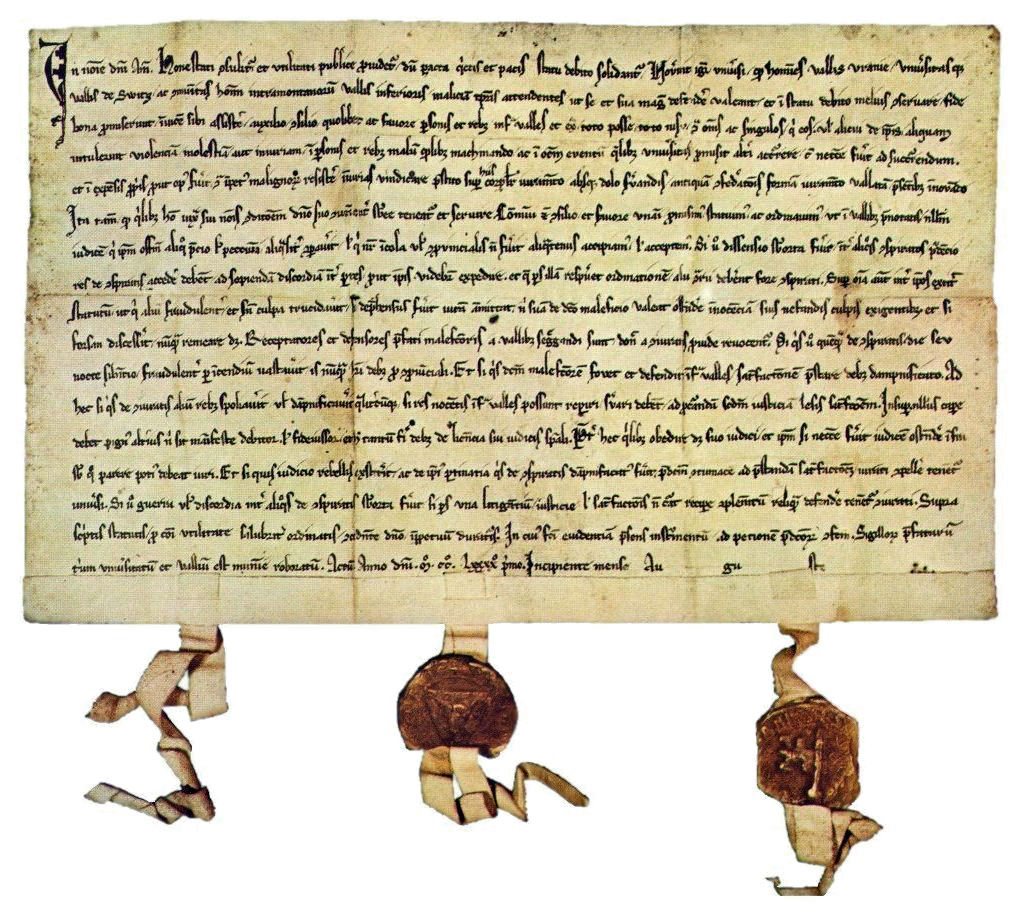
Der Bundesbrief von 1291

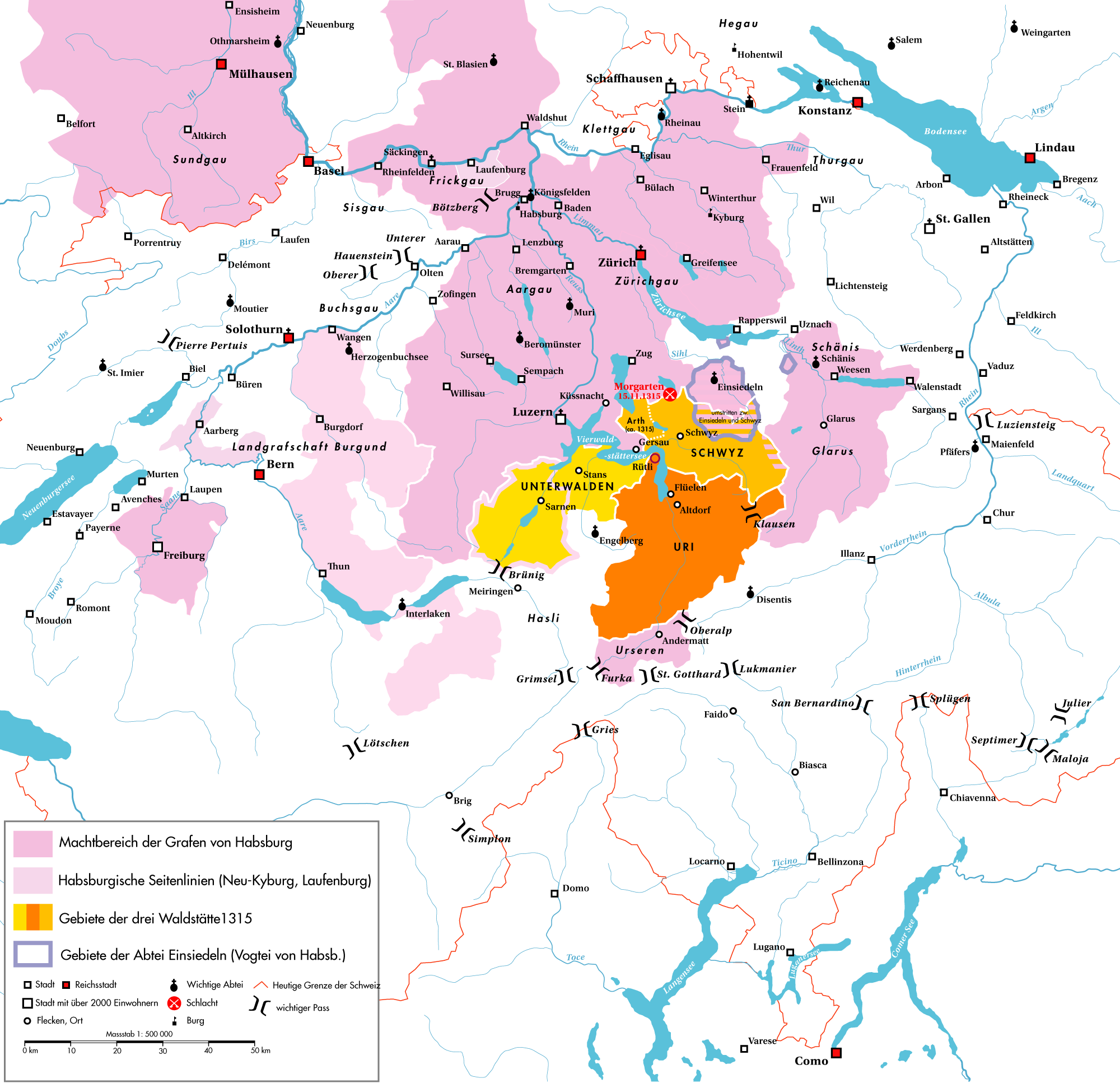
Die Eidgenossenschaft und der Machtbereich der Grafen von Habsburg um 1315

Die drei Waldstätte Uri, Schwyz und Unterwalden bilden den Kern der Alten Eidgenossenschaft. Nach dem Tod des römisch-deutschen Königs Rudolf I. von Habsburg im Juli 1291 erneuerten sie ein älteres Bündnis, was seit 1891 mythologisch verklärt als «Gründung» der Alten Eidgenossenschaft gilt (→ Bundesbrief von 1291, → Rütlischwur). 1309 bestätigte König Heinrich VII. die Reichsunmittelbarkeit von Uri und Schwyz und bezog nun auch Unterwalden darin ein; die drei Waldstätten wurden einem königlichen Landvogt unterstellt. In der neueren Forschung wird die Privilegierung von 1309 als bedeutender Schritt hin zur späteren Bündnisbildung betrachtet, die Bedeutung des Bundesbriefes hingegen wird als überschätzt angesehen. Das Kernbündnis der drei Waldstätte in der heutigen Innerschweiz erweiterte sich schrittweise um weitere Partner, vor allem Reichsstädte im Schweizerischen Mittelland zwischen Rhein und Aare. Insbesondere die Bündnisse mit den Reichsstädten Zürich von 1351 und Bern von 1353, nachdem Bern den Laupenkrieg 1339 gewonnen hatte, trugen wesentlich zur machtpolitischen Festigung und territorialen Erweiterung bei, da die Städte über weite Untertanengebiete verfügten. Erst durch die drei Städte erlangte die Eidgenossenschaft eine stabile politische Bedeutung; diese wurde von europäischen höfischen Zentren Wien, Paris und Mailand geduldet.
Seit der ersten Konfrontation 1315 (→ Schlacht am Morgarten), über die aber kaum etwas bekannt ist und die erst in späterer Zeit rückblickend verklärt wurde, kam es immer wieder zu Konflikten zwischen dem Adelsgeschlecht der Habsburger und der Alten Eidgenossenschaft (Schlacht bei Sempach 1386), die zur Annexion der habsburgischen Ländereien links des Rheins bis 1460 führten. Gleichzeitig hatte es aber auch immer wieder wechselnde Bündnisse gegeben, bei denen Teile der sogenannten Eidgenossenschaft, um eigene Expansionsinteressen durchzusetzen, sich mit den Habsburgern verständigten. Dies war ein Grund für den alten Zürichkrieg. In der neueren Forschung wird kritisiert, dass man Quellenberichte oft aus dem Kontext gerissen und einseitig im Sinne nationaler Heldenerzählungen gedeutet hat, was zu einem verzerrten öffentlichen Geschichtsbild geführt hat, das sich politisch noch heute auswirkt. Vielmehr sei die frühe Eidgenossenschaft locker aufgebaut und nicht ohne Vorbilder gewesen; erst die Eroberung des Aargaus 1415 habe etwa dazu geführt, dass man stärker zur Kooperation gezwungen war, um die sogenannten «gemeinen Herrschaften» verwalten zu können.
In den Appenzellerkriegen von 1401 bis 1429 kämpften Gemeinden des Appenzellerlandes gegen den Fürstabt von St. Gallen. Die Appenzellerkriege brachten die entscheidenden Impulse in der Loslösung des Landes Appenzell von der Herrschaft der Fürstabtei St. Gallen und der Annäherung an die Eidgenossenschaft.
Die expansionistische Politik der Stadt Bern, die in der heutigen Westschweiz selbst Zentrum einer «burgundischen Eidgenossenschaft» war, führte die nur lose zusammengefügte Eidgenossenschaft in eine erste Konfrontation auf europäischer Ebene mit dem burgundischen Herzog Karl dem Kühnen. Die Burgunderkriege endeten mit einem aufsehenerregenden Sieg der Eidgenossenschaft über Burgund und begründeten den guten Ruf der Schweizer Söldner. Das «Reislaufen», der Kriegsdienst in fremdem Sold, bildete seitdem einen wichtigen Bestandteil der Wirtschaft der Alten Eidgenossenschaft, besonders in der Innerschweiz. Innere Streitigkeiten zwischen Ländern und Städteorten wurden 1481 im Anschluss an die Burgunderkriege durch das Stanser Verkommnis geregelt.

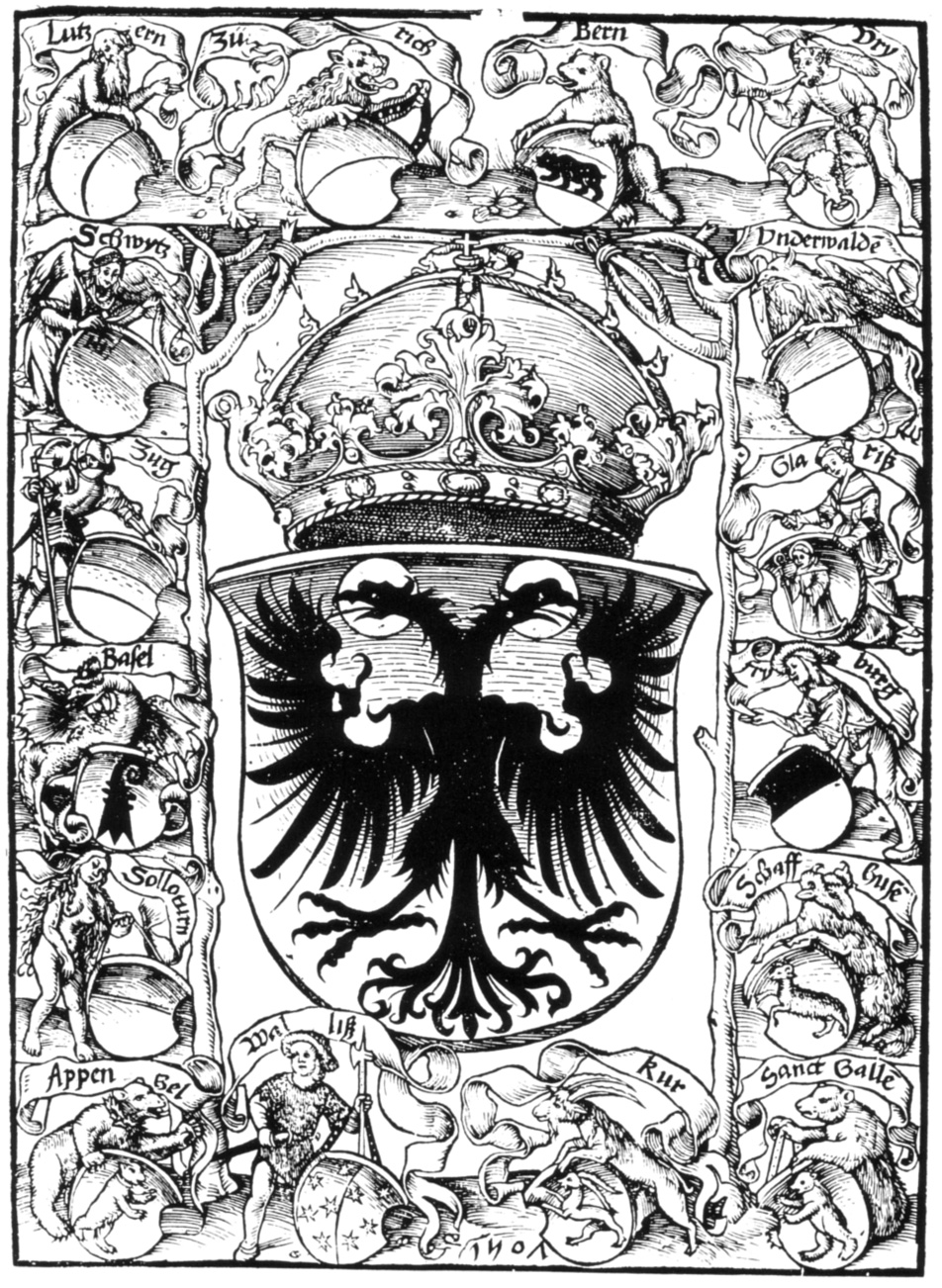
Die Wappen der eidgenössischen Orte und der wichtigsten Zugewandten gruppiert um den Reichsadler in einer Darstellung 1507

Nach dem Sieg über Burgund war die Eidgenossenschaft zur vorherrschenden Macht im süddeutschen Raum geworden. Der schwäbische Adel, allen voran Habsburg, traten dem wachsenden Einfluss der Eidgenossen in Mitteleuropa im Waldshuterkrieg 1468 und im Schwabenkrieg 1499 vergeblich entgegen. Im Schwabenkrieg ging es zwar vordergründig um eine Durchsetzung der Reichsreform von 1495, aber eigentlich war dies der letzte Versuch des Hauses Habsburg, sich gegenüber den Eidgenossen durchzusetzen. Im Frieden zu Basel musste der deutsche König Maximilian I. die faktische Selbständigkeit der Eidgenossenschaft innerhalb des Heiligen Römischen Reiches anerkennen. Die Zugehörigkeit der Eidgenossen zum Reich blieb aber bis 1648 bestehen. Der Schwabenkrieg markiert das Ende der Expansion der Eidgenossenschaft in Richtung Norden. 1513 trat Appenzell als letzter und 13. Kanton der Alten Eidgenossenschaft bei, die miteinander durch ein kompliziertes Bündnisgeflecht verbunden waren. Sie beherrschten gemeinsame Untertanengebiete (→ Gemeine Herrschaft) und fast jeder Kanton besass dazu individuelle, «einzelörtische» Untertanengebiete, insbesondere die Stadtkantone, in denen eigentlich nur die Stadtbürger gleichrangige Eidgenossen waren. Um die «XIII-örtige Eidgenossenschaft» gruppierten sich die Zugewandten Orte, die zwar mit der Eidgenossenschaft verbunden waren, aber keine Mitsprache im einzigen gemeinsamen Organ, der Tagsatzung, besassen. So gehörten seinerzeit etwa Gebiete wie das Veltlin oder die Stadt Mülhausen noch zur Eidgenossenschaft. Anhand der damaligen Entwicklung lassen sich auch die Wurzeln der heutigen multikulturellen Schweiz rekonstruieren: Entweder aufgrund seinerzeitiger Eroberungszüge oder auf freiwilliger Basis (aufgrund eines militärischen Schutzbedürfnisses oder wirtschaftlichen Interesses) wurden die romanischsprachigen Gebiete in den Staatenbund integriert.

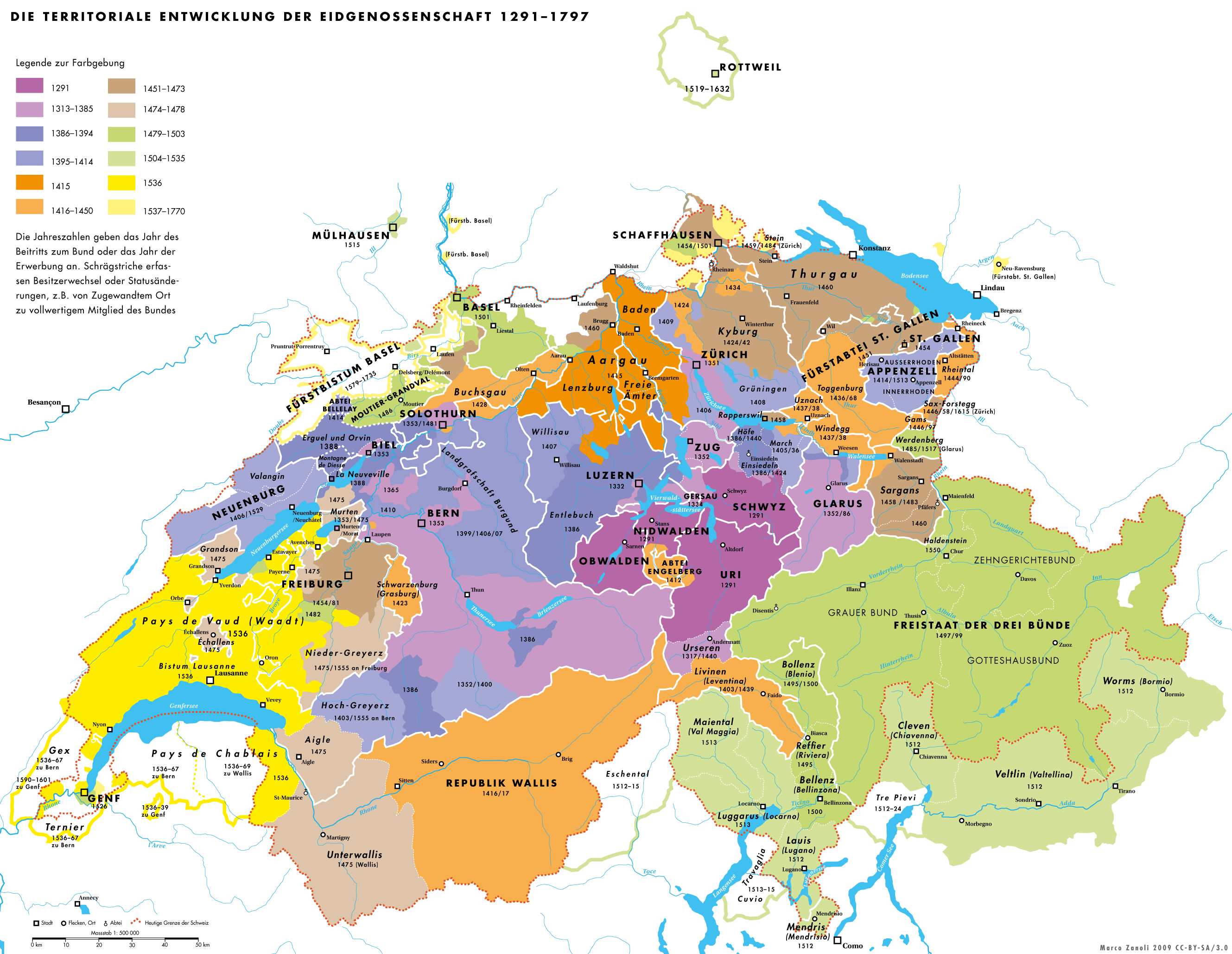
Territoriale Entwicklung der Eidgenossenschaft 1291–1797

Der habsburgisch-französische Gegensatz, der sich nach 1477 um Burgund und das Herzogtum Mailand ergab, zog die Eidgenossenschaft als Hauptlieferantin von Söldnern an beide Kriegsparteien sowie als eigenständige Macht in einen Konflikt auf europäischer Ebene. In den Ennetbirgischen Feldzügen im Rahmen der Mailänderkriege zwischen 1499 und 1525 fand die militärische Bedeutung der Eidgenossenschaft sowohl ihren Höhe- als auch ihren Endpunkt. Die Feldzüge nach Italien blieben vorerst siegreich und brachten der Eidgenossenschaft die Herrschaft über das Tessin und das Veltlin sowie das Protektorat über das Herzogtum Mailand. Der Beginn der Reformation in der Schweiz entzweite Orte der Eidgenossenschaft noch stärker und schwächte ihre Position in den italienischen Streitigkeiten zwischen Habsburg, dem Papst und Frankreich. 1515 bezwang der französische König Franz I. ein durch den Abzug zahlreicher Kantone dezimiertes eidgenössisches Heer bei Marignano. Die Dreizehn Orte schlossen 1516 den Ewigen Frieden und 1521 ein Soldbündnis mit dem Königreich Frankreich und erhielten dafür Pensionen, Zoll- und Handelsvergünstigungen und politischen Beistand bei inneren und äusseren Konflikten. Ausserdem wurde ein Grossteil der ennetbergischen Gebiete endgültig den Eidgenossen zugesprochen.
In der traditionellen Schweizergeschichte endet damit die expansionistische Phase der Eidgenossenschaft und macht einer Neutralität aus innerer Schwäche Platz. Ob angesichts der Soldbündnisse mit Frankreich von Neutralität gesprochen werden kann, ist umstritten, zumal noch 1536 die Waadt erobert wurde. Der Export von Schweizer Söldnern durch verschiedene eidgenössische Orte hielt auch nach 1515 bis zum endgültigen Verbot 1859 an. Einzige Ausnahme bildet seither die päpstliche Schweizergarde.

## Reformation und Gegenreformation 1519–1712

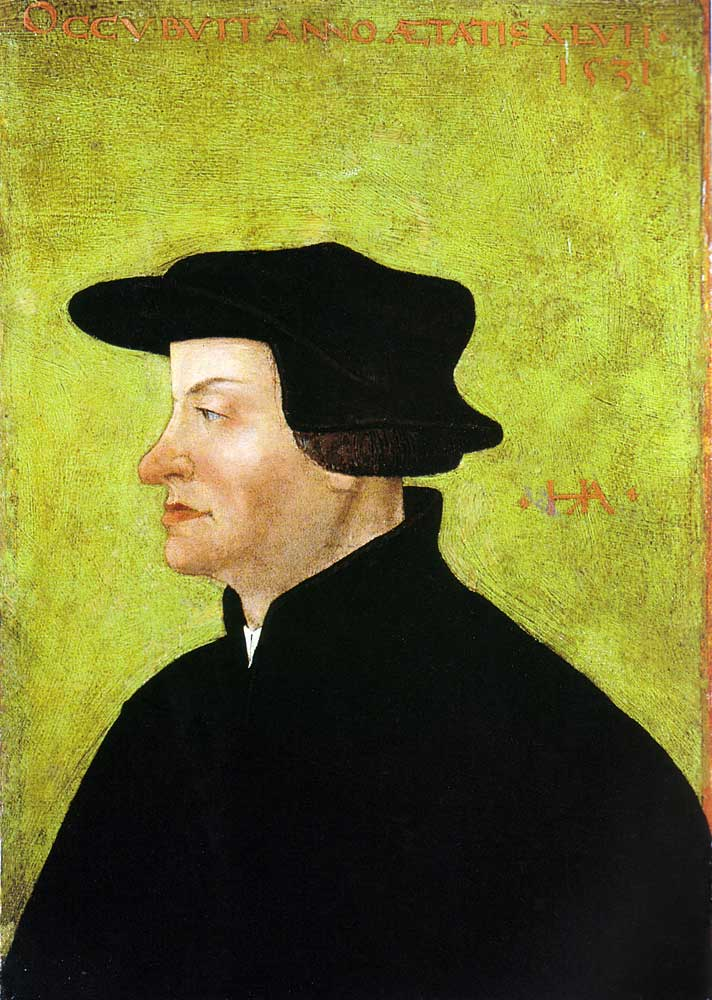
Der Zürcher Reformator Ulrich Zwingli

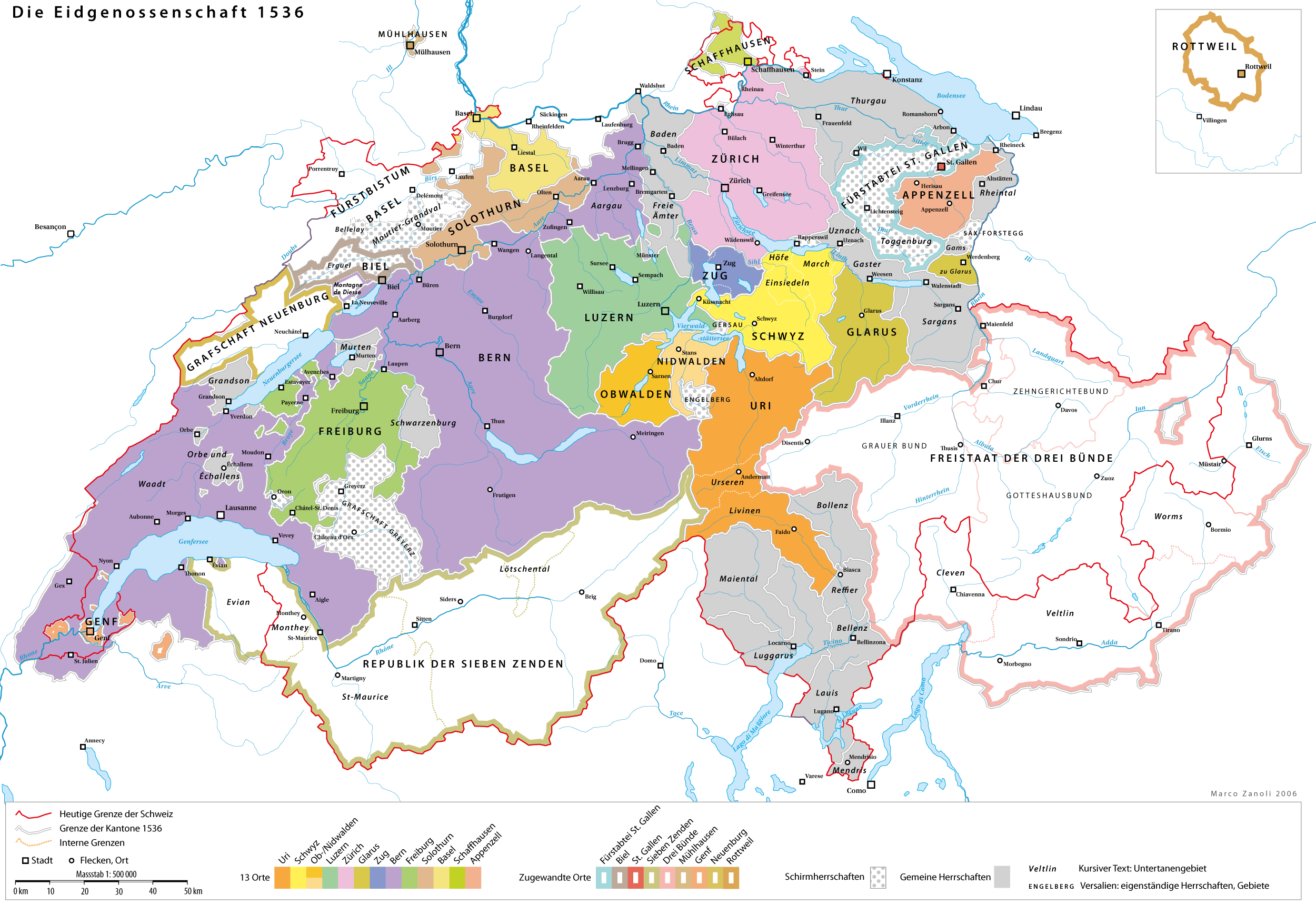
Die Eidgenossenschaft 1536 zur Zeit der Reformation

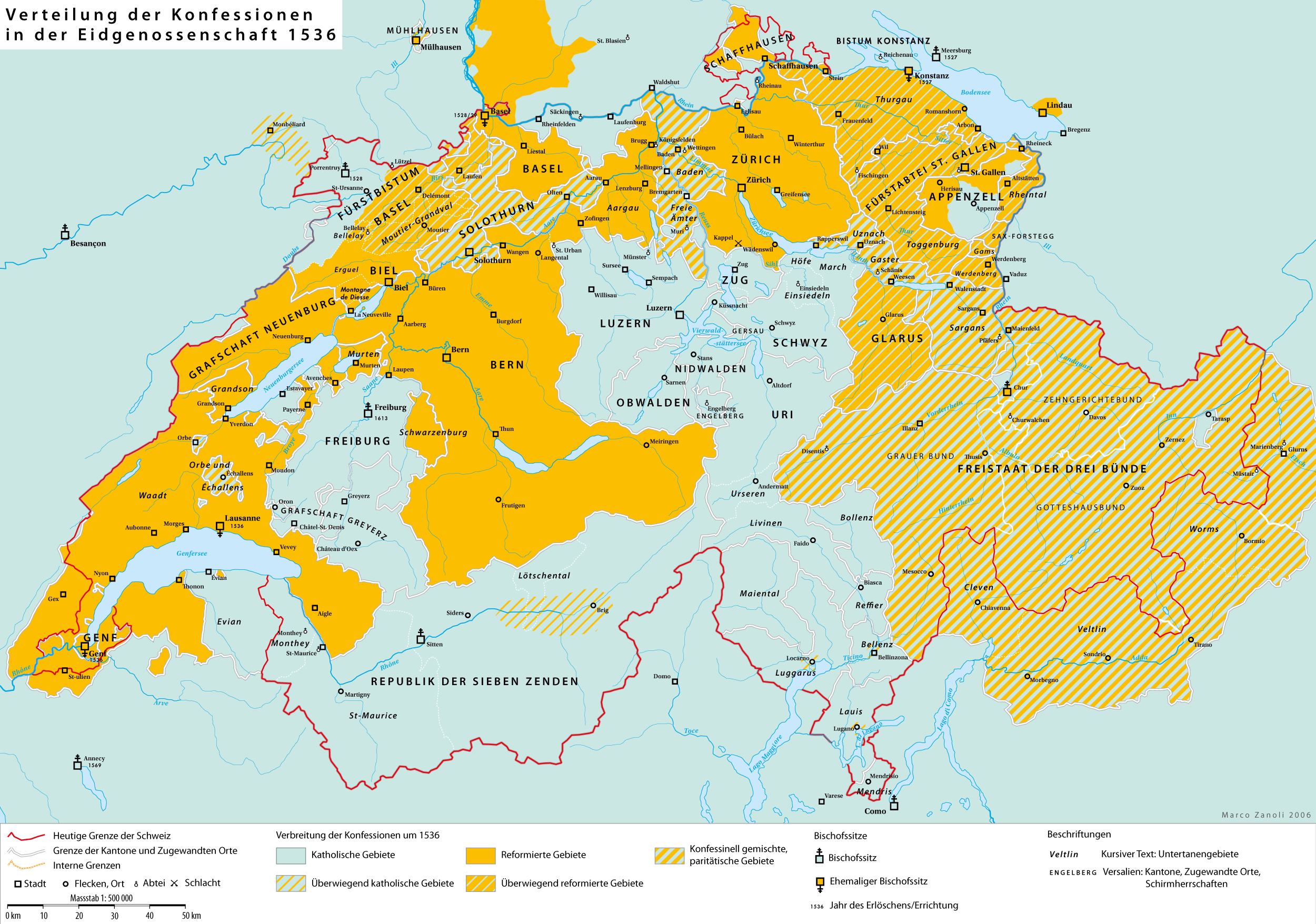
Die konfessionelle Spaltung der Eidgenossenschaft durch die Reformation um 1536

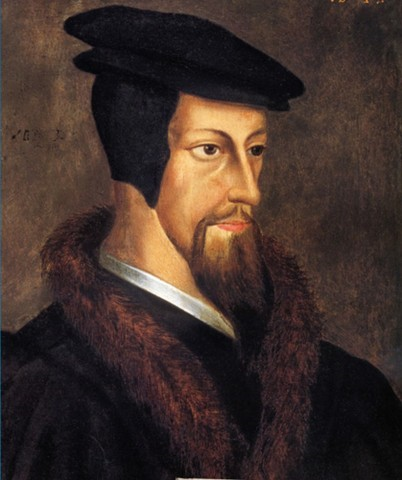
Der Genfer Reformator Jean Calvin

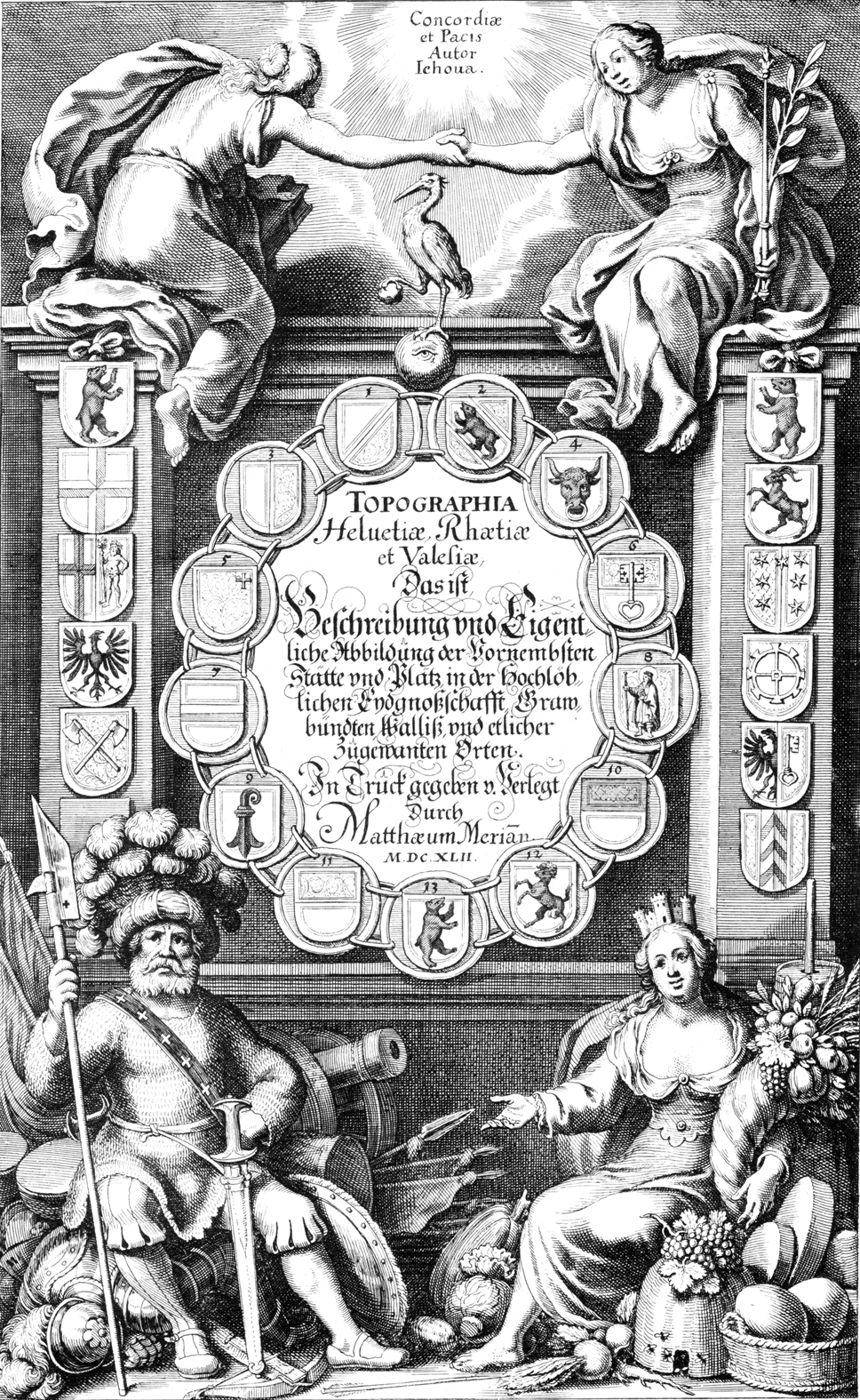
Die Wappen der XIII-örtigen Eidgenossenschaft und ihrer Verbündeten auf der Titelseite der «Topographia Helvetiae» von Matthäus Merian, 1652

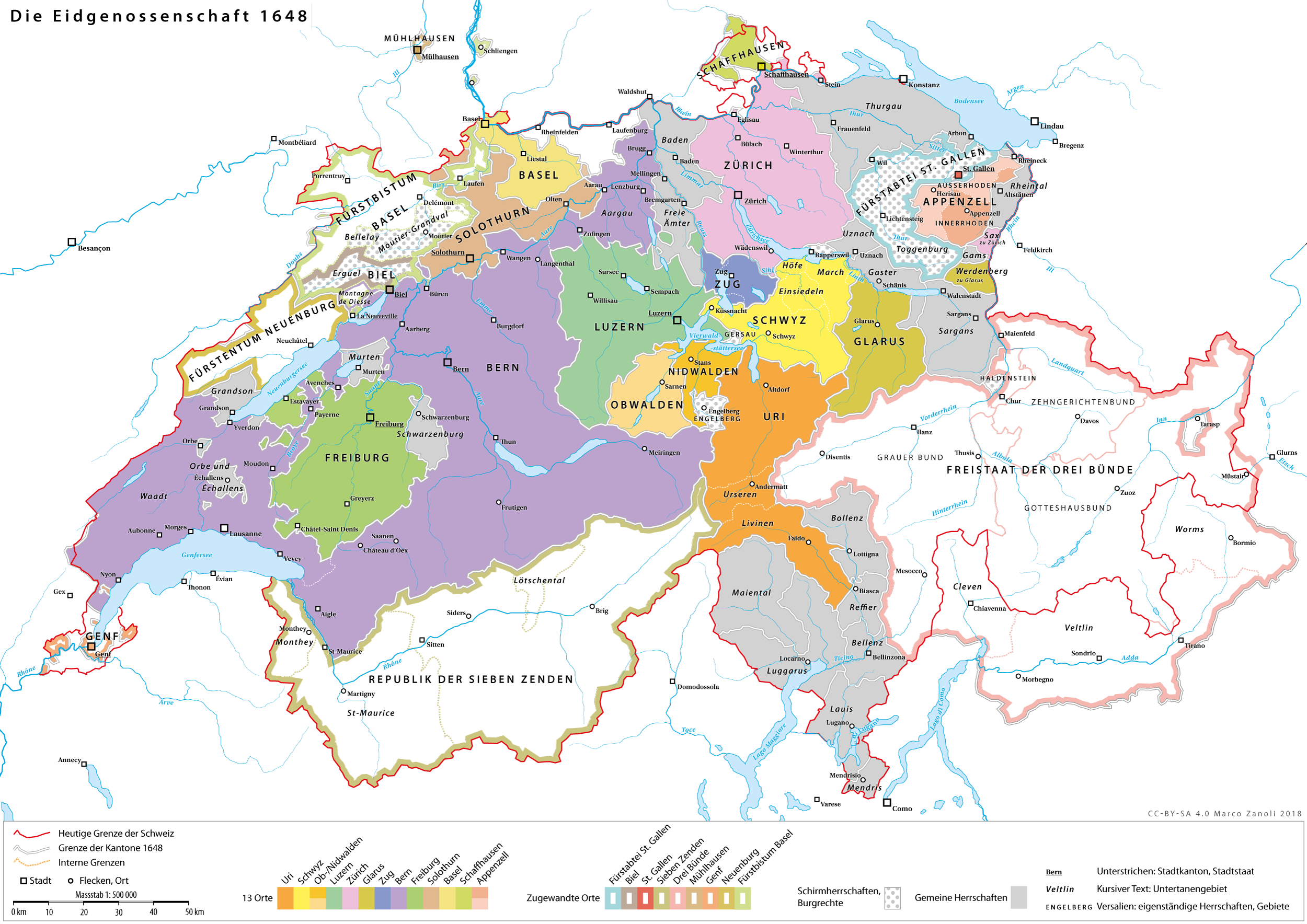
Die Eidgenossenschaft 1648

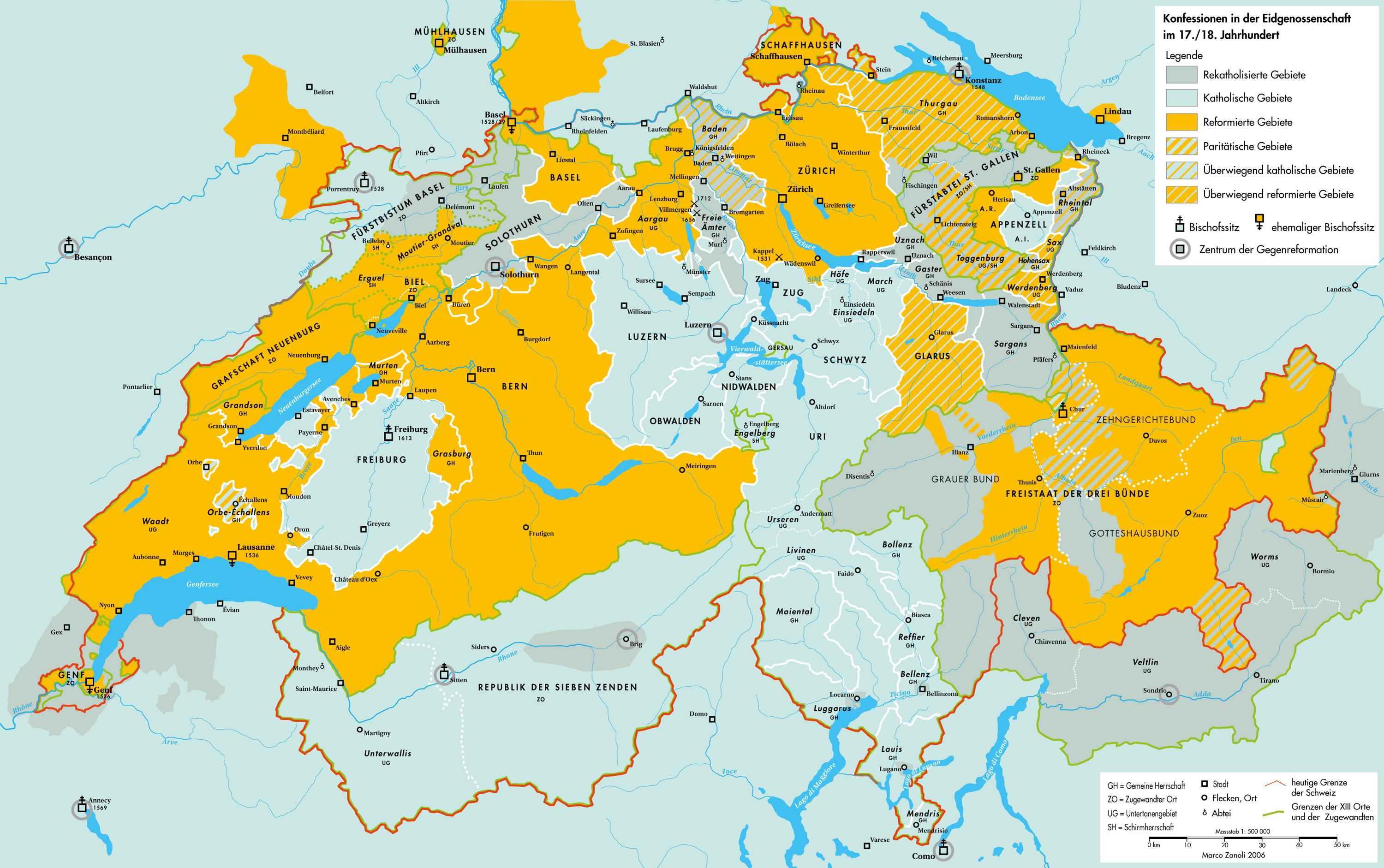
Die Konfessionen in der Eidgenossenschaft nach Abschluss der Gegenreformation

In Zürich begann Ulrich Zwingli, nachdem er die Katastrophe von Marignano und eine Pesterkrankung überlebt hatte und die Bibel nun als wichtigstes Mass der Entscheidung rund um die Religion ansah, ab 1519 eine Reform der Kirche durchzuführen, die zur Gründung der Reformierten Kirche führte. Zwingli predigte gegen Verehrung von Bildern, Reliquien und Heiligen, ausserdem engagierte er sich gegen Zölibat und Eucharistie. Er versuchte seine Reformation in der ganzen Schweiz zu verbreiten, als Politiker träumte er von einer erstarkten Eidgenossenschaft reformierten Glaubens. Ein wichtiger Erfolg für Zwingli war 1528 die Einführung des neuen Glaubens in seiner Heimatstadt Zürich. Zürich stand damals auf der Seite der französisch-deutschen Koalition gegen Habsburg und den Papst – die Einführung der Reformation ist auch unter diesem politischen Gesichtspunkt zu sehen. Später folgten die Städte Basel, Schaffhausen und St. Gallen dem Zürcher Beispiel ebenso wie Bern. In den Landständen Appenzell, Glarus und in den Drei Bünden sowie im Thurgau, im Rheintal und in der Fürstabtei St. Gallen konnte sich die Reformation ebenfalls grösstenteils durchsetzen.
Die Landstände in der Innerschweiz, die mit dem Papst verbündet sowie gegen die Stadtkantone eingestellt waren, wehrten sich erbittert gegen die Reformation. Die Politik Zwinglis trug ebenfalls dazu bei, die Innerschweizer zu entfremden, da er eine starke Führungsrolle der Städte Bern und Zürich in einer politisch reformierten Eidgenossenschaft und die Abschaffung des Söldnerwesens propagierte. Im Unterschied zu den Handelsstädten im Mittelland war die lokale Elite in der Innerschweiz aber auf das lukrative Söldnerwesen angewiesen.
Die Streitigkeiten zwischen den katholischen und den reformierten Ständen über die Verbreitung der Reformation in den Gemeinen Herrschaften führten zu den zwei Kappelerkriegen zwischen Zürich und den Innerschweizer Kantonen 1529/31. Im Zweiten Kappeler Landfrieden wurde ein Kompromiss gefunden: Die Religionshoheit wurde den Kantonen zugesprochen, die sich entscheiden konnten, was für ein Glaube in ihrem Herrschaftsgebiet gelten sollte. So führte Bern etwa 1536 mit Zwang in den neu eroberten Gebieten im Waadtland den neuen Glauben ein. Weiter wurde die Ausbreitung der Reformation in den Gemeinen Herrschaften gestoppt. Als religiös gemischte Gebiete wurde unter anderen das Toggenburg anerkannt. In den Drei Bünden blieb die Wahl der Religion den Gerichtsgemeinden überlassen, weshalb sich ein religiöser Flickenteppich entwickelte. Die Auseinandersetzung zwischen den Religionen dauerte dort noch bis ins 17. Jahrhundert (Bündner Wirren).
Zahlreiche Klöster in den reformierten Gebieten wurden in den 1520er und 1530er Jahren aufgehoben (→ Liste von Klöstern in der Schweiz).
Als letzte Stadt führte durch den Einfluss Berns 1541 Genf (seit 1526 Zugewandter Ort) die Reformation ein. Der dortige Reformator Jean Calvin begründete mit seiner besonders strengen Auslegung der Bibel den «Calvinismus». Calvin gründete 1559 die Genfer Akademie als Hochschule des reformierten Glaubens, die europaweite Ausstrahlung entwickelte und Genf zu einem «protestantischen Rom» machte. Der Calvinismus verbreitete sich in Frankreich («Hugenotten» ist eine französische Umformung von «Eidgenossen»), England (Puritaner), Schottland und den Niederlanden und von dort aus bis nach Amerika. Erst mit ihrer äussersten Zuspitzung durch Calvin erlangte die Reformation weltweite Bedeutung. Während in der Eidgenossenschaft durch die Zusammenarbeit des Zürchers Heinrich Bullinger mit Calvin im Consensus Tigurinus von 1549 eine Einigung in der Abendmahlfrage zwischen Reformierten und Calvinisten erfolgte, blieben die Fronten zwischen Reformierten und Lutheranern bis in die neuere Zeit verhärtet. Der Calvinismus verbreitete sich bis ins 17. Jahrhundert weiter, vor allem in den aktiven führenden Schichten und in den Städten Deutschlands und Osteuropas. Die besondere Arbeitsethik des Calvinismus soll nach Max Webers umstrittener These von der Protestantischen Ethik für den späteren wirtschaftlichen Erfolg der reformierten Länder wesentlich verantwortlich gewesen sein. Auf katholischer Seite zu erwähnen wäre der Walliser Kardinal Matthäus Schiner als einflussreicher Berater des jungen Kaisers Karl V., der auch mit seiner Papst-Kandidatur nur knapp scheiterte.
Die katholischen Orte der Innerschweiz wurden im 16. und 17. Jahrhundert zum Ausgangspunkt der Gegenreformation in der Eidgenossenschaft. Als Initialzündung der Gegenreformation gilt die Visitationsreise des italienischen Kardinals Karl Borromäus in der Eidgenossenschaft von 1570. 1574 wurde in Luzern die erste Jesuitenschule eröffnet und 1579 in Mailand das Collegium Helveticum gegründet, eine Universität für katholische Schweizer Priester im Sinne des Konzils von Trient. Während in Basel im Jahr 1460 die erste offizielle Universität des Landes (durch eine päpstliche Bulle) gegründet worden war, aufgrund ihrer späteren protestantischen Affiliation jedoch als katholische Lehrstätte wegfiel. 1586 liess sich der päpstliche Nuntius für die Eidgenossenschaft, Giovanni Francesco Bonomi, in Luzern nieder und die Kapuziner wurden in die Schweiz gerufen. Durch die Gegenreformation kam es zu ständigen Konflikten in den gemischten Kantonen. Aus diesem Grund trennte sich etwa der Kanton Appenzell 1597 in zwei Halbkantone. Bis ins 17. Jahrhundert konnten durch die Gegenreformation grosse Gebiete der Eidgenossenschaft wieder für den katholischen Glauben gewonnen werden, besonders in der Nordwestschweiz (Bistum Basel) und in der Ostschweiz (Fürstenland, Uznach, Gaster, Sargans).
Durch die Reformation wurde die Eidgenossenschaft langfristig stark geschwächt, da gemeinsame Beschlüsse der reformierten und katholischen Orte in der Tagsatzung praktisch unmöglich wurden. Die Tagsatzung war ein Gesandtenkongress der verschiedenen eidgenössischen Orte und besass als einzige gemeinschaftliche Institution nur sehr beschränkte legislative und exekutive Befugnisse. Die katholischen Orte trugen stellenweise sogar dazu bei, dass reformierte Orte Gebiete verloren. So zwang etwa eine Allianz der katholischen Orte mit Savoyen Bern und Wallis 1567/69 das Chablais und das Pays de Gex, das sie 1536 erobert hatten, wieder an Savoyen abzutreten. Die vollständige Aufnahme der verbündeten reformierten Städte Mülhausen, Genf, Strassburg und Konstanz in die Eidgenossenschaft wurde ebenfalls durch die katholischen Orte verhindert. Trotzdem konnte sich das reformierte Genf gegen die savoyardischen Übergriffe (Escalade 1602) behaupten. Die konfessionelle und politische Spaltung der Eidgenossenschaft wurde 1586 durch den Goldenen Bund der sieben katholischen Kantone besiegelt. In den Hugenottenkriegen in Frankreich kämpften die Eidgenossen je nach Konfession in unterschiedlichen Lagern: Die Katholiken unterstützten Heinrich III., später die Liga, die Reformierten Heinrich von Navarra.
Die Zweiteilung der Eidgenossenschaft entlang der Konfessionsgrenzen wurde 1602 durch ein Soldbündnis der XIII Orte ohne Zürich mit Frankreich wieder etwas gemildert. Der Schwerpunkt der europäischen Politik in Hinblick auf die Eidgenossenschaft verschob sich auf die Drei Bünde, wo seit dem Ausbruch des Dreissigjährigen Krieges 1618 Spanien und Frankreich um die Kontrolle der Alpenpässe kämpften. Dadurch wurde Graubünden während der «Bündner Wirren» 1618–1641 als einziges Land der Eidgenossenschaft durch den Dreissigjährigen Krieg verheert. Die XIII Orte verweigerten den Drei Bünden jedoch den Beistand und wurden so nicht in diesen Krieg hineingezogen, nur Bern und Zürich intervenierten 1620 kurzzeitig und erfolglos direkt in Graubünden. Die Eidgenossenschaft als ganzes blieb während des Dreissigjährigen Krieges zwar neutral (siehe Seekrieg auf dem Bodensee 1632–1648), stellte jedoch Frankreich – die katholischen Orte auch Spanien – vertragsgemäss Söldner. Hauptgründe für die Neutralität waren die veralteten militärischen Einrichtungen und die konfessionelle Spaltung. Jede Parteinahme hätte den Bürgerkrieg und damit das Ende der Eidgenossenschaft bedeutet: 1634 stand ein Bündnis Zürichs und Berns mit Schweden kurz vor dem Abschluss und die katholischen Orte verhandelten mit Spanien, allein die schwedische Niederlage bei Nördlingen verhinderte den Bürgerkrieg. Im Defensionale von Wil, der ersten eidgenössischen Wehrverfassung, beschlossen die XIII Orte 1647 die bewaffnete Neutralität. Während des ganzen Krieges bildete die Schweiz aus deutscher Sicht eine ruhige, vom Sturm umbrandete Insel des Wohlstands und des relativen Friedens. In wirtschaftlicher Hinsicht profitierten viele Gegenden der Schweiz sogar vom Krieg, da die Preise für Nahrungsmittel wegen der weitreichenden Verwüstungen in Deutschland und Italien stark stiegen.

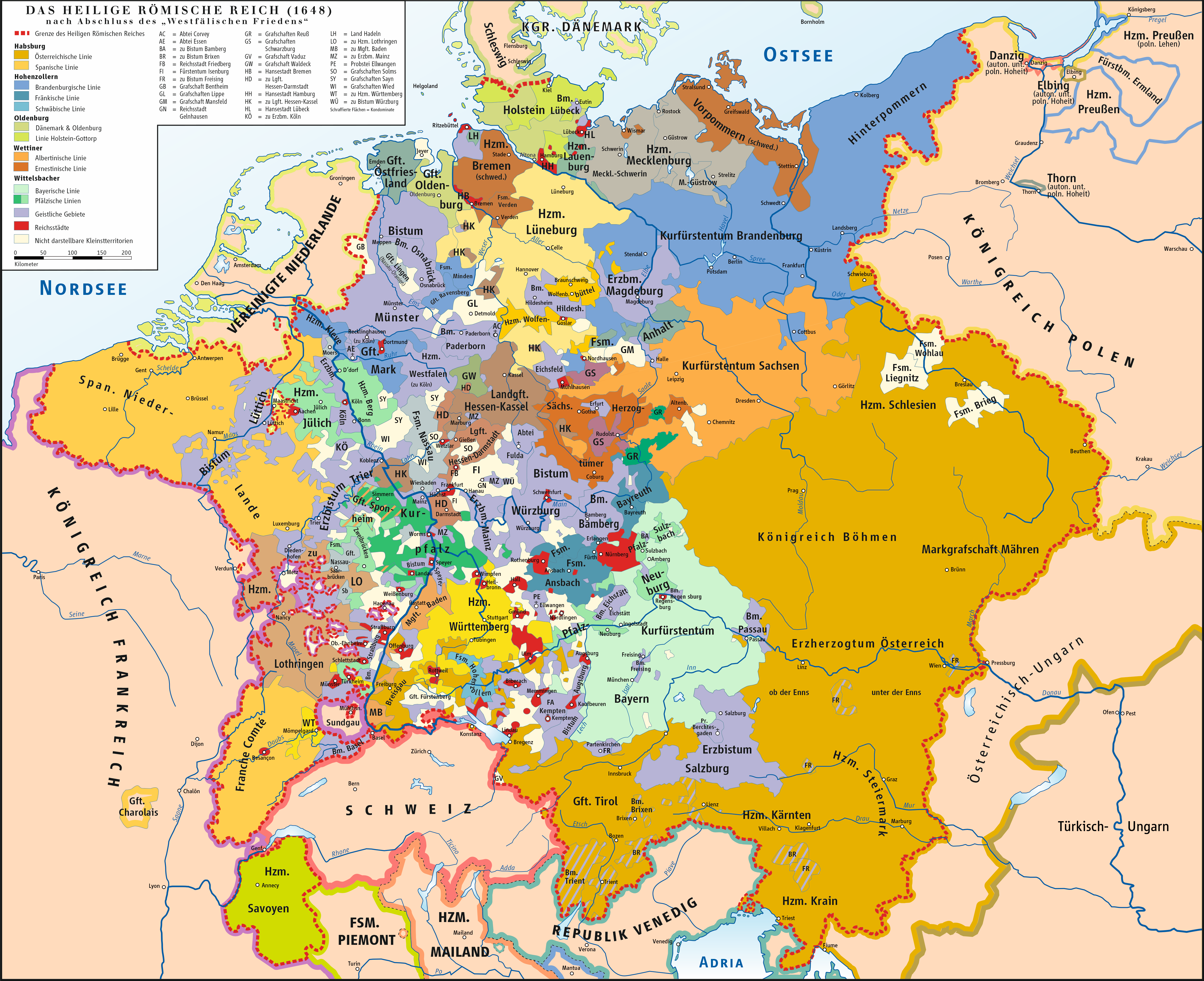
Das Heilige Römische Reich nach dem Westfälischen Frieden 1648 (in lila geistliche Territorien, in rot die Reichsstädte)

Im Westfälischen Frieden vom 24. Oktober 1648 erreichten die Schweizer Kantone durch den Vertreter Johann Rudolf Wettstein in Art. VI IPO bzw. § 61 IPM ihre Exemtion: ein reichsrechtliches Privileg, mit dem ein Reichsstand seine unmittelbare Unterstellung unter Kaiser und Reich verlor und damit seinen Gerichten nicht mehr unterstellt war. Der Eidgenossenschaft wurde im Friedensvertrag nicht die das Reichsrecht sprengende völkerrechtliche Souveränität gewährt (wie den Niederlanden im Spanisch-Niederländischen Friedensvertrag), sondern die «volle Freiheit und Exemtion vom Reich» mit der Zusatzerklärung, dass die eidgenössischen Orte nicht mehr der Reichsgerichtsbarkeit unterstünden. Die Interpretation und die Folgen dieser Massnahme war bereits bei den Zeitgenossen umstritten, wurde aber im 18. Jahrhundert nach der sich verbreitenden französischen Souveränitätslehre allgemein als Ausgliederung aus dem Heiligen Römischen Reich verstanden und überwiegend als Anerkennung der völkerrechtlichen Souveränität interpretiert. Seither betrachteten sich alle eidgenössischen Orte als souveräne Staaten und verkehrten mit anderen europäischen Staaten diplomatisch auf gleicher Augenhöhe. Die staats- und völkerrechtliche Stellung der Eidgenossenschaft wurde folglich als souveräne, neutrale Republik beschrieben. Einige Reichsjuristen (z. B. Ludwig Friedrich von Jan noch 1803) hielten allerdings bis zum Ende des Reichs an der Fiktion einer Zugehörigkeit der Eidgenossenschaft als «höchstgefreiten Standes» zum Reich fest.
Die starke Aristokratisierung der Stadtorte im Zuge der Zentralisierung der Landesherrschaften, die absolutistische Tendenz der Herrschaftsausübung und die Wirtschaftskrise, die in der Schweiz auf den «Boom» des Dreissigjährigen Krieges folgte, bewirkten grosse Unzufriedenheit in den Untertanengebieten der Städte im Mittelland, besonders unter den Bauern. 1653 kam es deshalb im Herrschaftsgebiet der Städte Bern, Luzern, Solothurn und Basel zum Schweizer Bauernkrieg, der grausam niedergeschlagen wurde. Der Krieg bewirkte deshalb sogar noch eine Verstärkung der aristokratischen Tendenzen und eine Vergrösserung der Kluft zwischen Stadt und Land. Zahlreiche Bauern wanderten nach dem Bauernkrieg in das entvölkerte Deutschland aus, wo verschiedene Staaten Einwanderer durch Privilegien und finanzielle Anreize anzogen.
Wenige Jahre nach dem Bauernkrieg bewirkte das Projekt einer Bundesreform 1655 das Wiederaufbrechen der religiösen Zwiste. Im Ersten Villmergerkrieg 1656 versuchten Bern und Zürich vergeblich, den Zweiten Kappeler Landfrieden gewaltsam zu ihren Gunsten zu verändern. Der Sieg der katholischen Orte in der Ersten Schlacht von Villmergen am 24. Januar 1656 bestätigte erneut die Schlechterstellung der Reformierten in den Gemeinen Herrschaften. Die innere Schwäche und Zerstrittenheit der Eidgenossenschaft stellte das Soldbündnis mit Frankreich aber nicht in Frage, das auch mit Ludwig XIV. durch alle Orte und Zugewandte erneuert wurde. Die Eidgenossen erlaubten fortan die Anwerbung von bis zu 16'000 Söldnern, wogegen sie Handelsvergünstigungen und regelmässige hohe Geldzahlungen, sogenannte «Pensionen», erhielten. Später wurde Frankreich auch zum Schiedsrichter für innere Konflikte der Eidgenossenschaft erklärt und erhielt freies Durchmarschrecht durch die Schweiz. Die Eidgenossenschaft sank durch die engen Verbindungen mit Frankreich im 18. Jahrhundert faktisch zu einem französischen Protektorat ab. Trotzdem fanden nach der Aufhebung des Edikts von Nantes 1685 etwa 20 000 Hugenotten in der reformierten Schweiz Aufnahme. Sie brachten in den Städten und im Jura eine starke Belebung der Textil- und Uhrenindustrie. Am 5. September 1687 verunglückten zwei mit hugenottischen Flüchtlingen besetzte Schiffe auf der Aare zwischen Aarberg und Lyss. 111 Menschen ertranken.
Seit dem 13. Jahrhundert suchten junge Schweizer ihr Glück als Söldner, auch Reisläufer genannt (kommt vom Wort Reise). Das Söldnerwesen war für Jahrhunderte der zweitwichtigste Wirtschaftszweig der Schweiz – nach der Landwirtschaft. Zeitweise kämpfte jeder zehnte Eidgenosse in einer fremden Armee. Der Anfang vom Ende des Söldnertums kam mit der während des spanischen Erbfolgekriegs 1709 ausgetragenen Schlacht von Malplaquet. Damals leisteten Schweizer Söldner aufseiten beider Kriegspartien Dienst und bekämpften und töteten sich deshalb gegenseitig. Rund 8000 Eidgenossen starben bei diesem Bruderkrieg, was in der Schweiz zu heftigen Diskussionen führte. Auch dank besseren Erwerbsmöglichkeiten innerhalb der Schweiz gingen immer weniger Schweizer in die Fremden Dienste. Im Jahr 1859, elf Jahre nach Gründung des modernen Bundesstaates, wurde der Waffendienst für eine fremde Macht schliesslich definitiv verboten.
Der wirtschaftliche Aufschwung in den Städten liess den militärischen Vorteil der Länderorte schwinden, weshalb 1712 im Zweiten Villmergerkrieg, der durch religiöse Spannungen in der Fürstabtei St. Gallen ausgelöst wurde, die reformierten Städte die Oberhand behielten. In dem nach der Zweiten Schlacht von Villmergen geschlossenen Frieden von Aarau verloren die katholischen Orte ihren Einfluss in den Gemeinen Herrschaften Baden, Freie Ämter, Rapperswil und mussten Bern in die Verwaltung der Herrschaften Thurgau, Rheintal und Sargans aufnehmen. Das Prinzip der Parität, also der Gleichberechtigung beider Konfessionen in den Gemeinen Herrschaften, beendete die katholische Vormachtstellung in der Eidgenossenschaft.
Mit dem 68 Meter langen Urnerloch wurde 1708 in der Schöllenenschlucht, auf dem Weg zum Gotthardpass, der erste Verkehrstunnel der Schweiz eröffnet.

## Ancien Régime 1712–1798

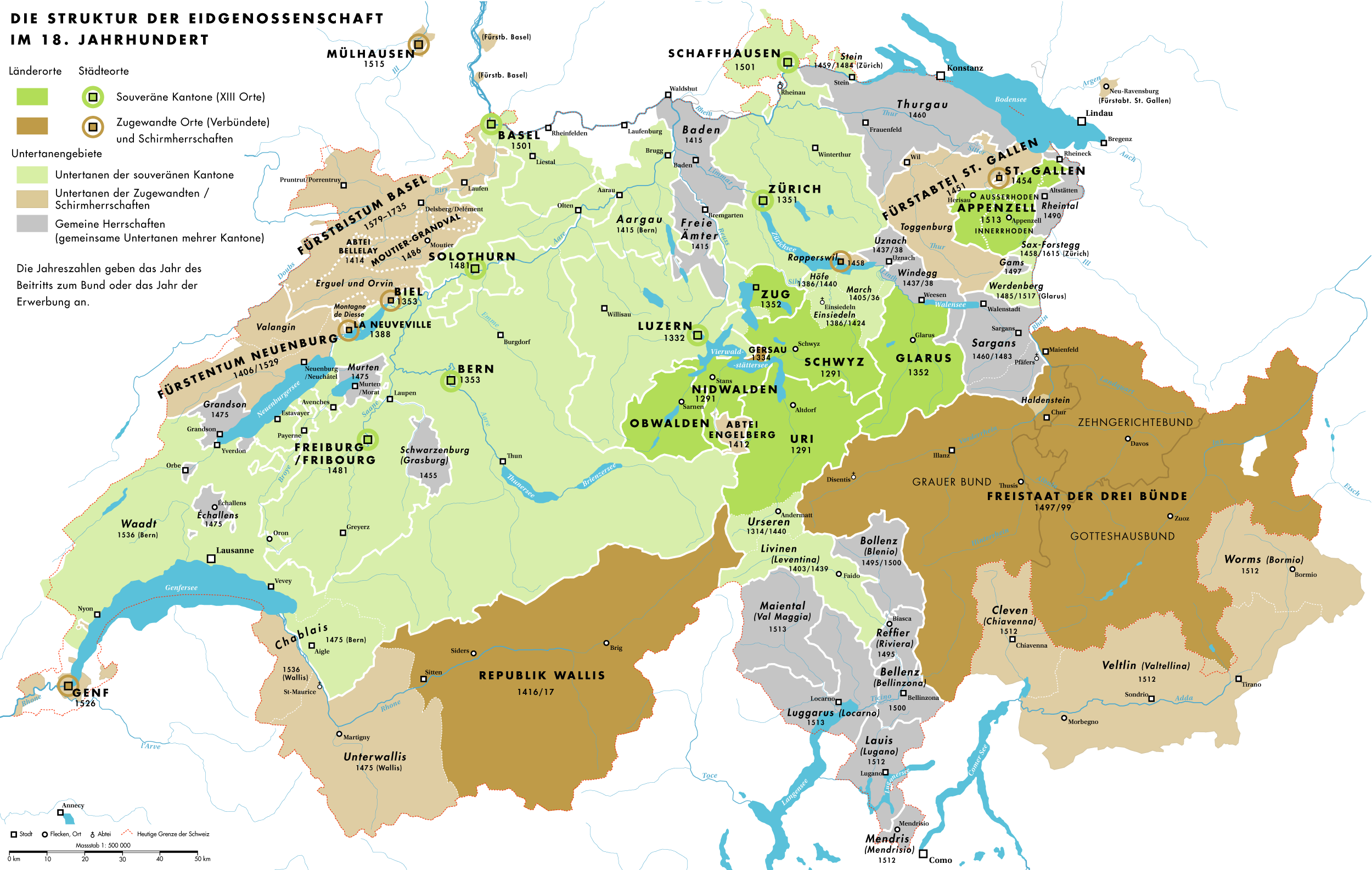
Die Struktur der Alten Eidgenossenschaft im 18. Jahrhundert

Schema der Struktur der Alten Eidgenossenschaft im 18. Jahrhundert

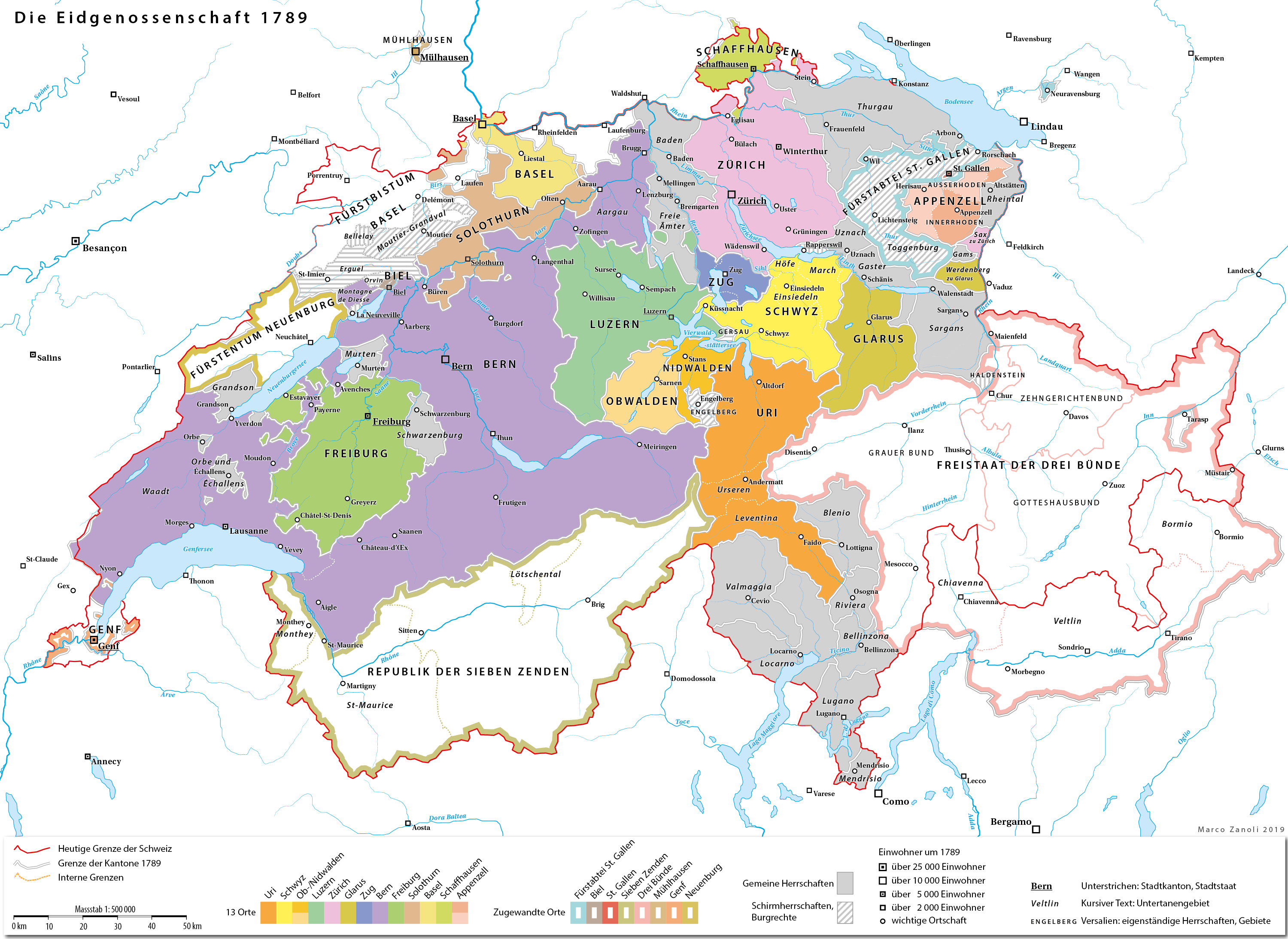
Die Alte Eidgenossenschaft 1789

Im 18. Jahrhundert glich die Alte Eidgenossenschaft angesichts der in Europa vorherrschenden zentral regierten Monarchien einem Überbleibsel aus dem Spätmittelalter, war sie doch keineswegs ein Staat im modernen Sinne. Vielmehr bestand sie aus einem Geflecht souveräner Kleinstaaten, die sich in einem losen Staatenbund zusammengeschlossen hatten. Dabei waren aber nicht alle Gebiete der Schweiz gleichermassen in diesen Bund eingeschlossen. Den Kern bildeten die Dreizehn Alten Orte, welche entweder Stadt- oder Landorte waren. Als Stadtorte oder Stadtrepubliken galten Zürich, Bern, Luzern, Freiburg, Solothurn, Schaffhausen und Basel, während Uri, Schwyz, Glarus, Zug, Ob- und Nidwalden sowie Appenzell Inner- und Ausserrhoden zu den «Ländern» gezählt wurden. Hinzu kamen die Untertanengebiete, die den vollberechtigten Orten unterstanden und in denen ein beträchtlicher Teil der Bevölkerung lebte. Sie unterstanden entweder direkt einem der 13 Orte oder wurden als gemeine Herrschaften durch mehrere Orte verwaltet. Bis auf die Appenzeller Orte verfügten alle vollberechtigten Orte über solche Untertanengebiete, wobei die wichtigsten mehrheitlich den Stadtorten angehörten. So geboten allein Bern und Zürich über etwa zwei Fünftel der Schweizer Bevölkerung. Neben den dreizehn Orten und ihren Untertanengebieten gab es auch noch die zugewandten Orte St. Gallen, Graubünden und Wallis, die in einem lockeren Verhältnis zum Kern standen.
Als einzige gemeinsame Institution des Bündnisgeflechts fungierte die Tagsatzung, in der die vollberechtigten Orte mit je zwei und die zugewandten Orte mit je einem Gesandten vertreten waren. Ihre wichtigsten Aufgaben waren die Verwaltung der gemeinsamen Herrschaften, die Aussenpolitik und die Verteidigung. Ihre Macht war jedoch sehr beschränkt und die Entscheidungsfindung bei Abstimmungen, welche Einstimmigkeit erforderte, war angesichts der durch die Orte instruierten Gesandten eher schwierig. So erwies sie sich, wie sich später zeigen sollte, auch beim Einmarsch der Franzosen nicht im Stande, ernsthaften militärischen Widerstand zu leisten.

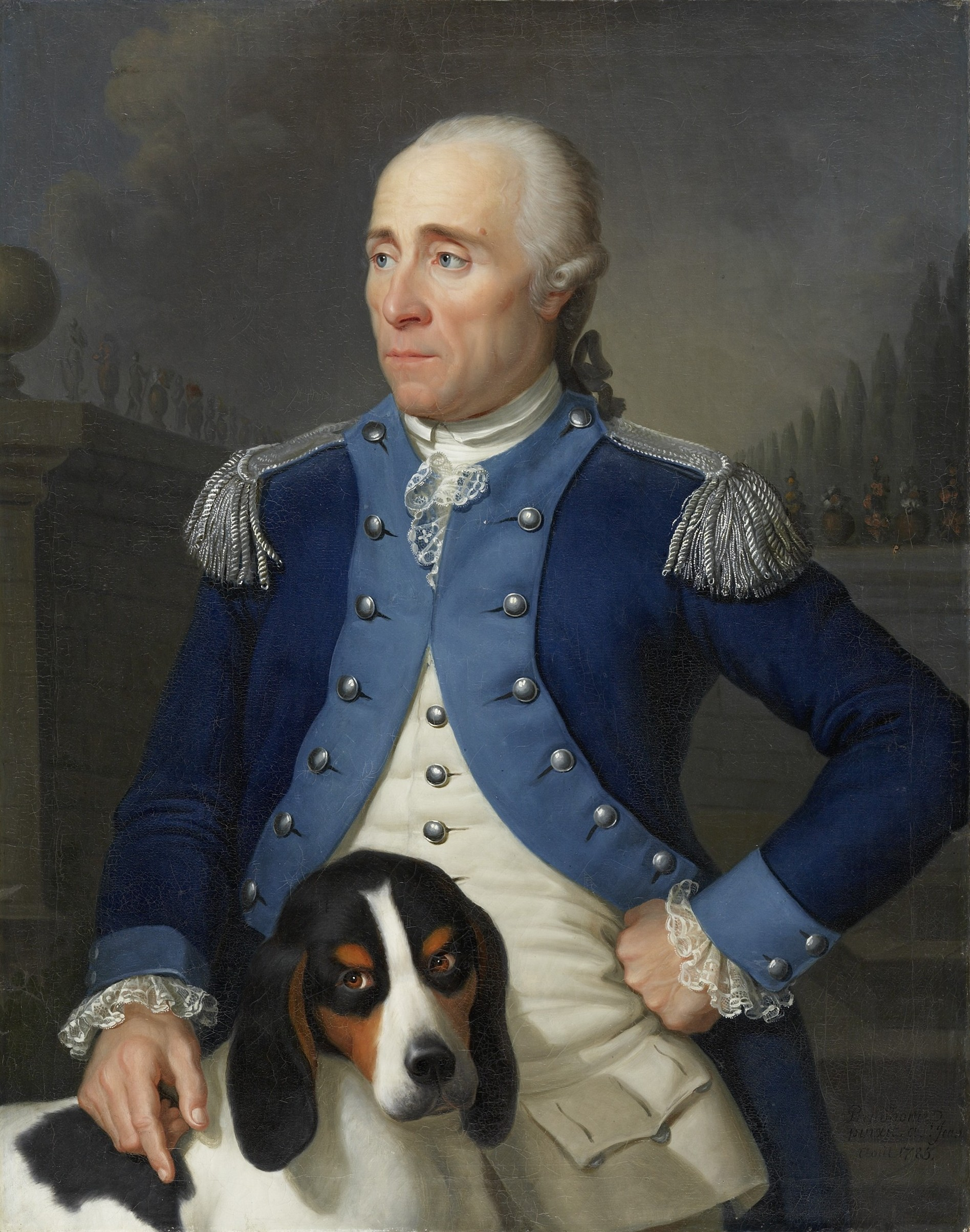
Der Berner Patrizier Franz Rudolf Frisching in der Uniform eines Obersten des Jägerkorps der Stadt und Republik Bern mit seinem Berner Laufhund, gemalt von Jean Preudhomme (1785)

Die Stärkung der Staatsgewalt nach dem französischen Vorbild des Absolutismus brachte in den verschiedenen Orten der Schweiz drei Verfassungstypen hervor, die aristokratische Formen und Gottesgnadentum mit den republikanischen Traditionen vereinten:
- In den Städteorten Bern, Solothurn, Freiburg und Luzern das Patriziat, das Regiment weniger alteingesessener Geschlechter;
- die Zunftaristokratie in Zürich, Basel und Schaffhausen; sie begrenzte die Oligarchie der alteingesessenen Geschlechter durch den Einfluss der Zünfte;
- in den Landsgemeindeorten schliesslich entwickelte sich ebenfalls eine gemeinsame Aristokratie des alten Landadels und der durch den Solddienst zu Reichtum und Adelsprädikaten gekommenen Familien.

Die absolutistischen Tendenzen in der Herrschaftsausübung bewirkten im 18. Jahrhundert eine ganze Reihe von Aufständen in den betroffenen Untertanengebieten, die jedoch bis 1798 allesamt mit äusserster Härte niedergeschlagen wurden.
Trotz europaweiter Empörung wurde am 13. Juni 1782 in Glarus die Dienstmagd Anna Göldi nach dem letzten Hexenprozess Europas hingerichtet. Die frühesten bekannten Hexenprozesse in der Schweiz waren die Schaffhauser Hexenprozesse von 1402. Gemäss einer groben Schätzung fanden im Raum der heutigen Schweiz etwa 10'000 Hexenprozesse statt.
Die Aufklärung konnte in der Eidgenossenschaft aber trotz der aristokratischen Tendenzen Fuss fassen. Albrecht von Haller und Jean-Jacques Rousseau lösten durch ihre Verherrlichung der Natürlichkeit, Einfachheit und Unverdorbenheit der Eidgenossenschaft eine regelrechte Schweizbegeisterung in Europa und eine erste Welle des Tourismus aus. (Die scharfe Kritik der Engländerin Helen Williams an den Zuständen des Ancien Régime fand dagegen kein Gehör.) Mit seiner Staatstheorie hat Rousseau zudem einen wichtigen Beitrag zur späteren Entstehung der direkten Demokratie geleistet. Zürich wurde gleichzeitig durch eine Ansammlung europaweit bekannter Gelehrter, etwa Johann Jakob Bodmer, Salomon Gessner, Johann Heinrich Pestalozzi und Johann Caspar Lavater, zum «Athen an der Limmat». Der Einzug von Vernunft und Planung brachte neben der Verbesserung von Infrastruktur und Wirtschaft auch eine Lockerung der strengen religiösen Zucht in den reformierten Orten und eine Wiederannäherung der Konfessionen im Zeichen gegenseitiger Toleranz.
Die zeitgenössischen Dichter und Gelehrten liessen durch ihre Verteidigung der bestehenden oder eingebildeten schweizerischen Eigenarten zum ersten Mal ein Schweizer Nationalbewusstsein entstehen. 1761/62 manifestierten sich diese patriotischen und aufklärerischen Strömungen in der Gründung der Helvetischen Gesellschaft, die sich für Freiheit, Toleranz, die Überwindung der Standesunterschiede und die patriotische Verbundenheit der Eidgenossen einsetzte. In der zweiten Hälfte des 18. Jahrhunderts entdeckte die Literatur auch das Motiv der gemeinsamen heldenhaften Vergangenheit vor Marignano, die seither als «Schlachtengeschichte» bis ins späte 20. Jahrhundert das Geschichtsbild der Schweiz bestimmte. Durch den Rückbezug auf die gemeinsame idealisierte Vergangenheit konnte so die Auseinandersetzung mit der schwierigen Zeit der konfessionellen Spannungen vermieden werden.
Nach fast 300 Jahren verloren die Drei Bünde 1797 die Herrschaft über ihre südlichen Untertanengebiete Bormio, Chiavenna und das Veltlin. Napoleon schlug die Gebiete der neugegründeten Cisalpinischen Republik zu. Der spätere Kanton Graubünden wurde auf seine heutige Fläche verkleinert.

## Die «Franzosenzeit»: Helvetik und Médiation 1798–1814

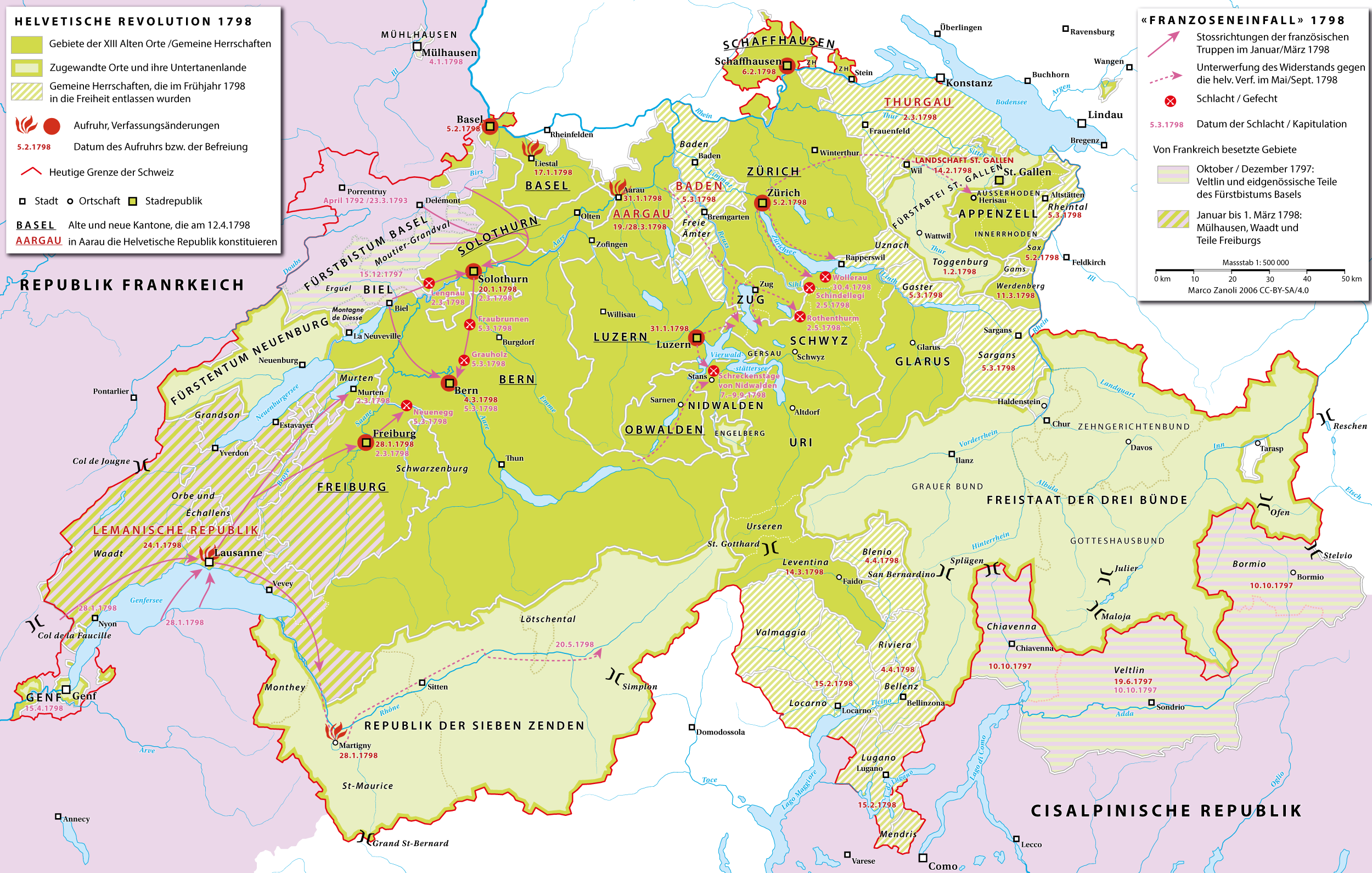
Helvetische Revolution und Franzoseneinfall 1797/98

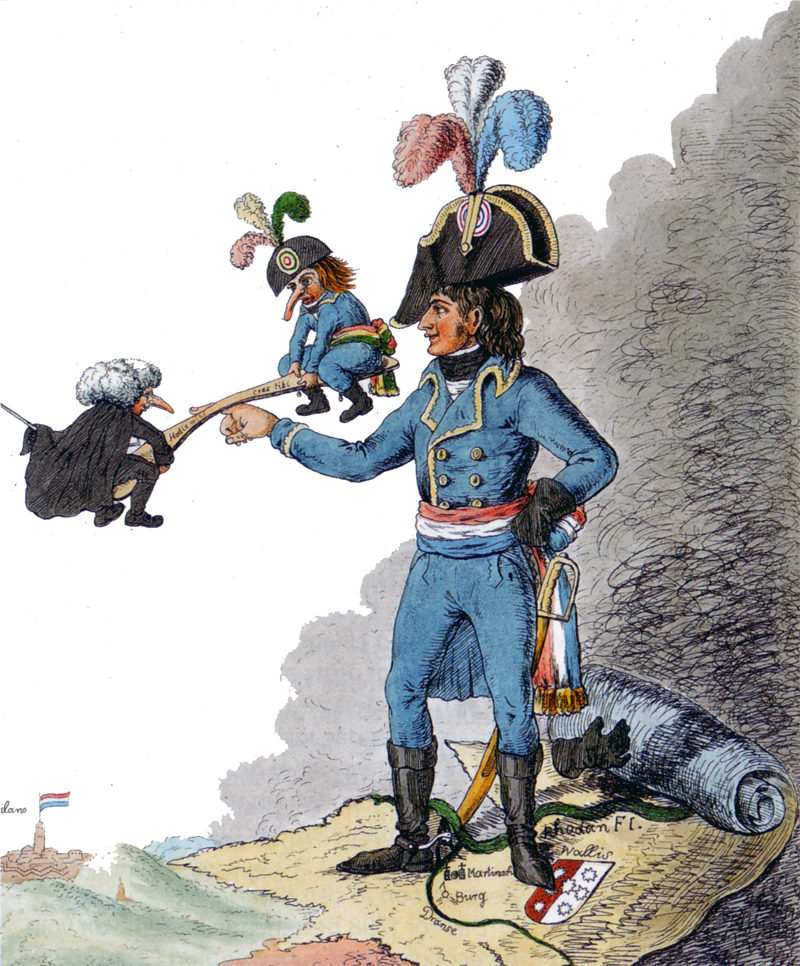
«Die politische Schaukel». Napoleon Bonaparte spielt mit den in Parteienhadern gespaltenen Schweizern 1802.

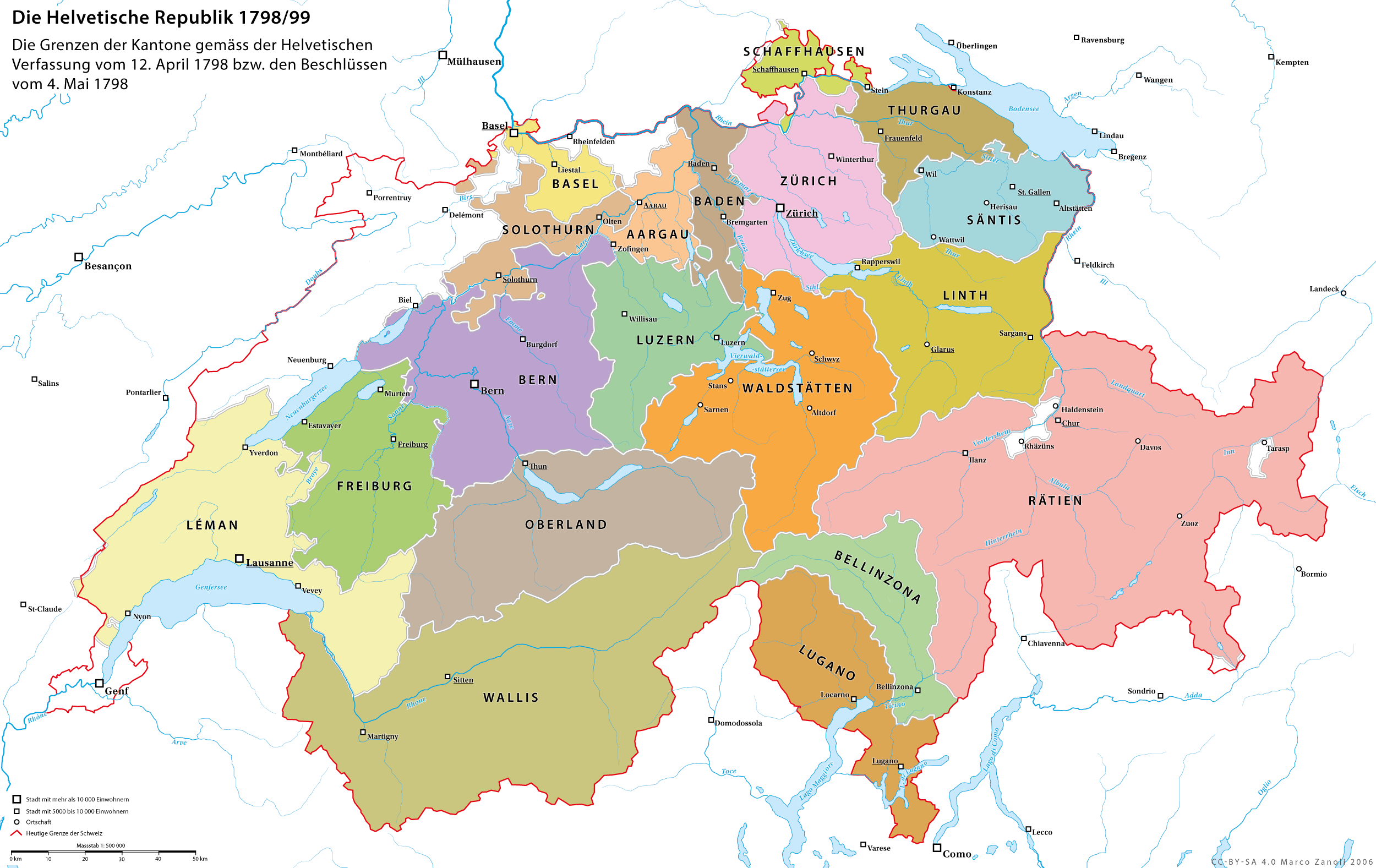
Die Helvetische Republik 1799

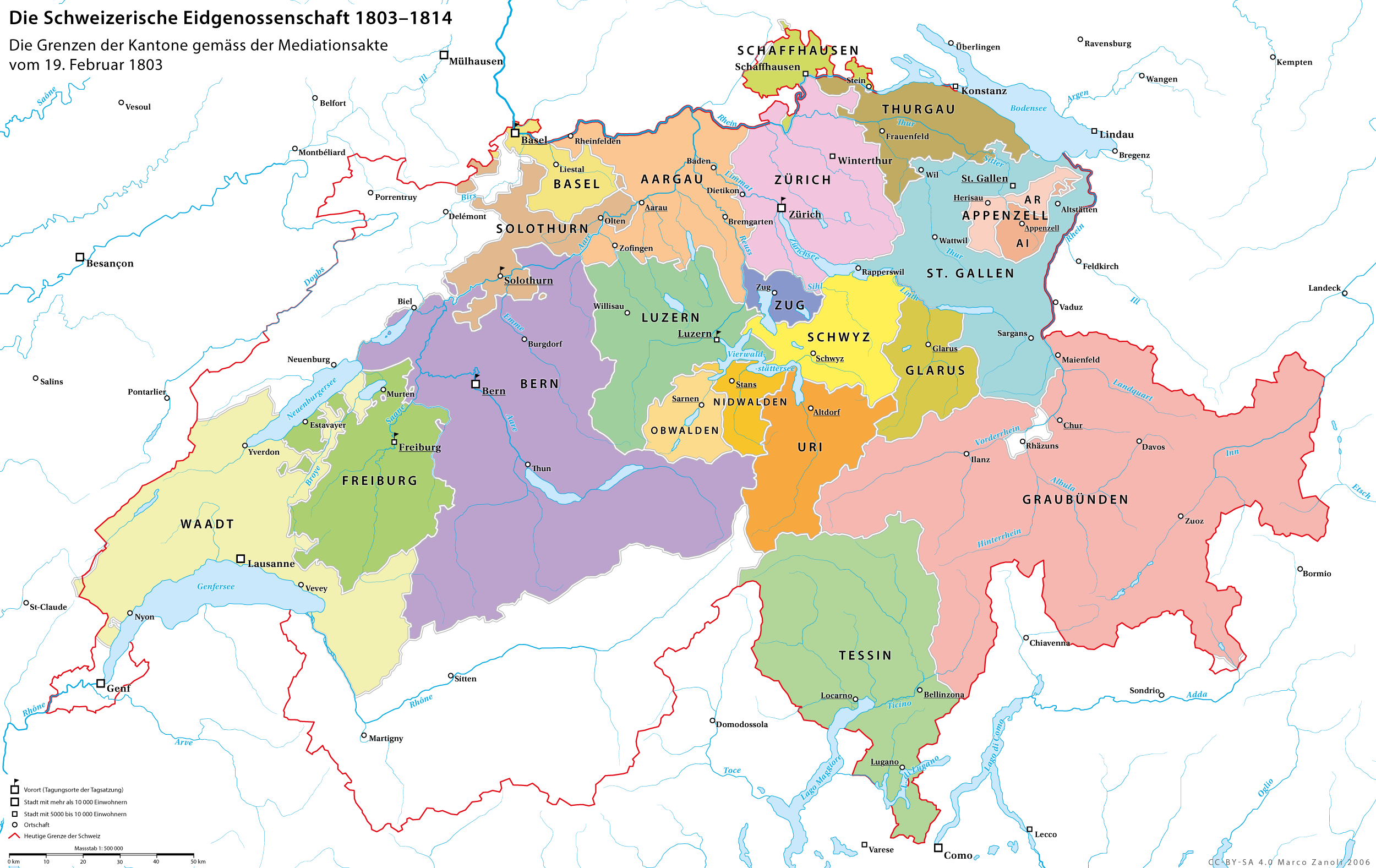
Die Schweizerische Eidgenossenschaft während der Mediationszeit 1803–1814

1798 wurde die Alte Eidgenossenschaft, während des Franzoseneinfalls, von Truppen Napoleon Bonapartes besetzt und nach französischem Vorbild der zentralistische Einheitsstaat Helvetische Republik gegründet. Die Kantone (bisher selbständige Staaten) wurden zu Verwaltungseinheiten degradiert und nach dem Vorbild der französischen Départements neu eingeteilt. Während der «Helvetik» wurden die Kantone Léman, Oberland, Aargau, Waldstätte, Säntis, Linth, Thurgau, Bellinzona, Lugano, Rhätien, Baden und Fricktal neu geschaffen. Genf, Mülhausen und der Jura mit Biel kamen zu Frankreich; Neuenburg blieb preussisch, stand aber in keiner Verbindung mehr mit der Schweiz. Hauptstadt des Einheitsstaates war vorerst Aarau. In den Jahren 1799 bis 1803 kam es in der Helvetischen Republik zu vier Staatsstreichen (unter anderem wollte dabei der Waadtländer F. Laharpe – nach Napoleons Vorbild in Frankreich – eine Alleinherrschaft errichten). Die Einteilung der Kantone wie auch die Verfassung wurden mehrfach verändert.
1802 kam es nach dem Abzug der französischen Truppen zu einem kurzen Bürgerkrieg («Stecklikrieg») zwischen den Unitariern, die für einen Zentralstaat nach französischem Vorbild eintraten, und den Föderalisten, die eine Wiederherstellung der alten Kantone wünschten. Allerdings hatten die Unitarier aufgrund der stark verwurzelten föderalen Traditionen wenig Rückhalt in der Bevölkerung. Erst durch das Eingreifen Napoléon Bonapartes 1803 kam die Schweiz wieder zur Ruhe. Napoleon versammelte die politische Elite der Schweiz in Paris an der Helvetischen Consulta und erarbeitete mit ihr die Mediationsakte (Vermittlungsakte), eine neue föderalistische Verfassung, die Napoleon garantierte. Die Selbständigkeit der Kantone wurde wieder gestärkt; der Einheitsstaat wurde zum Staatenbund. Die «Schweizerische Eidgenossenschaft», so der nun offizielle Staatsname, zählte gemäss der Mediationsakte 19 Kantone, deren Verfassungen ebenfalls in der Mediationsakte enthalten waren. Die 13 alten Kantone wurden wiederhergestellt. Neu hinzu kamen die Kantone St. Gallen, Graubünden, Aargau, Thurgau, Tessin und Waadt. Das Wallis wurde wegen der strategischen Bedeutung des Simplonpasses für Frankreich zuerst eine unabhängige Republik und kam 1810 zu Frankreich.
Bis zur Niederlage Napoleons in den Befreiungskriegen im Herbst 1813 war die Schweiz ein Vasallenstaat Frankreichs. Schweizerische Truppenverbände und Söldner nahmen deshalb sowohl am Krieg in Spanien als auch am Russlandfeldzug teil. Im Dezember 1813 löste sich das von Napoleon geschaffene schweizerische Staatswesen unter dem Druck der innenpolitischen Gegenrevolution und der anrückenden Truppen der sechsten Koalition wieder auf. Zwischen den alten und den neuen Kantonen bestanden kurzzeitig beträchtliche Spannungen; die Schweiz stand vor einem Bürgerkrieg. Erst unter äusserem Druck durch die siegreiche Koalition der Grossmächte rückten die nur noch lose im Bundesverein von 1813 organisierten souveränen Kantone im Sommer 1814 enger zusammen, so dass am 7. August 1815 mit den neu dazu stossenden Kantonen Genf, Wallis und Neuenburg nunmehr 22 Kantone mit dem sogenannten Bundesvertrag die Schweiz wieder als Staatenbund konstituierten.

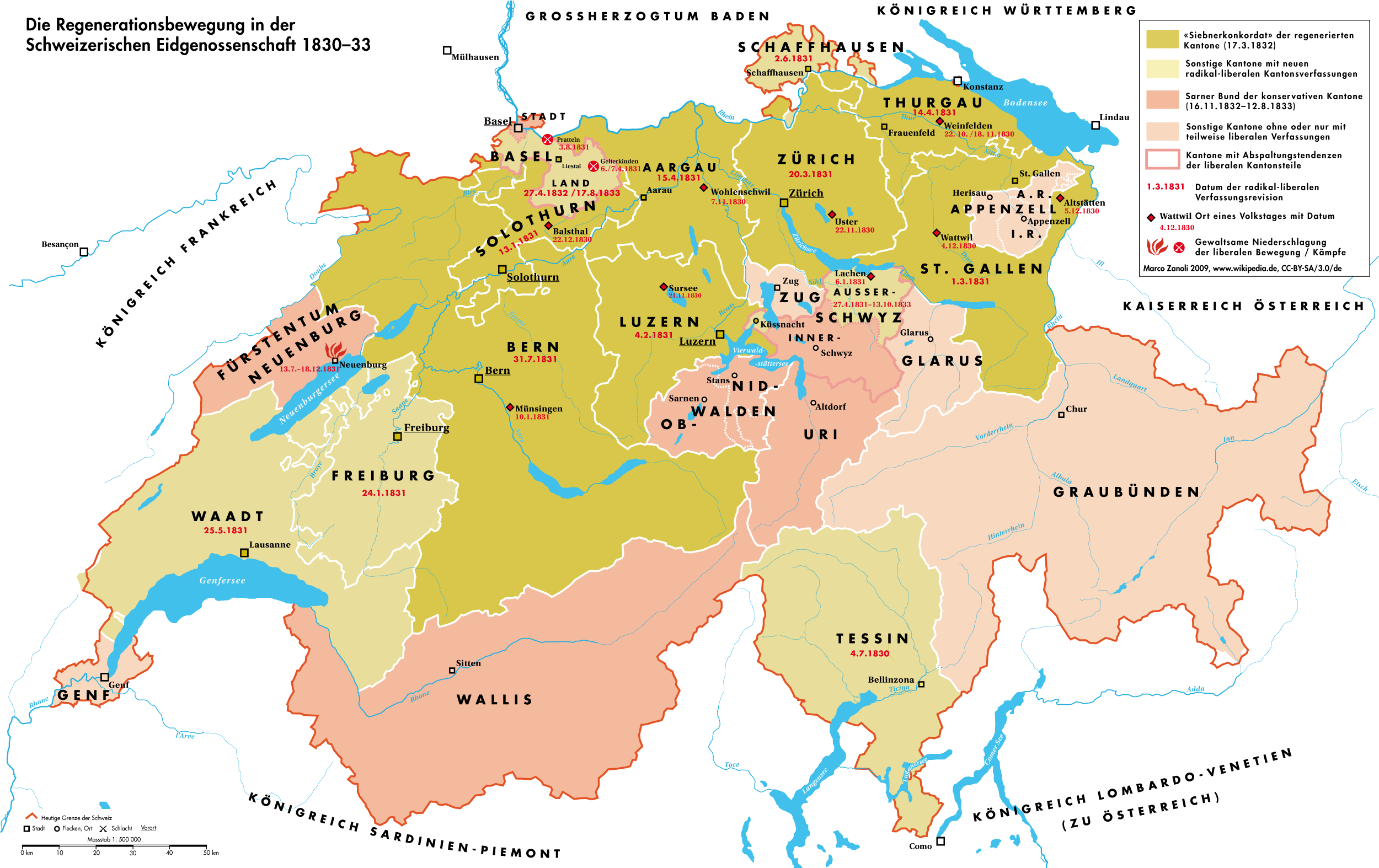
Karte zur Regenerationsbewegung in der Schweiz 1830–33

Beim Bergsturz von Goldau starben am 2. September 1806 457 Menschen und 323 Nutztiere. 220 Ställe und Scheunen, 111 Wohnhäuser, zwei Kirchen und zwei Kapellen wurden zerstört. 1807 wurde die Linthkorrektion als gemeinnütziges eidgenössisches Werk begonnen, um die Linthebene vor Überschwemmungen zu schützen und um sie von der Malaria zu befreien.

## Die Schweiz als Staatenbund 1814–1847

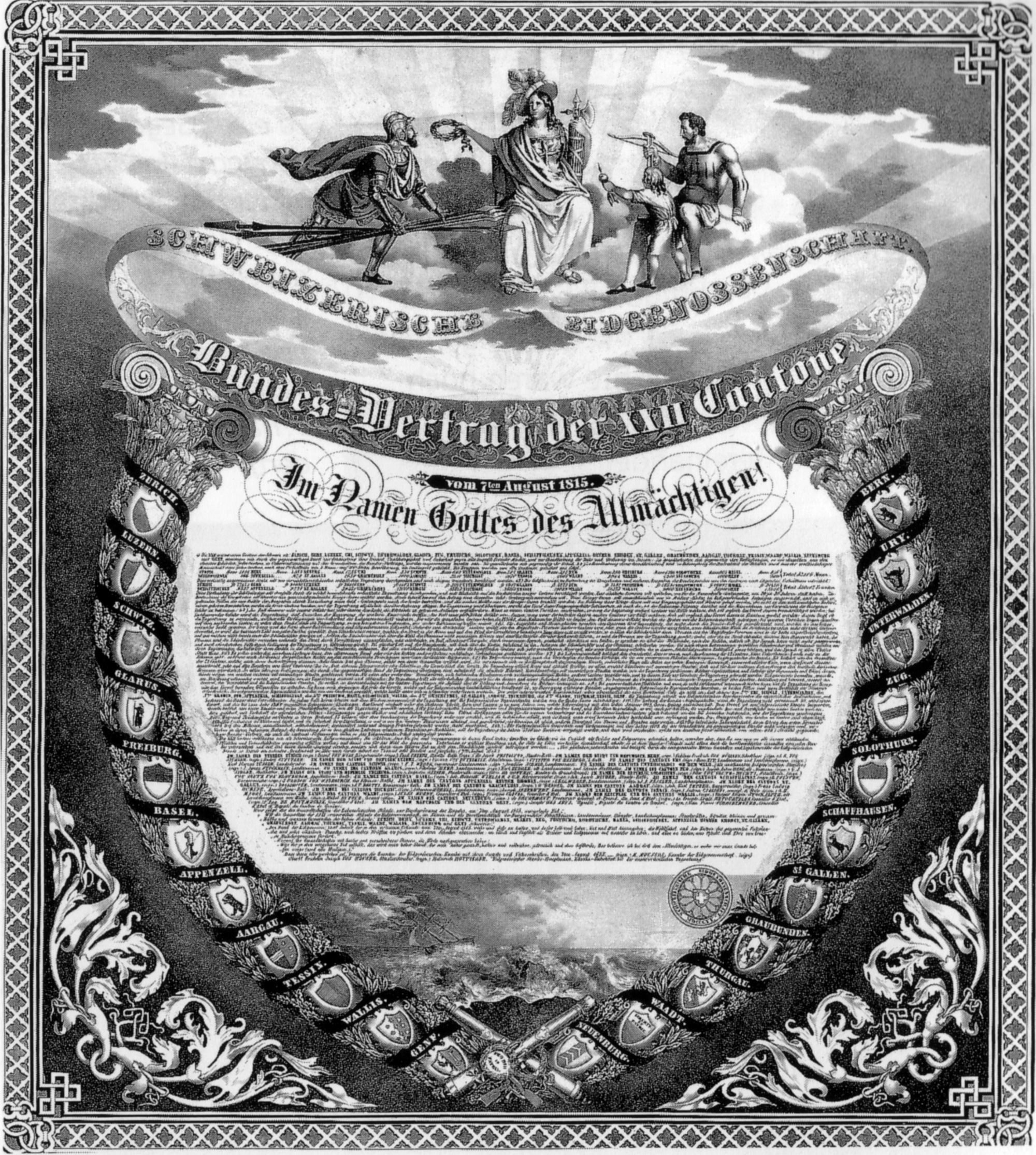
Der Bundesvertrag von 1815

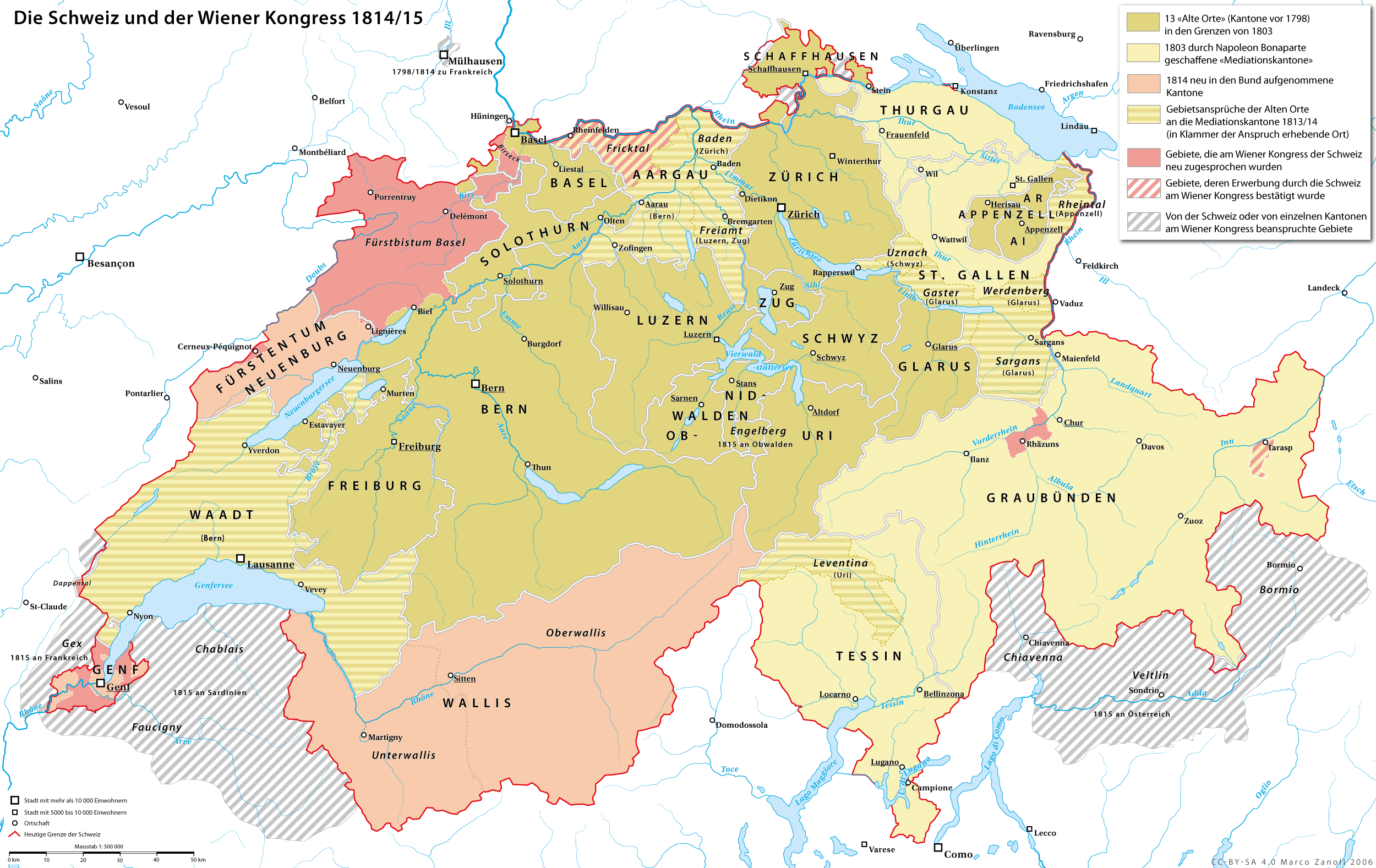
Die Schweiz am Wiener Kongress 1814

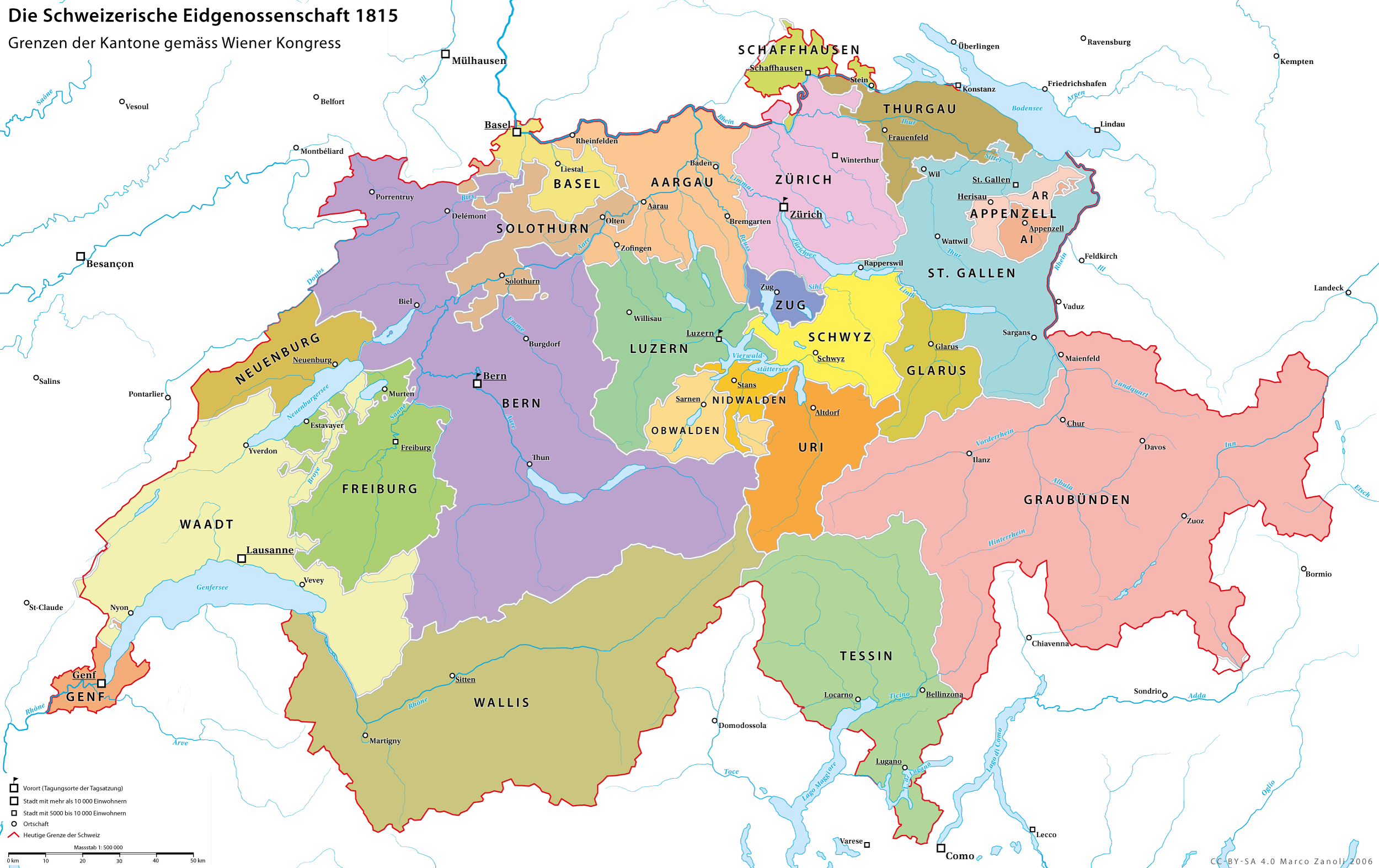
Die Schweiz während der Restauration 1814–1847

1815 wurden am Wiener Kongress die inneren und äusseren Grenzen der Eidgenossenschaft neu bestimmt und erstmals international anerkannt. Danach wurden im 19. und im 20. Jahrhundert nur noch wenige Grenzkorrekturen mit den Nachbarstaaten vereinbart, vor allem im Zusammenhang mit der Bereinigung von Grenzkonflikten, mit dem Strassenbau, mit Gewässerkorrektionen und der Nutzung der Wasserkräfte oder zur Vereinfachung des komplizierten Grenzverlaufs.
Die Stärkung der Eidgenossenschaft durch die Erweiterung um Genf, Neuenburg, Wallis und das ehemalige Fürstbistum Basel sollte zwischen Frankreich und Österreich einen stabilen Pufferstaat schaffen. Bern erhielt als Entschädigung für die Waadt und den Aargau die Gebiete des ehemaligen Fürstbistums Basel inklusive der Stadt Biel. Der nördliche, katholische Teil dieses Gebietes bildet heute den Kanton Jura. Der Erwerb weiterer Gebiete für die Schweiz, etwa des Umlands von Genf, der Stadt Konstanz oder des Veltlins, scheiterte jedoch. Um das strategisch wichtige Alpengebiet aus dem Einflussbereich Frankreichs zu lösen, verordneten die Grossmächte im Zweiten Pariser Frieden vom 20. November 1815 der Schweiz die «immerwährende bewaffnete Neutralität».
Im Innern wurde die Eidgenossenschaft während der Restaurationszeit durch den Bundesvertrag von 1815 zusammengehalten, der die Mediationsakte ersetzte und eine sehr weitgehende Selbständigkeit der Kantone zuliess. Die Wehr-, Münz- und Zollhoheit wurde wieder den Kantonen übertragen. Als Zentralinstanz fungierte wie in alter Zeit die eidgenössische Tagsatzung, die sich in jährlichem Turnus in den drei Vororten Zürich, Bern oder Luzern versammelte. Als einzige ständige Institution existierte eine eidgenössische Kanzlei, die mit der Tagsatzung jährlich in die Vororte umzog. In den Kantonen des Mittellands mündete die Phase der konservativen Restauration dann in die liberale «Regeneration» von 1830/31: Die aristokratischen Vorherrschaften wurden endgültig gebrochen und durch liberal-demokratische Systeme ersetzt. Allerdings ergaben sich während einer Übergangsphase erneut innerkantonale Spannungen unter etwas anderen Vorzeichen: Entweder kämpften Liberale gegen Katholisch-Konservative oder dann «Altliberale» (Anhänger der repräsentativen Demokratie mit Zensuswahlrecht) gegen «Demokraten» (Anhänger der direkten Demokratie mit allgemeinem gleichem Wahlrecht).
Im April 1815 brach der Vulkan Tambora auf der Insel Sumbawa im heutigen Indonesien mit einer Stärke von 7 auf dem Vulkanexplosivitätsindex aus. Riesige Mengen von Asche und Schwefeldioxid wurden durch den Jetstream um die ganze Erde verteilt, was zu einem Vulkanischen Winter führte. Der Sommer des Folgejahres 1816, im Volksmund «Jahr ohne Sommer» genannt, war der kälteste seit Beginn der Wetteraufzeichnungen. Zahlreiche europäische Staaten, darunter auch die Schweiz, erlebten Ernteausfälle, Hungersnöte und Wirtschaftskrisen, die viele Menschen zur Emigration veranlassten oder zwangen.
Mit dem Konkordat über eine gemeinsame schweizerische Mass- und Gewichtsordnung vom 17. August 1835 wurde in der Schweiz das metrische System als Referenz- (nicht Mass-)system eingeführt.

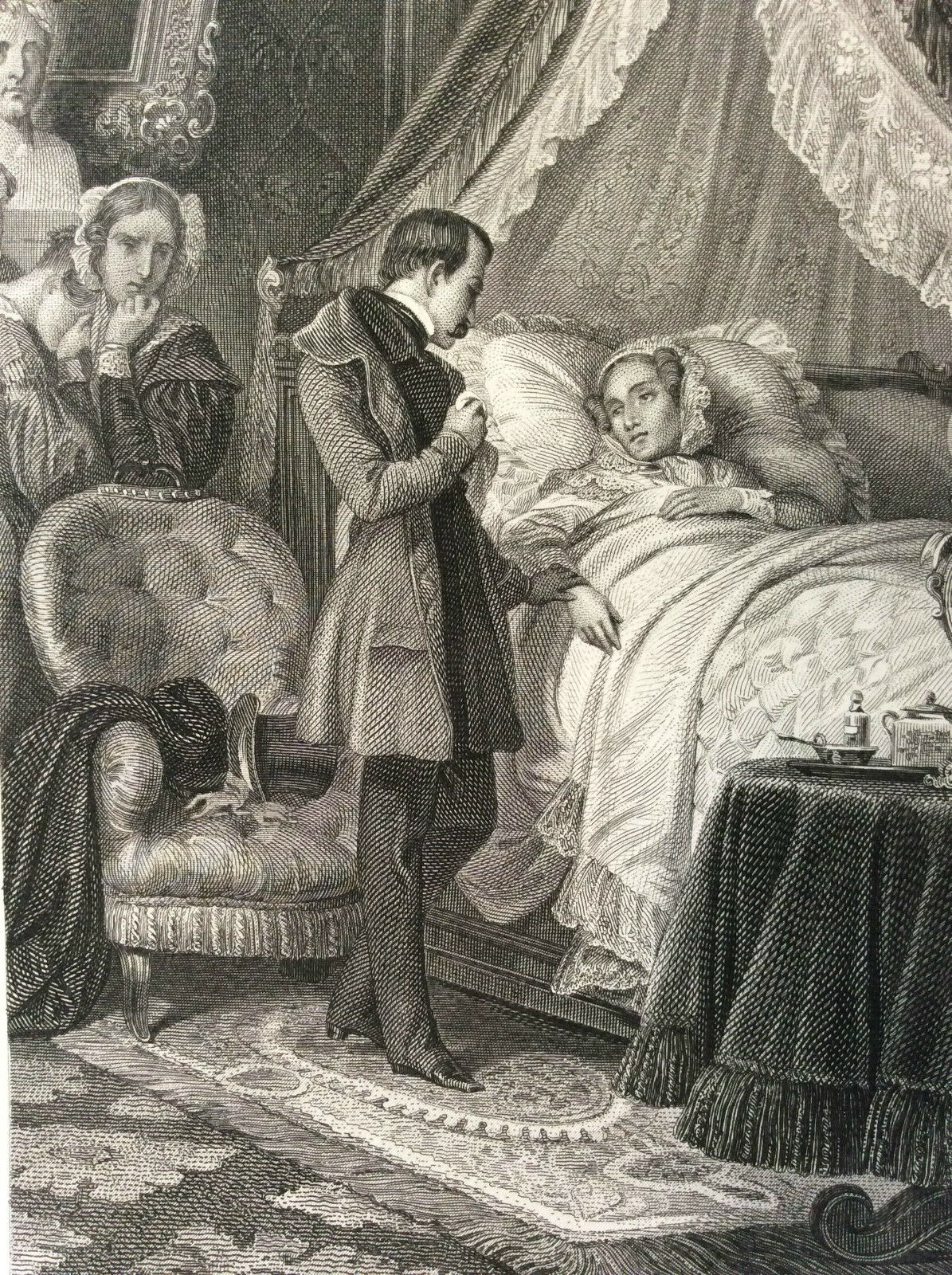
Napoléon III. am Sterbebett seiner Mutter

Im Zuge des sogenannten Napoleonhandels spitzte sich 1838 die Situation zwischen der Schweiz und Frankreich zu. Prinz Charles Louis Napoléon Bonaparte (Napoleon III.), der auf Schloss Arenenberg im Kanton Thurgau aufgewachsen war und das Thurgauer Bürgerrecht hatte, befand sich seit August 1837 wieder in der Schweiz, nachdem er 1836 von Frankreich in die USA ins Exil gegangen war. Er besuchte seine Mutter († 5. Oktober 1837) an ihrem Sterbebett. Als Frankreich am 1. August 1838 seine Ausweisung verlangte, stellten sich die Thurgauer Radikalen hinter den im Kanton populären Prinzen. Als Frankreich erneut Truppen gegen die Schweiz mobilisierte, solidarisierten sich die Liberalen im ganzen Land mit dem Thurgau; die eidgenössischen Truppen wurden ebenfalls mobilisiert, und Charles-Jules Guiguer de Prangins wurde zum General ernannt. Eine Eskalation wurde durch die freiwillige Ausreise Napoleons vermieden.
Der Grosse Rat des Kantons Aargau beschloss im Januar 1841 die sofortige Aufhebung aller Klöster auf Kantonsgebiet, u. a. auch der Benediktinerabtei Muri, des Hausklosters der Habsburger. Der Kanton verstiess damit gegen den Bundesvertrag von 1815 und sorgte auch im benachbarten katholischen Ausland, insbesondere in Wien, für grossen Unmut. Der Aargauer Klosterstreit sowie die beiden Freischarenzüge von 1844 und 1845 verstärkten die grossen Spannungen zwischen Katholiken und Reformierten in der ganzen Schweiz weiter. Diese entluden sich schliesslich 1847 im Sonderbundskrieg.

## Sonderbundskrieg

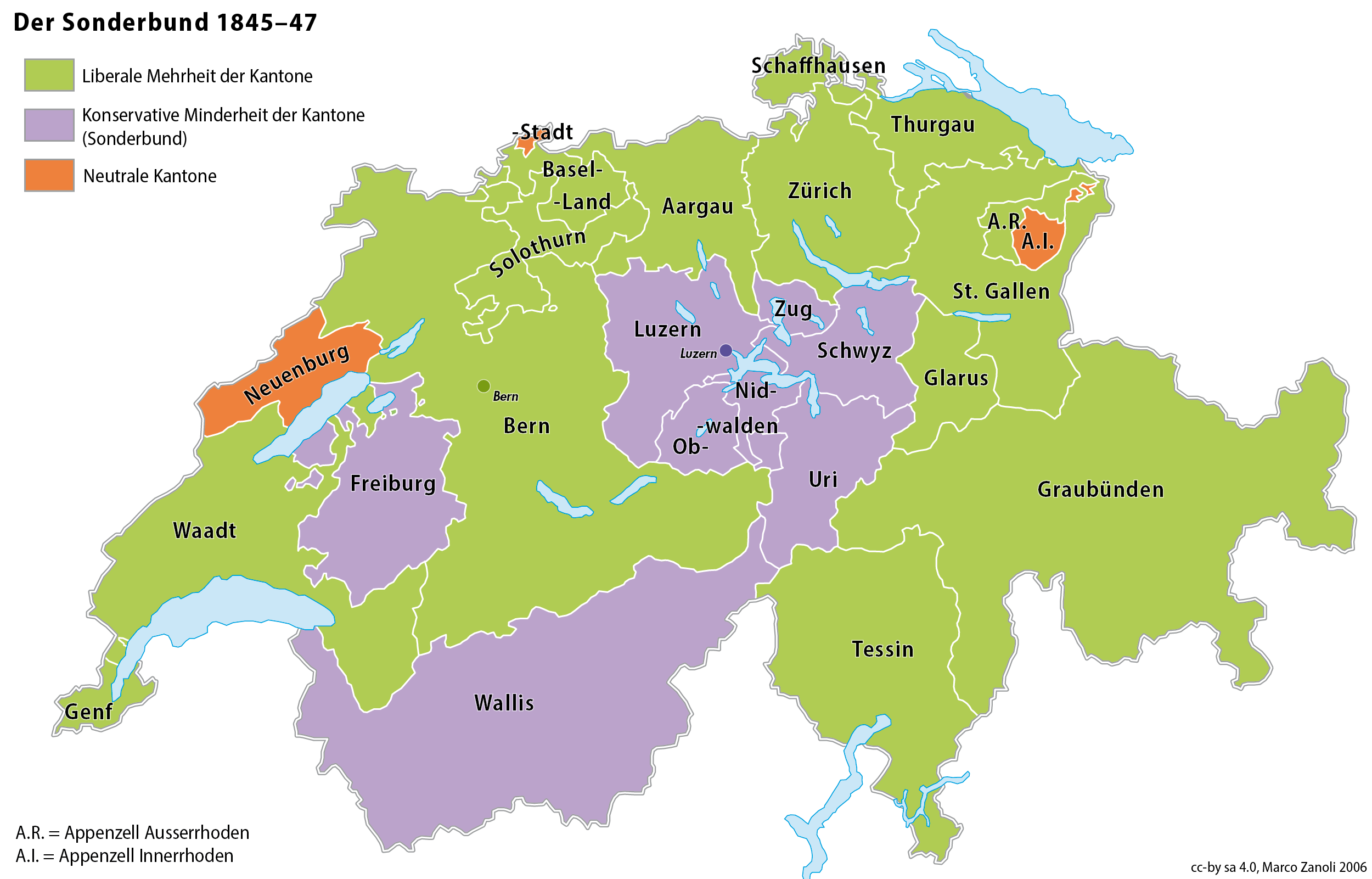
Karte des Sonderbundes 1845–47

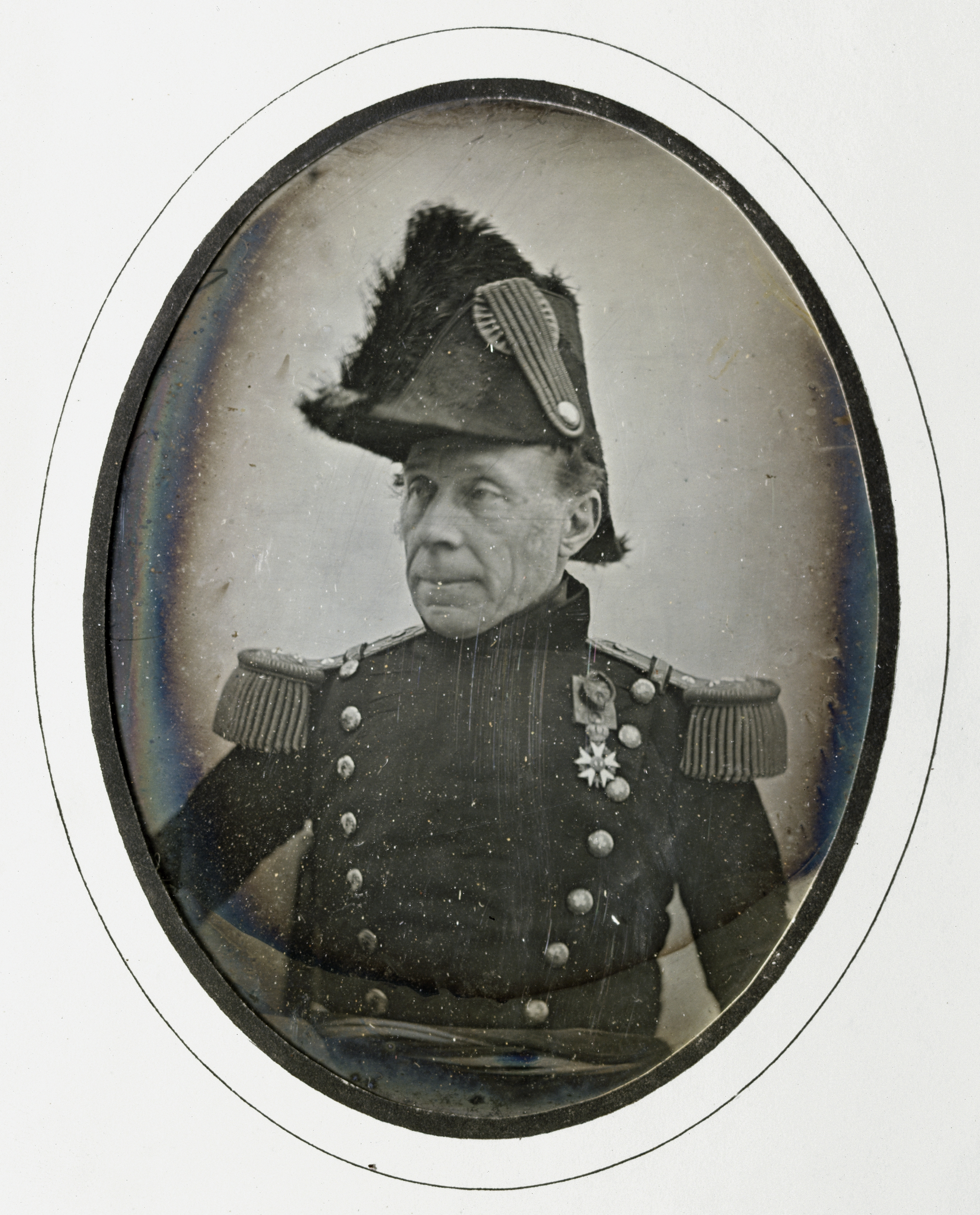
General Henri Dufour, Daguerreotypie 1850

Auf Grund einer fortwährenden Polarisierung zwischen den liberalen (mehrheitlich städtisch-reformierten) und konservativen (mehrheitlich ländlich-katholischen) Kantonen nach den Freischarenzügen schlossen sich die katholischen Kantone Luzern, Uri, Schwyz, Unterwalden, Zug, Freiburg und Wallis 1845 zu einem Sonderbund zusammen, um ihre Interessen zu wahren. Als Folge entschied sich die liberale Mehrheit der Tagsatzung trotz einer angedrohten militärischen Intervention der Wiener Garantiemächte für eine gewaltsame Auflösung des Sonderbundes, was noch im November 1847 unter General Henri Dufour geschah.
Der nur vom 3. bis zum 28. November 1847 dauernde Sonderbundskrieg war der letzte bewaffnete Konflikt auf dem Gebiet der Schweiz. Nach offiziellen Angaben kostete der Sonderbundskrieg 130 Menschen das Leben und forderte rund 450 Verwundete. Durch den Sieg der liberalen Kantone wurde der Weg frei für eine Zentralisierung und Liberalisierung des bisherigen lockeren Staatenbundes mehr oder minder demokratischer Einzelkantone zu einem einheitlicheren und strafferen parlamentarischen Bundesstaat mit föderalistischer Grundstruktur.

## Gründung und Konsolidierung des neuen Schweizer Bundesstaates

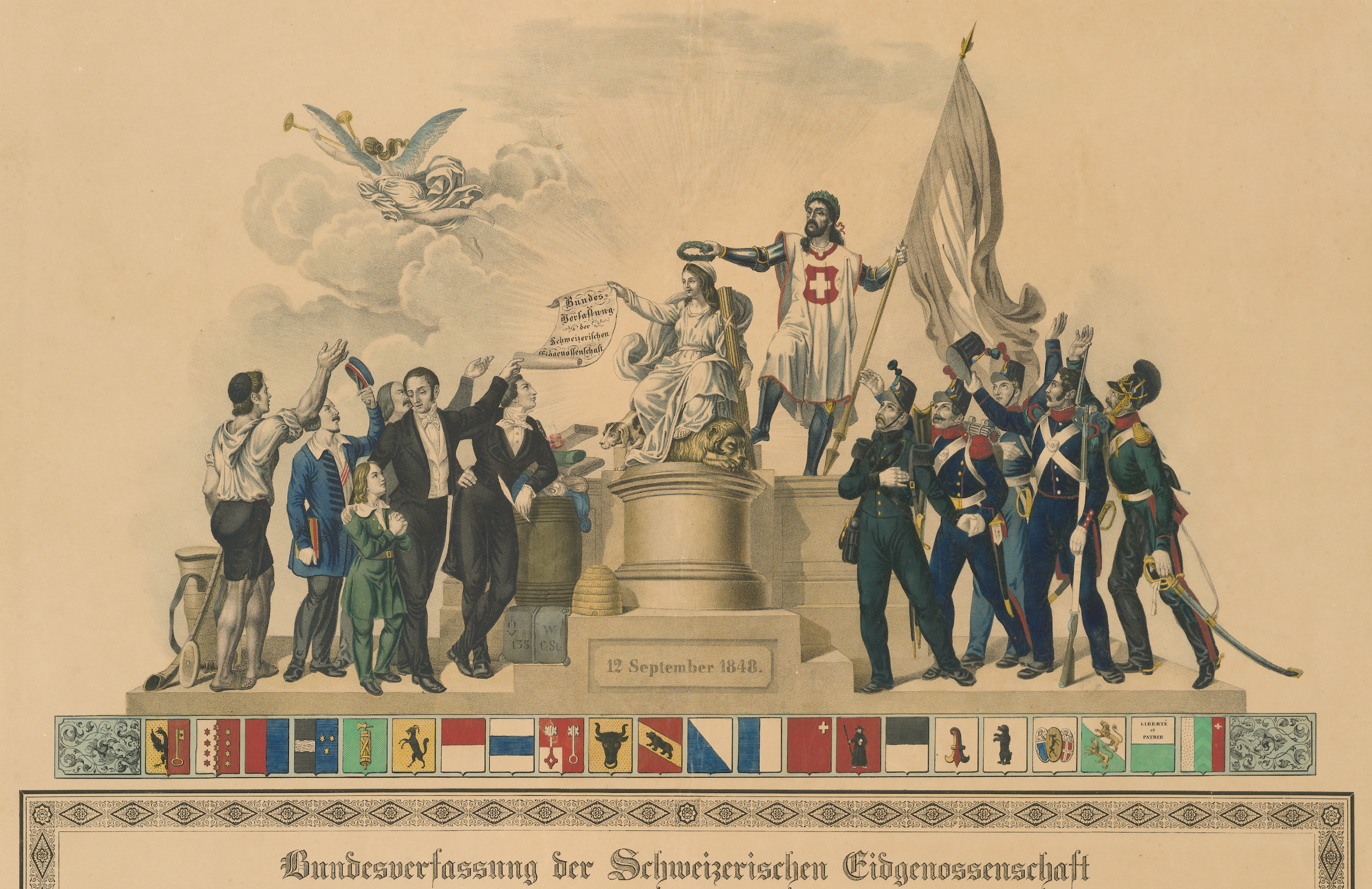
Erinnerungsblatt an das Inkrafttreten der ersten Bundesverfassung am 12. September 1848

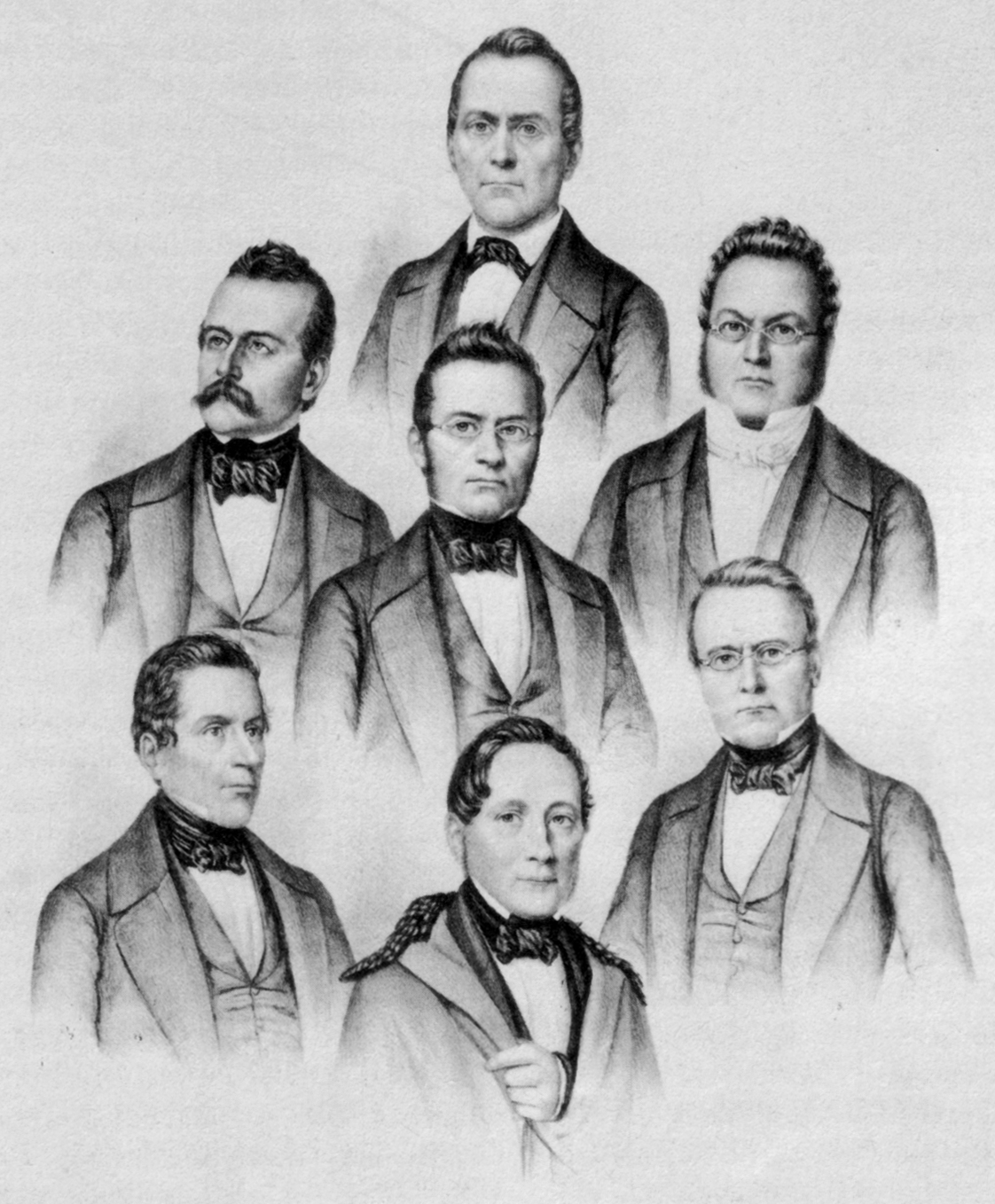
Der erste Bundesrat der Schweiz (Landesregierung), gewählt am 16. November 1848

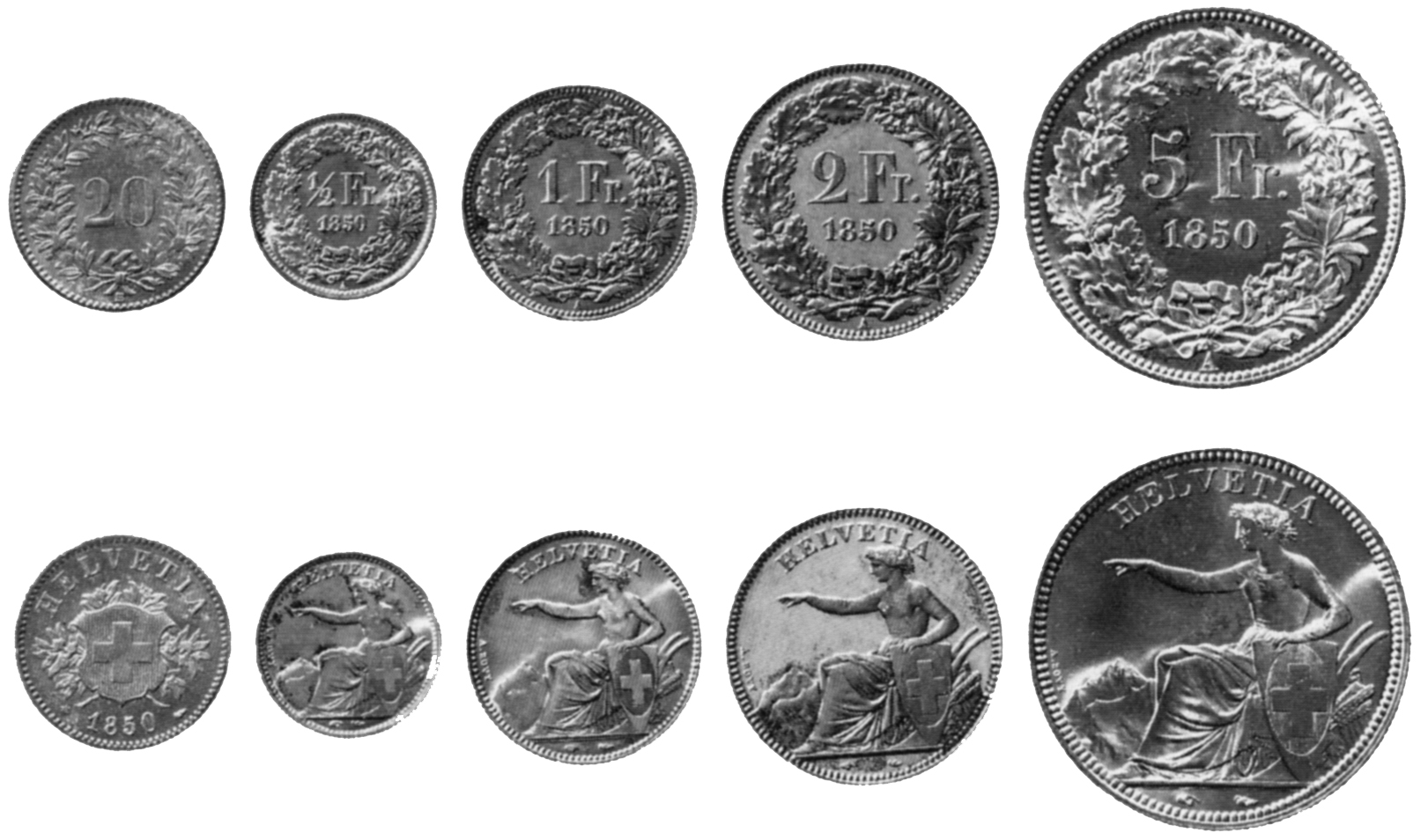
Die ersten Münzen der neu eingeführten Währung «Schweizer Franken» 1850

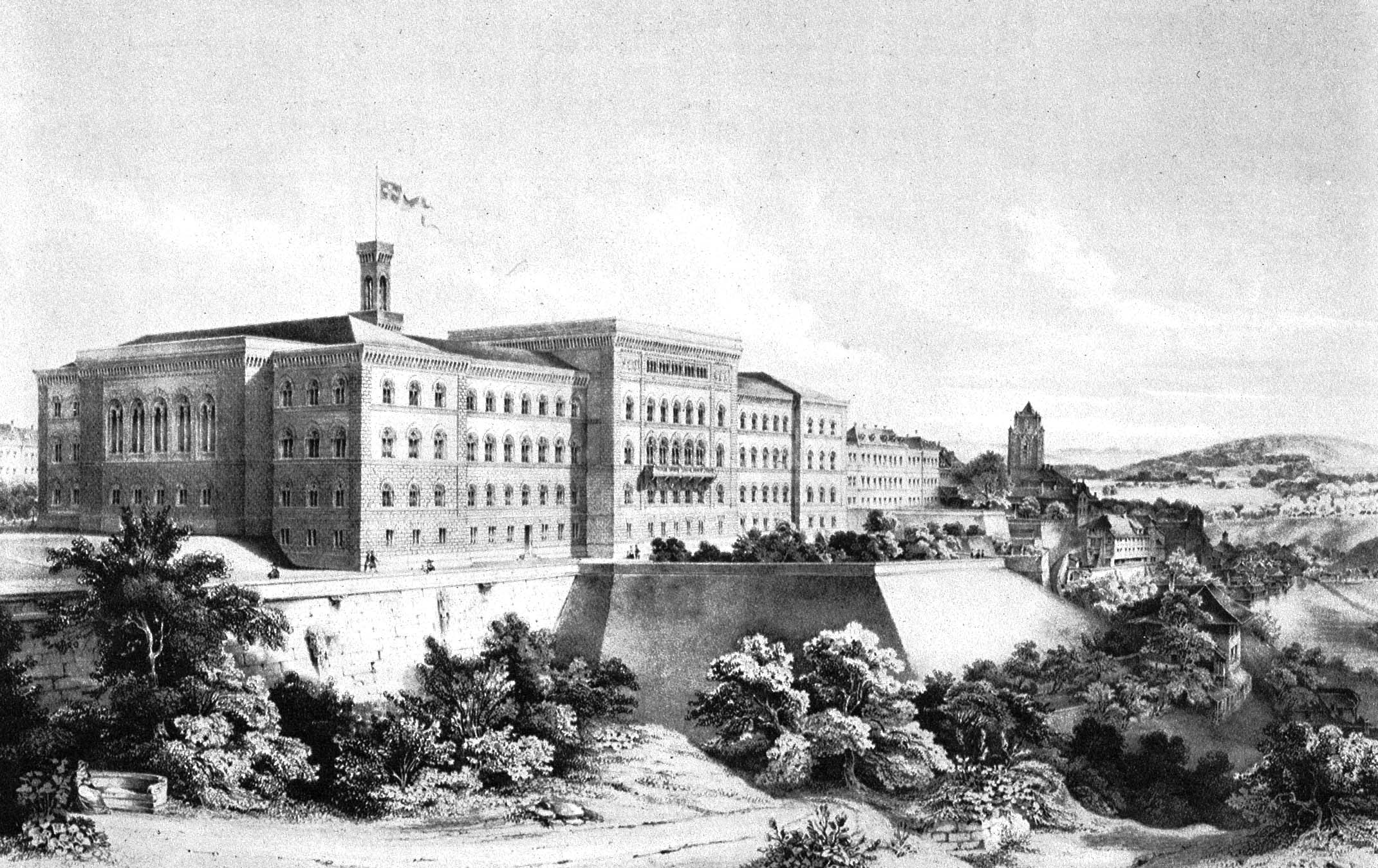
Das «Bundes-Rathshaus» in Bern 1857, heute «Bundeshaus West»

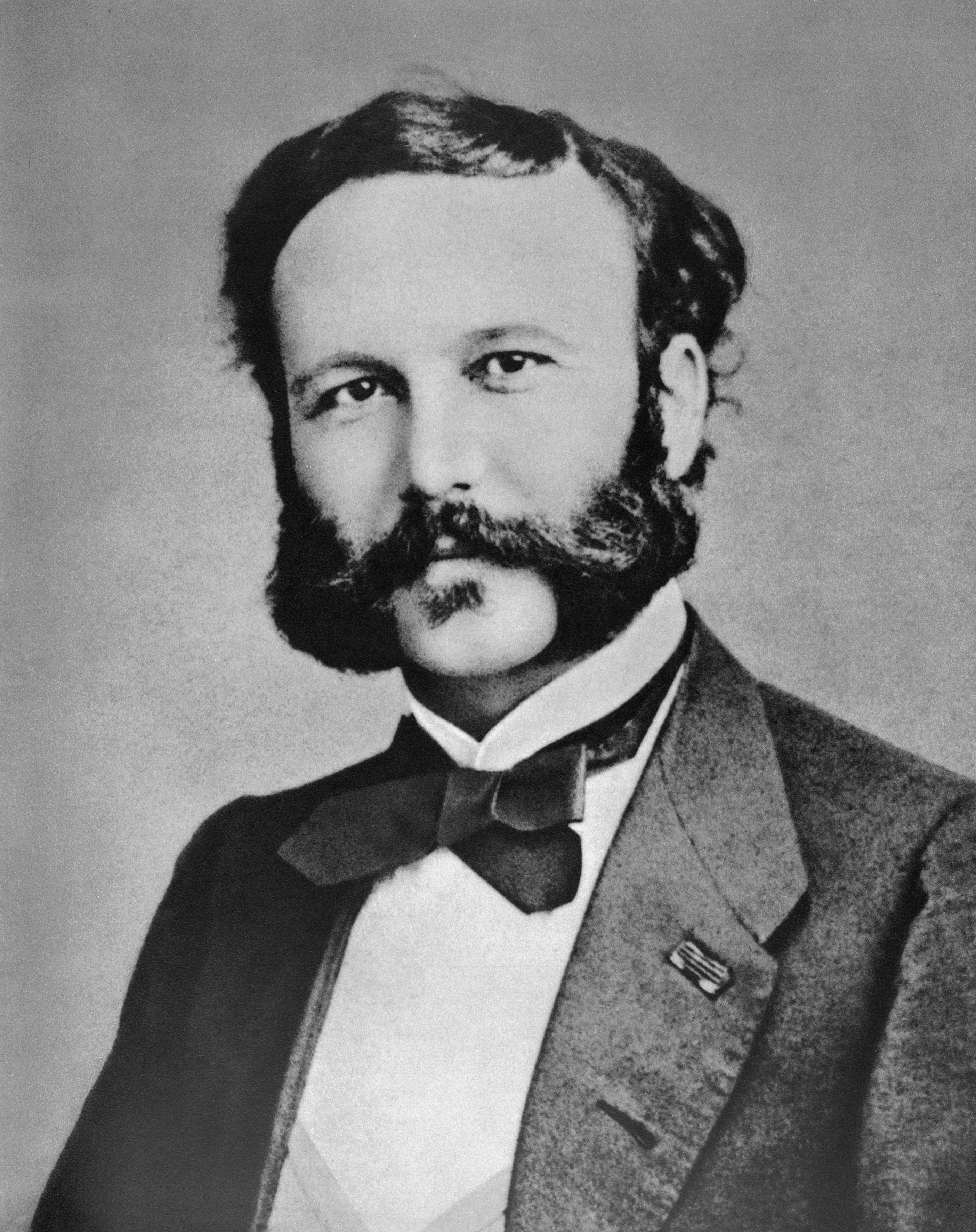
Der Genfer Henry Dunant, Gründer des Roten Kreuzes, um 1860

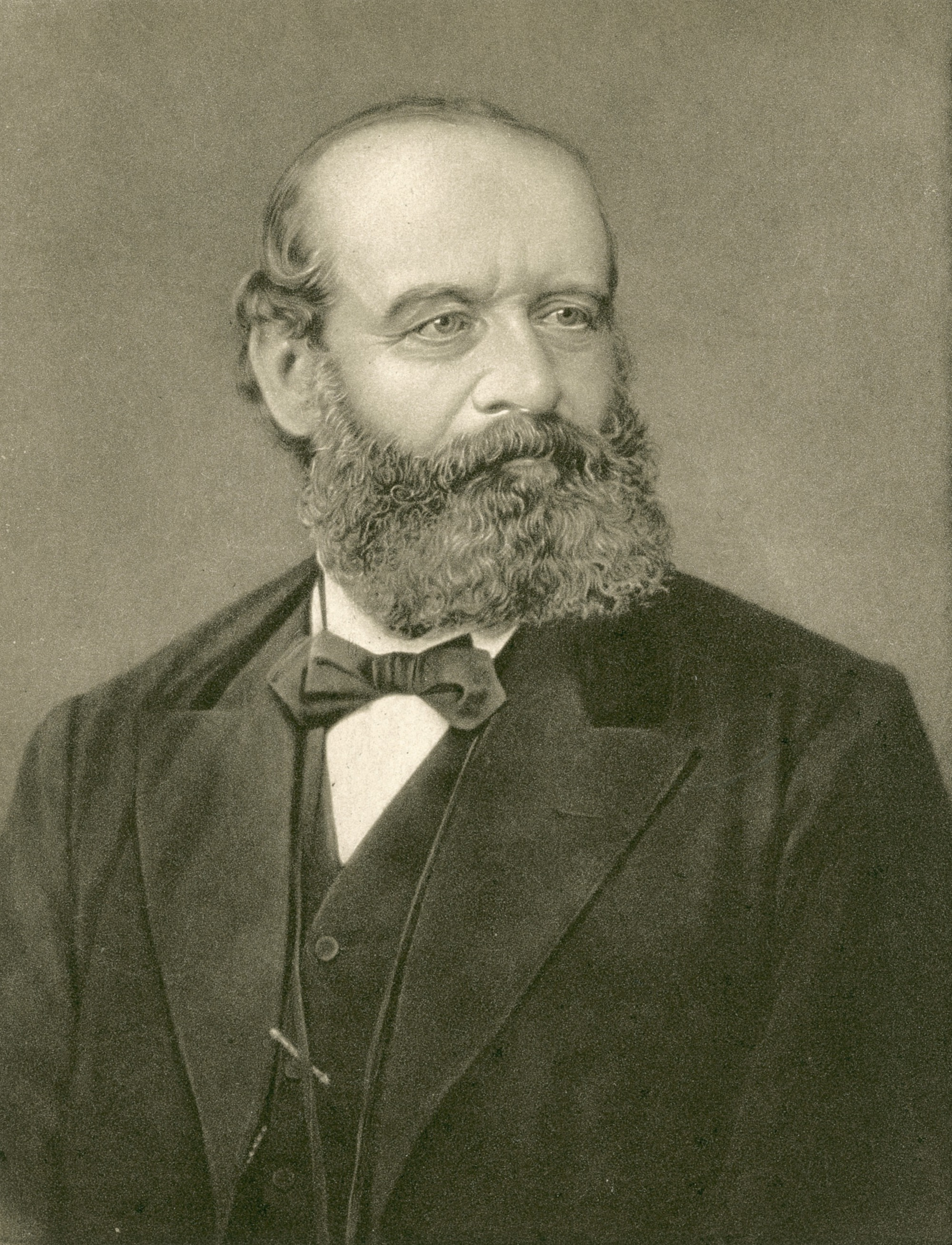
Porträt Alfred Eschers, um 1875

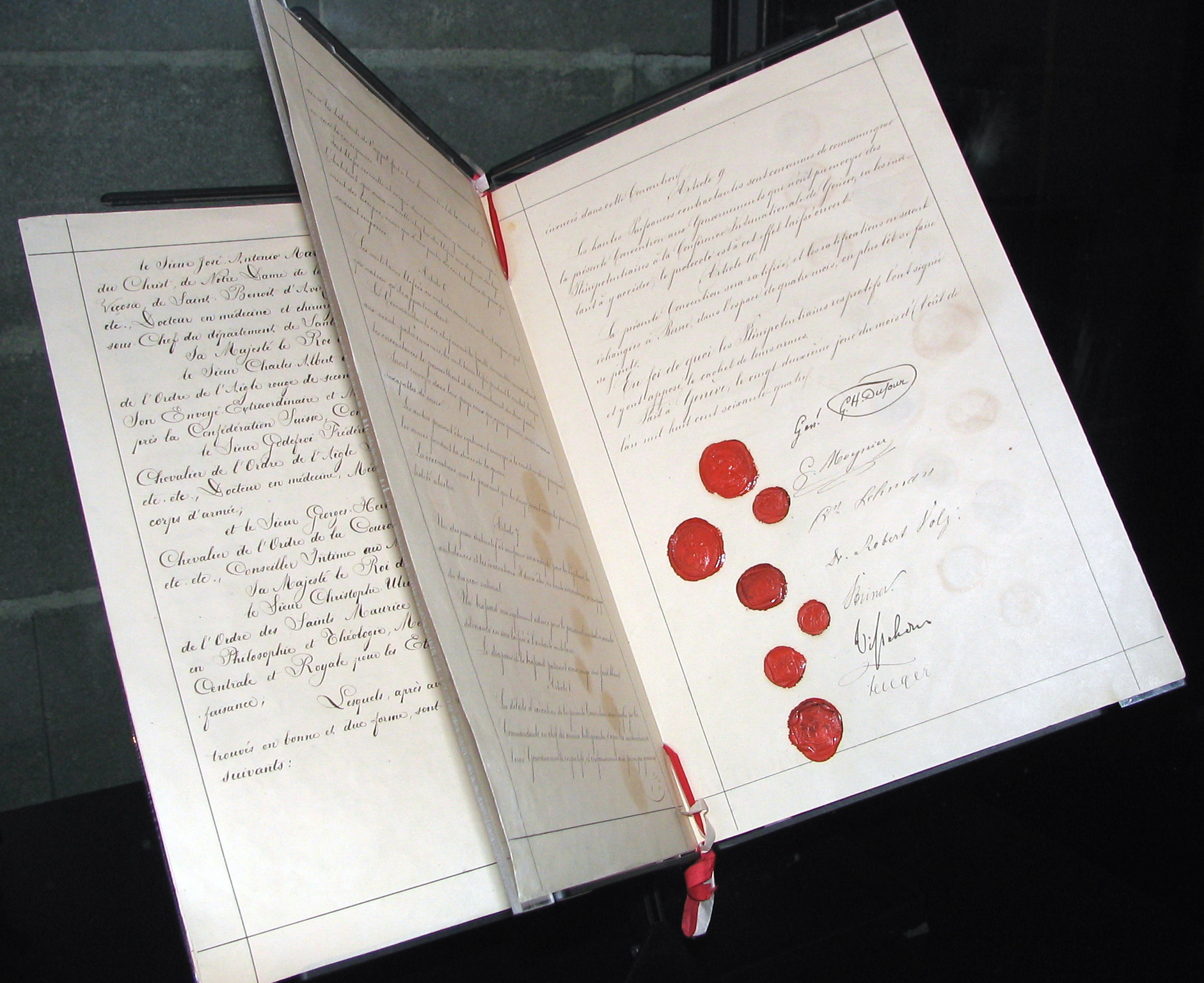
Originaldokument der ersten Genfer Konvention, 1864

Die vier neuen Kanäle der Juragewässerkorrektionen (in rot)

Die neue schweizerische Bundesverfassung trat am 12. September 1848 in Kraft. Mit der neuen Verfassung wurde die Schweiz vom Staatenbund zum Bundesstaat geeint. Sie wurde im Juli und August 1848 vom Schweizer Volk (nur Männer) in kantonalen Abstimmungen mit 145'584 Jastimmen (72,8 %) gegen 54'320 Neinstimmen (27,2 %) angenommen. Ja stimmten: ZH, BE, LU, GL, FR, SO, BS, BL, SH, AR, SG, GR, AG, TG, VD, NE, GE. Nein stimmten: UR, SZ, OW, NW, ZG, AI, TI, VS. Die Bundesverfassung wurde bisher nur zweimal, 1874 und 1999, gesamthaft überarbeitet («Totalrevision»). Der Sonderbundskrieg 1847 brachte den Sieg der Liberalen auf nationaler Ebene. Dadurch war die schweizerische Bundesverfassung von 1848 liberal geprägt. Der neu entstandene schweizerische Bundesstaat war in seinen Anfängen politisch von der freisinnigen Bewegung dominiert. Sie stellte die Mehrheit in der Bundesversammlung und den gesamten Bundesrat. Ein weiteres Wesensmerkmal der neuen Bundesverfassung war die Vereinheitlichung von Mass- und Münzwesen sowie die Abschaffung der vielen Binnenzölle, was in der Schweiz einen einheitlichen Wirtschaftsraum schuf. Mit dem «Bundesgesetz über das eidgenössische Münzwesen» vom 7. Mai 1850 wurde der Schweizer Franken als Währung der Schweiz eingeführt. Ab 1850 wurden neue Münzen geprägt und im Jahr darauf herausgegeben. Banknoten wurden zuerst von Geschäfts- und Kantonalbanken herausgegeben; 1907 erhielt die neu gegründete Schweizerische Nationalbank (SNB) als Zentralbank das alleinige Recht zur Banknotenausgabe (Notenmonopol). Nachdem die ersten kantonalen Briefmarken, die Zürich 4 und Zürich 6, 1843 herausgegeben worden waren, wurde bereits 1848 die Schweizerische Post gegründet (→ Postgeschichte und Briefmarken der Schweiz). Deutsch, Französisch und Italienisch wurden zu gleichberechtigten Landessprachen erklärt, das Rätoromanische kam erst 1938 als vierte Landessprache dazu.
Bereits 1849 musste der junge Bundesstaat unter General Dufour die erste kriegerische Auseinandersetzung bestehen. Beim sogenannten Büsinger-Handel verletzten hessische Truppen während der Badischen Revolution beim Eindringen in die deutsche Exklave Büsingen die Schweizer Grenze. Auch beim Rückzug der badischen Revolutionsarmee wurde die Schweizer Nordgrenze verletzt. Die Absetzbewegungen in Neuenburg vom Königreich Preussen bedeuteten 1857 eine weitere grössere aussenpolitische Herausforderung. Während wieder unter General Dufour die Mobilmachung anlief, gelang es im letzten Moment, den sogenannten Neuenburgerhandel diplomatisch zu regeln. Weitere Grenzbesetzungen erfolgten während der österreichisch-italienischen Kriege 1859 und 1866. Die Kontroverse um die Rolle der Schweizer Söldner in Italien führte schliesslich 1859 zum Verbot des traditionsreichen «Reislaufens». 1860 verursachte die Abtretung Savoyens durch Sardinien-Piemont an Frankreich eine weitere aussenpolitische Krise, da nationalistisch gesinnte Kreise unter Führung von Bundesrat Jakob Stämpfli das Recht der Schweiz ausüben wollten, Chablais, Faucigny und Teile des Genevois zu besetzen. Ein Plebiszit in Savoyen ergab jedoch eine eindeutige Mehrheit für den Anschluss an Frankreich. Der sogenannte Savoyerhandel wurde durch die Einrichtung einer Freizone um Genf beigelegt. 1870/71 machte der Deutsch-Französische Krieg eine Grenzbesetzung unter General Hans Herzog erforderlich. Im Februar 1871 überquerten unter den Augen der Schweizer Armee etwa 87'000 Mann der geschlagenen französischen «Bourbaki-Armee» in den Kantonen Neuenburg und Waadt die Grenze und wurden interniert. Die Aufnahme und Pflege der entkräfteten Soldaten ist die grösste humanitäre Aktion, welche die Schweiz je durchgeführt hat. (→ Schweiz im Deutsch-Französischen Krieg).
Die Auseinandersetzungen zwischen Radikalen und Konservativen dauerten nach 1848 auf Kantonsebene weiter an. Ab 1863 kämpfte dann zusätzlich eine neue sogenannte Demokratische Bewegung für den Übergang von der repräsentativen zur direkten Demokratie und für wirtschaftlich-soziale Reformen. Die Anhänger der Demokratischen Bewegung erhielten Auftrieb durch die als Folge der Industrialisierung immer dringender werdende soziale Frage, weshalb der 1838 gegründete Arbeiterbildungsverein Grütli sowie linke Idealisten die radikal-demokratischen Forderungen stützten. Obwohl einzelne Kantone Schutzbestimmungen für Fabrikarbeiter und Kinder erliessen (→ Fabrikgesetz von 1864), blieben die Probleme der Arbeiterschaft dringend. 1851 gründeten acht «Grütlianer», darunter der Frühsozialist Karl Bürkli, den Konsumverein Zürich. Das Unternehmen gilt als die älteste wirklich erfolgreiche Konsumgenossenschaft in der Schweiz und auf dem europäischen Kontinent. 1995 übernahm Coop die Genossenschaft.
In der ersten Hälfte des 19. Jahrhunderts lebten im Gebiet der heutigen Schweiz tausende von «Heimatlosen»; Personen die in keiner Gemeinde oder Korporation ein Bürgerrecht besassen. Bei den Meisten wurde das Bürgerrecht bereits ihren Vorfahren aberkannt; Gründe dafür waren Mittellosigkeit, «liederlicher Lebenswandel», aussereheliche Geburten, ungesetzliche Eheschliessungen oder konfessionelle Konversionen. Die kleinere Gruppe betraf die Fahrenden. Heimatlose durften sich nirgends niederlassen und zogen deshalb von Ort zu Ort. Sie durften nicht legal heiraten und waren von der kommunalen Armenfürsorge ausgeschlossen. Sie lebten in bitterer Armut. Das Heimatlosengesetz von 1850 legte die Grundlage für die formalrechtliche Integration der Heimatlosen in die Gesellschaft. Bis 1878 wurden rund 30'000 Personen, teilweise gegen den Widerstand der betroffenen Gemeinden, zwangsweise eingebürgert. Das Gesetz hatte jedoch auch zum Ziel, die fahrende Lebensweise zum Verschwinden zu bringen. Ein Grossteil der Neubürger bzw. ihrer Nachkommen konnte sich aus seiner misslichen Lebenslage befreien und gliederte sich in die bürgerliche Gesellschaft ein. Ein Teil der Fahrenden entzog sich der Assimilation und setzte das Leben auf der Landstrasse fort.
Während der zweiten Hälfte des 19. Jahrhunderts wurde die Schweiz von einer starken Welle der Industrialisierung (→ Industrialisierung der Schweiz) und des Eisenbahnbaus (→ Geschichte der Schweizer Eisenbahn) erfasst. Am 9. August 1847 wurde zwischen Zürich und Baden die erste gesamthaft in der Schweiz liegende Eisenbahnlinie eröffnet, die im Volksmund den Namen «Spanisch-Brötli-Bahn» erhielt. Einige Jahre zuvor hatten Franzosen die Bahnstrecke Strasbourg–Basel gebaut. Wie keine andere Persönlichkeit dieser Zeit nahm der Politiker, Wirtschaftsführer und Eisenbahnunternehmer Alfred Escher Einfluss auf die politische und wirtschaftliche Entwicklung der Schweiz. Nebst seinen politischen Ämtern war er massgeblich beteiligt bei den Gründungen des Eidgenössischen Polytechnikums (heute ETH Zürich), der Schweizerischen Kreditanstalt (heute Credit Suisse), der Schweizerischen Lebensversicherungs- und Rentenanstalt (heute Swiss Life), der Schweizerischen Rückversicherungs-Gesellschaft (heute Swiss Re), der Schweizerischen Nordostbahn sowie der Gotthardbahn. Unter dem Einfluss von Alfred Escher erfolgte der Ausbau des schweizerischen Bahnnetzes vorerst durch private Bahngesellschaften. Nach schweren politischen und wirtschaftlichen Auseinandersetzungen um den Bahnbau gerieten viele Eisenbahngesellschaften in den 1870er Jahren in eine Krise. Trotzdem gelang 1882 die Eröffnung der Gotthardbahn mit finanzieller Hilfe Deutschlands und Italiens. Nach 1898 wurden die Bahnen schrittweise bis 1909 verstaatlicht und in die Schweizerischen Bundesbahnen (SBB) überführt. Am 14. Juni 1891 ereignete sich der bis heute (Stand 2020) schwerste Eisenbahnunfall der Schweiz. Unter einem aus Basel kommenden Zug der Jura-Simplon-Bahn (JS) brach die von Gustave Eiffel erbaute Eisenbahnbrücke über die Birs unterhalb des Dorfes Münchenstein zusammen. 73 Passagiere starben, 171 wurden verletzt. Während der Belle Époque, der Zeit zwischen 1884 und 1914, wurde der Tourismus ein immer wichtigerer Wirtschaftszweig (→ Tourismus in der Schweiz). Die Zahl der Hotels, insbesondere auch der Grandhotels, stieg stark an. Besonders in den Voralpen und Alpen wurden zahlreiche Schmalspurbahnen und Bergbahnen gebaut, so z. B. Strecken der heutigen Rhätischen Bahn und der Matterhorn-Gotthard-Bahn, die Pilatusbahn, die Gornergratbahn und die Jungfraubahn (→ Liste von Bergbahnen in der Schweiz), (→ Liste der Schmalspurbahnen in der Schweiz). Durch die Industrialisierung des Schweizer Mittellandes wandelte sich die Schweiz vom Agrarstaat zum Industriestaat und die Bevölkerung wuchs zwischen 1850 und 1900 von 2,4 Millionen Einwohnern auf 3,3 Millionen. Führend war bis zum Ersten Weltkrieg die Textilindustrie in der Ostschweiz. In ihrem Gefolge entwickelten sich die Maschinenindustrie und vor allem in Basel die chemische Industrie. Nach dem Aufkommen der Elektroindustrie entstand zwischen Rheinfelden AG und Rheinfelden (Baden) das erste grosse europäische Flusskraftwerk (→ Altes Wasserkraftwerk Rheinfelden), bald gefolgt von zahlreichen Wasserkraftwerken zur Erzeugung von Strom für die Wirtschaft der Schweiz (z. B. Textilindustrie und Aluminiumindustrie), später auch für die Privathaushalte und die Eisenbahnen. In der Landwirtschaft (→ Geschichte der Landwirtschaft in der Schweiz) wurde der Getreideanbau wegen der billigeren Importe immer mehr zugunsten der Milch- und Viehwirtschaft aufgegeben. Käse (→ Käseherstellung in der Schweiz), Schokolade (→ Schweizer Schokolade) und Kondensmilch wurden zu wichtigen Exportgütern. Trotz des industriellen Aufschwungs waren zahlreiche Schweizer durch die schlechten wirtschaftlichen Verhältnisse zur Auswanderung nach Nord- und Südamerika sowie nach Russland gezwungen (siehe auch Auswanderung). Landflucht und Bevölkerungswachstum bewirkten ein starkes Wachstum der Städte; der prozentuale Anteil der Stadtbevölkerung an der Gesamtbevölkerung wuchs zwischen 1850 und 1920 von 6,4 auf 27,6 Prozent (siehe auch Demografie der Schweiz).
Auf Initiative des Genfers Henry Dunant (1828–1910) wurde 1863 in Genf das spätere Internationale Komitee vom Roten Kreuz gegründet. Durch die Genfer Konvention, der bis 1868 alle europäischen Staaten beitraten, wurde das Rote Kreuz als Hilfsdienst des Heeres anerkannt und der Sanitätsdienst neutralisiert. Als Sitz des Roten Kreuzes wurde Genf zur Metropole mit internationaler Ausstrahlung und zog bis ins 20. Jahrhundert weitere wichtige internationale Organisationen an.(→ Liste der internationalen Organisationen in Genf).
1873 brach auch in der Schweiz in Folge des Unfehlbarkeitsdogmas des Ersten Vatikanischen Konzils der «Kulturkampf» zwischen dem Staat und der katholischen Kirche aus. Es ging primär um den Einfluss der Kirche im neuen liberal-säkularen Staatswesen. Starke Spannungen zwischen der röm.-katholischen Kirche und den liberalen Kantonen gab es im Bereich des Bistums Basel, besonders im vom reformierten Bern beherrschten katholischen Nord-Jura. Die Konflikte verschärften sich, bis der Bundesrat im Dezember 1873 die diplomatischen Beziehungen zum Vatikan abbrach. Der seit 1586 in Luzern domizilierte apostolische Nuntius verliess die Schweiz. Ein kleinerer Teil der römisch-katholischen Gläubigen spaltete sich zur neuen Christkatholischen Kirche ab. 1920 wurde die Wiedereinrichtung einer Nuntiatur erlaubt, diesmal mit Sitz in Bern. Erst die Streichung der Ausnahmeartikel in der Bundesverfassung – das Jesuitenverbot und das Verbot von neuen Klöstern – machte den Weg frei für eine Vertretung der Schweiz beim Heiligen Stuhl. 1991 ernannte der Bundesrat einen «Botschafter in Sondermission beim Heiligen Stuhl», ab 2004 war der Schweizer Botschafter in Slowenien über eine Seitenakkreditierung auch für den Vatikan zuständig.
Im Zuge des Hochwasserschutzes und der Gewinnung von Ackerflächen wurden im 19. und 20. Jahrhundert zahlreiche Gewässer zum Teil massiv korrigiert, so z. B. die Aare bei den Juragewässerkorrektionen (1868–1891/1935–1973) oder der Regulierung des Alpenrheins um 1900. Im 21. Jahrhundert wurde einige Stellen renaturiert (→ Liste der Gewässerkorrektionen in der Schweiz).
Schrittweise erkämpften die Demokraten Verfassungsrevisionen in den Kantonen, die z. B. in Zürich 1869 die Einführung der Volksinitiative, des obligatorischen Gesetzesreferendums sowie die Volkswahl der Regierung beinhalteten. Nach einem ersten gescheiterten Versuch 1872 wurde 1874 im Sinne der Demokraten auch die Bundesverfassung revidiert. Nebst dem Ausbau der direkten Demokratie mit der Einführung des fakultativen Referendums, der Zentralisation des Wehrwesens sowie einer allgemeinen Vereinheitlichung des Rechts fand auch der Kulturkampf seinen Niederschlag in der revidierten Bundesverfassung, so zum Beispiel im Verbot des Jesuitenordens, in der Einführung der Zivilehe und der Scheidung, der Gewährung der vollen Glaubens- und Kultusfreiheit sowie des für alle Kinder obligatorischen, unentgeltlichen und bekenntnisunabhängigen Unterrichts an der Primarschule (→ Bildungssystem in der Schweiz). Den Schweizer Juden wurde auch die vollständige Glaubensfreiheit gewährt, nachdem sie bereits 1866 die vollen Bürgerrechte sowie die Niederlassungsfreiheit in der ganzen Schweiz erhalten hatten. (→ Judentum in der Schweiz). Im Rahmen der Totalrevision wurde das Bundesgericht zu einem ständigen Gerichtshof aufgewertet, der von nun an auch auf einer wirklichen Gewaltenteilung aufbaute. 
Insbesondere seit den 1870er Jahren wurde die Schweiz zu einem Zentrum der anarchistischen Strömung der internationalen Arbeiterbewegung. Dazu gehörten Personen wie z. B. Michail Bakunin, Peter Krapotkin oder Johann Most, aber auch unorganisierte Anarchisten wie der Mörder der Kaiserin Elisabeth von Österreich-Ungarn, Luigi Lucheni. Ein regionaler Schwerpunkt entstand im Jura, wo viele Handwerksgesellen aus der Uhrenproduktion sich der Bewegung anschlossen. Saint-Imier war seit der Gründung der Antiautoritäre Internationale 1872 ein Tagungsort der internationalen Anarchisten.
Durch ein Bundesgesetz wurde 1882 die Geschlechtsvormundschaft aufgehoben. Die nichtverheirateten Frauen erhielten dadurch die volle Rechts- und Handlungsfähigkeit. Die vollständige rechtliche Gleichstellung erlangten die verheirateten Frauen erst mit dem neuen Eherecht von 1988.
Gegen Ende des 19. Jahrhunderts wurden die traditionellen Konfliktlinien zwischen Liberalen und Konservativen durch das Erstarken der Arbeiterbewegung aufgeweicht. 1888 schlossen sich kantonale Arbeiterparteien zur Sozialistischen Partei (SP) zusammen, der heutigen Sozialdemokratischen Partei. Nur wenige Jahre später vereinigten sich auch die konservativen und liberal-demokratischen Bewegungen auf nationaler Ebene in Parteien: 1894 wurden die Freisinnig-Demokratische Partei (FdP), die Katholisch-Konservative Partei (KK) und die Christlichdemokratische Volkspartei (CVP) – heute Die Mitte – gegründet. Dominiert wurde die Bundespolitik damals mit deutlichen Mehrheiten von den Freisinnigen, den Gründern des liberaldemokratischen Staatswesens. 1891 wählte die Bundesversammlung den Luzerner Joseph Zemp als ersten Katholiken und Vertreter des gemässigten Flügels der katholisch-konservativen Bewegung in den Bundesrat. Damit begann die Integration der 1848 und 1874 unterlegenen konservativ-katholischen Kräfte in den Bundesstaat.
Am 1. August 1891 wurde erstmals der Schweizer Bundesfeiertag begangen. Das Datum 1. August wurde gewählt in Bezug zum Bundesbrief von Anfang August 1291.
1891 wurde das direktdemokratische Instrument der Volksinitiative zur Anpassung der Bundesverfassung eingeführt. 1892 trat das Bundesgesetz über Schuldbetreibung und Konkurs (SchKG) in Kraft. Es ist der älteste Teil des auf schweizerischer (Bundes-)Ebene kodifizierten Zivilrechts und älter als das 1912 in Kraft gesetzte Schweizerische Zivilgesetzbuch (ZGB) und das als 5. Teil des ZGB geltende Obligationenrecht (OR). 1894 führte der Bundesrat in der Schweiz eine einheitliche Zeit ein. Die Mitteleuropäische Zeit MEZ löste die verschiedenen regionalen Zeitzonen ab.
1907 unterzeichnete die Schweiz das Haager Abkommen über Rechte und Pflichten von neutralen Staaten im Krieg. Das Abkommen verbietet den neutralen Ländern u. a., kriegsführende Staaten mit Truppen, Waffen oder Munition zu versorgen. Darauf basiert auch das Schweizer Kriegsmaterialgesetz. Das bedeutendstes Recht aus dem Abkommen ist das Recht auf Unverletzlichkeit des eigenen Territoriums.(→ Neutralität der Schweiz)
Seit Gründung des Bundesstaats fanden zehn Bundesinterventionen (mit und ohne Einsatz von Truppen) in Kantonen statt, darunter anlässlich des Tonhallekrawalls 1871 in Zürich, anlässlich der Unruhen in Göschenen 1875, dem Tessiner Putsch von 1890 und zuletzt anlässlich der Unruhen von Genf 1932.
Am 1. August 1914 wurde im Engadin der Schweizerische Nationalpark gegründet und ist damit der älteste Nationalpark der Alpen (→ Liste der Parks von nationaler Bedeutung).

## Erster Weltkrieg

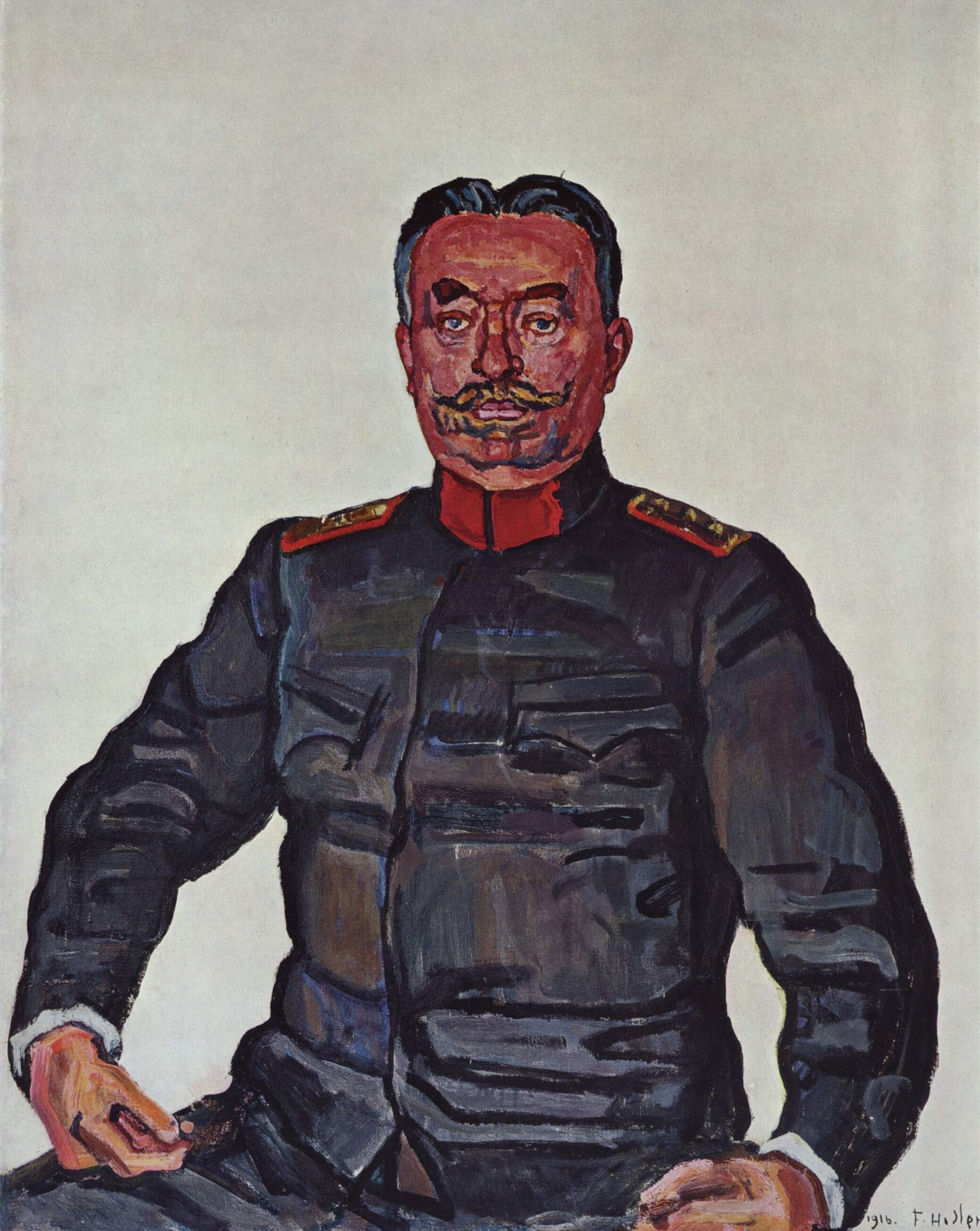
General Ulrich Wille, Gemälde von Ferdinand Hodler, 1916

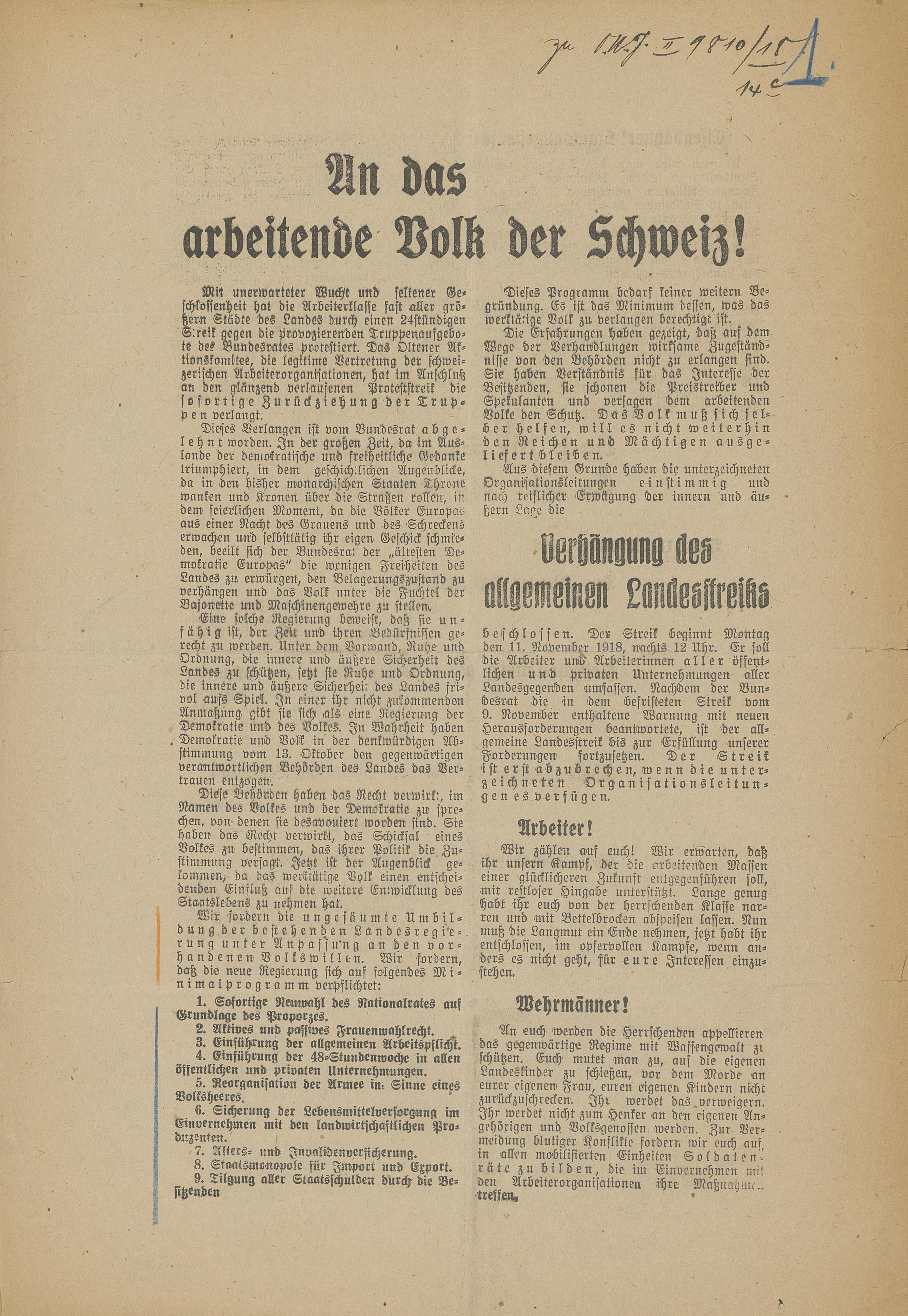
Flugblatt des Oltener Aktionskomitees von 1918 mit dem Aufruf zum Landesstreik

Während des Ersten Weltkriegs bewahrte die Schweiz die bewaffnete Neutralität. Unter General Ulrich Wille erfolgte die Grenzbesetzung. Der Schlieffen-Plan der Deutschen sah schon vor dem Krieg vor, Frankreich über Belgien und nicht etwa über die Schweiz hinweg anzugreifen. Obwohl französische und italienische Pläne bestanden, die Mittelmächte mittels Durchmarsch durch die Schweiz zu attackieren, blieb sie von militärischen Übergriffen auf ihr Territorium verschont.
Fast gefährlicher für das Fortbestehen der Schweiz war die politische und kulturelle Spaltung des Landes entlang der Konfliktlinien Deutsch-Welsch (→ «Röstigraben») bzw. bürgerlich-sozialistisch. Teile der Deutschschweizer Bevölkerung sympathisierten mit den Mittelmächten (vorab Deutschland), während in der Westschweiz Frankreich unterstützt wurde. Besonders die deutschschweizerische Militärelite um General Wille und Generalstabschef Theophil Sprecher von Bernegg stand nach der «Obersten-Affäre» in der Westschweiz unter Verdacht, mit Deutschland bzw. Österreich-Ungarn zu paktieren.
Das Vertrauen der Bevölkerung in das Schweizer Militär und die Politik wurde wiederholt von Affären und Skandalen erschüttert. So unternahm etwa 1917 Bundesrat Arthur Hoffmann den Versuch einer Friedensvermittlung zwischen Russland und Deutschland. Hoffmann musste schliesslich auf Druck der Entente zurücktreten, weil ihm vorgeworfen wurde, Deutschland zu einer Entlastung an der Ostfront verhelfen zu wollen (→ Grimm-Hoffmann-Affäre). Während des ganzen Krieges bot die Schweiz humanitäre Dienste an, so bei der Heimschaffung Zivilinternierter beider Seiten, der Organisation des Verwundeten-Austausches sowie dem Angebot von Erholungs-Aufenthalten für Verwundete in Kurorten.
Wirtschaftlich bedeutete der Weltkrieg für die Schweiz und ihre Bevölkerung eine starke Belastung. Die stark steigenden Ausgaben des Bundes liessen die Schulden anwachsen, so dass 1915 eine einmalige Kriegssteuer und 1916 eine Kriegsgewinnsteuer eingeführt wurden. 1918 wurde als zweite Bundessteuer die Stempelsteuer eingeführt. Um die Versorgung des Landes mit Kohle, Lebensmitteln und Stahl sicherzustellen, willigte der Bundesrat in eine Überwachung des Aussenhandels durch die Kriegsparteien ein und gewährte ihnen grössere Kredite. Erst sehr spät, im Oktober 1917, wurde eine Rationierung vorerst für Brot, im März 1918 für Fett eingeführt. Wegen der erst spät eingeführten Rationierung und der fehlenden Lohnersatzordnung für die Wehrmänner sowie der steigenden Arbeitslosigkeit als Folge des Mangels an Rohstoffen bzw. ausländischer Nachfrage stieg die Armut in der Schweiz.
Die politischen Parteien willigten im August 1914 in einen Burgfrieden ein, so dass zu Beginn des Krieges die Parteistreitigkeiten ruhten. Nach den internationalen sozialistischen Konferenzen von Zimmerwald (1915) (→ Zimmerwalder Manifest) und Kiental (1916) im Kanton Bern wuchs jedoch innerhalb der SP der Einfluss der antimilitaristischen und revolutionär gesinnten Kräfte stark an. 1917 beschloss die SP ein neues antimilitaristisches und revolutionäres Parteiprogramm, das einen klaren Bruch mit der restlichen Parteienlandschaft signalisierte. Die sich verschärfenden sozialen Probleme stärkten die Sozialisten, besonders in den Städten. Seit November 1917 entluden sich die Spannungen in Form von gewaltsamen Unruhen, Streiks und Demonstrationen. Der Landesstreik vom November 1918 gilt als Höhepunkt der politischen Konfrontation zwischen dem «Bürgerblock», den traditionellen liberalen und konservativen Kräften, und der Arbeiterbewegung. Die Streikenden forderten unter anderem die 48-Stunden-Woche, Altersvorsorge und das Frauenstimmrecht. Der Landesstreik stellte die Schweiz zum ersten Mal seit 1848 auf eine ernste Probe. Es streikten 25'000 Arbeiter, denen 95'000 Soldaten gegenüberstanden, die vom Bundesrat aufgeboten wurden, um für Ruhe und Ordnung zu sorgen. Insgesamt konnte der Streik trotz substanzieller Spannungen nach drei Tagen relativ friedlich beigelegt werden. Insgesamt kam es zu drei Toten in Grenchen.
Zwischen 1914 und 1917 lebte der nachmalige russische Revolutionsführer Lenin als Flüchtling in der Schweiz. Der Schweizer Sozialist Fritz Platten war im April 1917 massgeblich an der Organisation von Lenins Reise im plombierten Wagen nach Sankt Petersburg beteiligt. Nachdem die Februarrevolution 1917 die russische Zarenherrschaft beendet und die Bolschewisten die Macht gewaltsam an sich gerissen hatten, flüchteten viele Russland-Schweizer zurück in die alte Heimat und mussten ihr ganzes Hab und Gut zurücklassen. In Russland waren sie zu einem gewissen Wohlstand gekommen. Viele von ihnen wurden in der Folge in der Schweiz von der Fürsorge abhängig.
1915 verlegte das Internationale Olympische Komitee (IOC) seinen Hauptsitz von Paris nach Lausanne. Ihm folgten in den kommenden Jahrzehnten zahlreiche Welt- und Europasportverbände (→ Sportverbände mit Sitz in der Schweiz).
In den Jahren 1918 und 1919 grassierte in der Schweiz, wie in Grossteilen der Welt auch, die Spanische Grippe. Zwischen Juli 1918 und Ende Juni 1919 starben in der Schweiz gemäss offizieller Statistik 24'449 Menschen an der Grippe. Das entspricht 0,62 Prozent der gesamten Bevölkerung im Jahre 1918. Mangels ärztlicher Meldepflicht geht man von einer grossen Dunkelziffer aus. Auch an Tuberkulose erkrankten zahlreiche Personen. Zwischen 1916 und 1925 starben in der Schweiz über 50'000 Menschen an der Krankheit.

## Zwischenkriegszeit
1919 setzte der bürgerliche Bundesrat Reformen um, die weitgehend die Forderungen der Arbeiterbewegung erfüllten, zum Beispiel die Einführung der 48-Stunden-Woche. Im Oktober 1919 wurde der Nationalrat erstmals im Proporzwahlrecht bestimmt, was ein Ende der Dominanz des Freisinns und einen starken Aufschwung für die Sozialisten bedeutete. Dessen ungeachtet beschloss die SP Ende des Jahres ein Parteiprogramm, das sie in eine klare Opposition zur bürgerlich-demokratischen Staatsordnung setzte. Trotzdem kam es zur Abspaltung radikaler Sozialisten in der Kommunistischen Partei der Schweiz. Die grossen bürgerlichen Parteien bildeten als Reaktion den «Bürgerblock», der während der Zwischenkriegszeit die schweizerische Regierung stellte und die SP auf Bundesebene politisch isolierte.
Die schweizerische Innenpolitik der Zwischenkriegszeit wurde durch die wachsenden Gegensätze zwischen Bauern und Gewerbetreibenden einerseits und den Angestellten bzw. den diese vertretenden Parteien und Organisationen andererseits geprägt. Als neue bürgerliche Kraft wurde 1918 im Kanton Bern von dem Bauernführer Rudolf Minger die Bauern-, Gewerbe- und Bürgerpartei (BGB) gegründet. Sie stand ursprünglich als zentristische Bauernpartei in Opposition zu den bestehenden bürgerlichen wie auch sozialistischen Parteien, wurde aber dennoch relativ rasch in den Bürgerblock integriert und erhielt mit der Wahl Mingers in den Bundesrat 1929 einen Regierungssitz.

Karte der Schweiz nach einem angedachten Anschluss Vorarlbergs

Nach dem Ende des Krieges versuchte das österreichische Vorarlberg, einen Anschluss an die Schweiz zu erreichen. In den Pariser Vorortverträgen wurde die Neutralität der Schweiz erneut bestätigt, Vorarlberg jedoch definitiv Österreich zugeteilt sowie die Neutralisierung Hochsavoyens aufgehoben. 1920 trat die Schweiz nach einer Volksabstimmung dem Völkerbund bei, der seinen Sitz in Genf hatte. Damit begann eine Phase der differenzierten Neutralität der Schweiz. Sie nahm also zwar an wirtschaftlichen, nicht aber an militärischen Sanktionen des Völkerbundes teil.
Nach dem Kriegsende kam es in der Schweiz zu einer ersten Wirtschaftskrise, die besonders die Ostschweiz traf, wo die Textilindustrie wegen der fehlenden ausländischen Nachfrage nach Luxusprodukten praktisch zusammenbrach. Nach der Stabilisierung der wirtschaftlichen Lage in Deutschland 1924 (nach einer Hyperinflation 1923 und Währungsreform) erholte sich die Wirtschaft zwar wieder, geriet aber im Laufe der Jahre 1930/31 ebenfalls in den Sog der Weltwirtschaftskrise (in und um Deutschland und Österreich verschärfte die Deutsche Bankenkrise ab Juni 1931 die Wirtschaftslage). Der Zusammenbruch des Exports auf fast ein Drittel führte zu einem starken Preisverfall und Anstieg der Arbeitslosigkeit. Die öffentliche Hand versuchte auf Bundes-, Kantons- und Gemeindeebene, durch Notarbeiten, Grossprojekte und verschiedene andere wirtschaftspolitische Eingriffe ein Ende der Krise herbeizuführen. Die staatliche Preis- und Lohnsenkungspolitik verstärkte allerdings durch ihre deflationäre Wirkung die Krise sogar. In der Arbeiterschaft kam es angesichts der Krise zu einer starken Radikalisierung. Ende 1932 starben bei der gewaltsamen militärischen Niederschlagung von Protesten in Genf 13 Arbeiter (→ Unruhen von Genf 1932).
Das Verhältnis zwischen der Schweiz und dem Fürstentum Liechtenstein wird seit 1923 durch einen Zollvertrag (amtlich: «Vertrag zwischen der Schweiz und Liechtenstein über den Anschluss des Fürstentums Liechtenstein an das schweizerische Zollgebiet») geregelt (→ Liechtensteinisch-schweizerische Beziehungen).
Im Kampf gegen das «Landstreichertum» wurde 1926 das Hilfswerk Kinder der Landstrasse der Pro Juventute gegründet, um jenische Kinder ihren Eltern zu entreissen. Ziel war die erzwungene Integration der Jenischen. Ab 1972 wurde die Praxis auf Druck der Medien vom Bund aufgearbeitet. Ein weiteres düsteres Kapitel in der Geschichte der Schweiz des frühen 20. Jahrhunderts war der Umgang mit sogenannten Verdingkindern. Kinder aus armen oder sozial schwierigen Verhältnissen wurden durch die Vormundschaftsbehörden meist an Bauern vermittelt, welche die Kinder häufig als günstige Arbeitskräfte ausbeuteten und/oder misshandelten. Die zuständigen Behörden schauten weg. Die Praxis wurde erst in den 1970er Jahren aufgegeben. Anfang des 21. Jahrhunderts griffen die Medien dieses Thema intensiver auf, nachdem es lange Zeit von der Gesellschaft verdrängt worden war. Dabei wurde auch das Thema der Administrativen Versorgung thematisiert und aufgearbeitet. Leute, die nicht ganz der gesellschaftlichen Norm entsprachen, wurden ohne richterlichen Beschluss weggesperrt. Auch diese Praxis wurde erst nach der Ratifizierung der Europäischen Menschenrechtskonvention im Jahre 1974 aufgegeben (→ Heimerziehung in der Schweiz).
In der Zwischenkriegszeit entstanden Firmen und Institutionen, die bis in die Gegenwart die Schweiz mitprägen: Im August 1925 gründete Gottlieb Duttweiler die Migros. Zuerst in Verkaufswagen, später auch in Ladengeschäften verkaufte er ein Grundangebot an günstigen Lebensmitteln und Produkten für den Haushalt. Angestammte Lebensmittelhändler fühlten sich bedroht. Sie versuchten zusammen mit Parteien, Politikern und Gewerkschaften, die Migros zu ruinieren, so z. B. mit dem zwischen 1933 und 1945 bestehenden, verfassungswidrigen Filialverbot. Besonders die Konsumentinnen erkannten den Wert der Migros. Diese wurde immer erfolgreicher und stieg zum grössten Detailhändler des Landes auf. Seiner sozialen Einstellung entsprechend, vermachte Gottlieb Duttweiler mit seiner Frau Adele 1941 die Migros ihrer Kundschaft, indem das Unternehmen zur Genossenschaft wurde.
Im Februar 1931 wurde die als Verein organisierte Schweizerische Radio- und Fernsehgesellschaft (SRG) gegründet. Die SRG betreibt ihre Radio- und ab 1953 auch Fernsehprogramme unter einer Konzession des Bundes und zum Grossteil durch Rundfunkgebühren finanziert. Während des Zweiten Weltkriegs unterstützte die SRG mit ihren drei Landessendern, Radio Beromünster (deutsch), Radio Sottens (französisch) und Radio Monte Ceneri (italienisch) die «Geistige Landesverteidigung» und übernahm damit eine wichtige politische Funktion (→ Geschichte des Radios in der Schweiz). Ebenfalls 1931 wurde die privatrechtliche Swissair – Schweizerische Luftverkehr AG gegründet. Bis zur Eröffnung des Flughafens Zürich-Kloten 1948 war der Flugplatz Dübendorf die Heimbasis der Swissair.
Die anhaltende Krise führte auch in der Schweiz zur Entstehung einer rechtsbürgerlichen, antimarxistischen, nationalen Erneuerungsbewegung, der Frontenbewegung. Nach der Machtübernahme des NS-Regimes in Deutschland (und parallel zur Etablierung des austrofaschistischen Ständestaats in Österreich) spürten die schweizerischen Erneuerungsbewegungen im «Frontenfrühling» (Frühjahr 1933) zwar Aufwind, konnten aber keine nennenswerten politischen Erfolge verbuchen. Trotz starker politischer Spannungen, einer Vertrauenskrise der Landesregierung, scheiterte am 8. September 1935 die von der Nationalen Front lancierte Volksinitiative zur Totalrevision der Bundesverfassung, die eine faschistische Umgestaltung der Schweiz hätte herbeiführen sollen.
Die faschistisch-nationalsozialistische Bedrohung führte die SP und die Gewerkschaftsbewegung mit den bürgerlichen Parteien enger zusammen. Die SP gab ihre Oppositionsrolle auf und sprach sich in ihrem Parteiprogramm von 1935 für die Landesverteidigung und gegen die Diktatur des Proletariats aus. Der Bundesrat wertete mit Beschluss vom 27. September 1936 den Schweizer Franken um 30 Prozent ab; dies trug zu einer Erholung der Exportwirtschaft und einem Ende der Wirtschaftskrise bei. Mit dem Friedensabkommen in der Metall- und Uhrenindustrie im Juli 1937 zwischen Arbeitgeber- und Arbeitnehmerorganisationen begann die Zeit der Sozialpartnerschaft und der Gesamtarbeitsverträge.
In den 1930er Jahren lösten weitere Bundesgesetze kantonale Lösungen ab. 1932 wurde der Strassenverkehr Bundessache, was zum Bundesgesetz über den Motorfahrzeug- und Fahrradverkehr führte. 1938 nahm das Volk nach zwölfjähriger Vorarbeit das Schweizerische Strafgesetzbuch (StGB) an, es trat am 1. Januar 1942 in Kraft. Damit wurde die Todesstrafe abgeschafft. Als Letzter nach einem zivilen Strafprozess wurde am 18. Oktober 1940 der 32-jährige dreifache Mörder Hans Vollenweider hingerichtet. Während des Zweiten Weltkriegs wurden nach Militärstrafrecht 17 Landesverräter erschossen. Seit 1999 ist die Todesstrafe auf Verfassungsebene verboten. Das Strafgesetzbuch von 1942 sanktionierte nur noch homosexuelle Handlungen mit Unmündigen. Das bedeutete, dass die einvernehmliche Homosexualität unter Erwachsenen legalisiert wurde, was Zürich zum Zentrum der europäischen Schwulenbewegung machte (→ Geschichte der Homosexualität in der Schweiz).
Nach dem Anschluss Österreichs an das Deutsche Reich (März 1938) kehrte die Schweiz zurück zur integralen Neutralität, was vom Völkerbund anerkannt wurde. Unter dem Eindruck der deutschen Expansion (Aufrüstung der Wehrmacht) bekräftigten Schweizer Politiker, Gelehrte und Militärs den Widerstands- und Selbstbehauptungswillen der Schweiz. Bundesrat Hermann Obrecht verkündete «Wer unsere Unabhängigkeit […] angreifen sollte, dem wartet der Krieg! Wir Schweizer werden nicht zuerst ins Ausland wallfahrten gehen.»
In den späten 1930er Jahren kämpften 800 Schweizer in den Internationalen Brigaden im Spanischen Bürgerkrieg.
Nach der Einführung der Nürnberger Rassengesetze in Deutschland verstärkte sich die Auswanderung und Flucht deutscher Juden in die Schweiz (→ Judentum in der Schweiz). Deutschland begann 1938, Pässe von Juden mit einem J-Stempel zu kennzeichnen (Verordnung über Reisepässe von Juden). Die Schweiz gewährte nur politischen Flüchtlingen Asyl (und nicht Verfolgten «aus Rassengründen»). Auch an der Konferenz von Évian im Juli 1938 verweigerte die Schweiz die dauerhafte Aufnahme eines bestimmten Kontingents von Flüchtlingen und bestand darauf, einzig ein Transitland zu bleiben, weshalb nur Emigranten in die Schweiz einreisen durften, die glaubhaft machen konnten, baldmöglichst weiterreisen zu können. Als Reaktion trat 1938 der jüdische Nationalrat David Farbstein zurück.
Ab 1933 verlangten Parlamentarier, Intellektuelle und Medienschaffende Massnahmen zur Abwehr der faschistischen, nationalsozialistischen und kommunistischen Totalitarismen. Mit einer Botschaft vom 9. Dezember 1938 forderte der Bundesrat deshalb die Geistige Landesverteidigung, also die Besinnung auf die Grundwerte der Schweiz: die Zugehörigkeit zu drei europäischen Kulturräumen, die kulturelle Vielfalt, der bündische Charakter der Demokratie und die Ehrfurcht vor der Würde und Freiheit des Menschen. Dieser Auftrag führte zur Gründung der Schweizer Kulturstiftung Pro Helvetia 1939, und er prägte auch die Schweizerische Landesausstellung «Landi» in Zürich, die im Sommerhalbjahr 1939 stattfand. Die Vielfalt und den Minderheitenschutz in der Schweiz betonte ausserdem, dass das Volk 1938 das Rätoromanische als vierte Landessprache (aber nicht Amtssprache) anerkannte.

## Zweiter Weltkrieg

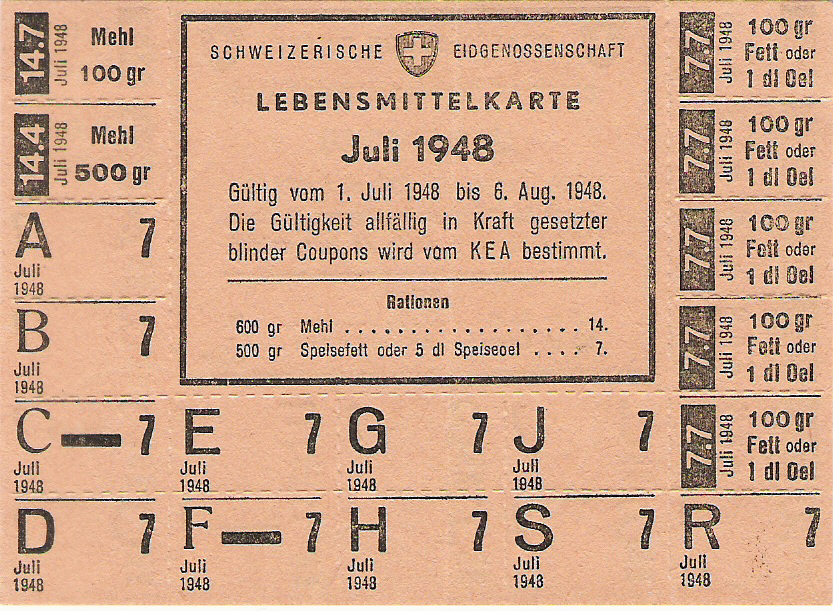
Lebensmittelrationierung in der Schweiz vom 9. Oktober 1940 bis 24. Juni 1948

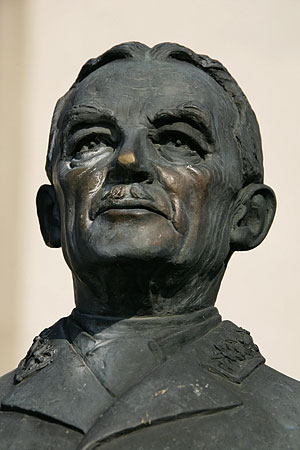
Büste von General Henri Guisan

Nach dem Ausbruch des Zweiten Weltkriegs berief sich die Schweiz erneut auf die bewaffnete Neutralität und ordnete die allgemeine Mobilmachung der Armee unter dem Oberbefehlshaber General Henri Guisan an. Das Parlament gewährte dem Bundesrat unter Berufung auf einen Staatsnotstand und in Anwendung von extrakonstitutionellem Notrecht eigentlich verfassungswidrige (vgl. Ausnahmezustand) umfassende Vollmachten, direkt Massnahmen zur Verteidigung der Schweiz und ihrer wirtschaftlichen Interessen zu ergreifen, die erst nachträglich von der Legislative bewilligt werden mussten (→ Vollmachtenregime). Während des deutschen Einmarsches in Frankreich fielen der deutschen Wehrmacht in La Charité-sur-Loire geheime Pläne in die Hände, die schweizerische und französische Absprachen im Falle eines Deutschen Angriffes auf die Schweiz enthüllten. Am 10. Mai 1940 löste die Armee die Zweite Generalmobilmachung aus. Während des Frankreichfeldzuges flohen Anfang Juni 1940 ca. 42'000 französische und polnische Soldaten in die Schweiz und wurden bis 1941 interniert und dann zum Teil nach Frankreich zurückgeführt. Nach der französischen Niederlage setzte General Guisan den Réduitplan zur weiteren Verteidigung der nun völlig von den Achsenmächten eingeschlossenen Schweiz um. Im Fall eines deutschen Einmarsches wäre danach das Mittelland mit seiner Zivilbevölkerung preisgegeben und der Widerstand auf das Alpenmassiv konzentriert worden.
Zeitweise planten die Achsenmächte in Generalstabs-Planspielen mit dem Operationsentwurf gegen die Schweiz die Invasion der Schweiz. In diesem Zusammenhang wurde auch von Rorschach aus mit dem später ermordeten Wilhelm Gustloff die Grundlage für eine nationalsozialistische Politik in der Schweiz gelegt. Von kriegerischen Aktivitäten blieb die Schweiz während des Zweiten Weltkriegs zwar weitgehend verschont, aber nicht gänzlich unberührt. Neben deutschen Luftraumverletzungen in der ersten Kriegsphase führte der Bombenkrieg der Alliierten bis Kriegsende zu ständigen Überflügen und versehentlichen Bombardierungen von Schweizer Städten und Dörfern, auch weil die Schweiz auf Druck der Achsenmächte die Verdunkelung einführte. Schweizer Territorium wurde insgesamt 77-mal bombardiert, 84 Menschen kamen dabei ums Leben. Der schwerwiegendste Zwischenfall mit 40 Toten, über 100 Verletzten sowie Verlust von Kulturgütern war die Bombardierung von Schaffhausen am 1. April 1944.
Während des Zweiten Weltkrieges beherbergte die Schweiz bei einer Gesamtbevölkerung von unter vier Millionen während kürzerer oder längerer Zeit insgesamt knapp 300'000 Schutzsuchende. Darunter fielen so unterschiedliche Kategorien wie internierte Militärpersonen (103'000), temporär aufgenommene Grenzflüchtlinge (67'000), Kinder auf Erholungsurlaub (60'000), Zivilflüchtlinge (ca. 51'000, von denen ca. 21'000 jüdischer Abstammung waren), Emigranten (10'000) und politische Flüchtlinge (250). Angesichts der prekären Versorgungslage war die Aufnahme von Flüchtlingen in Politik und Bevölkerung umstritten. Bundesrat Eduard von Steiger prägte in diesem Zusammenhang das politische Schlagwort «das Boot ist voll». Ab 1942 ordnete der Bundesrat verschärfte Massnahmen gegen den illegalen Grenzübertritt an. Da das schweizerische Asylrecht nur Flüchtlinge aus politischen Gründen anerkannte, wurde jüdischen Flüchtlingen, die «aus Rassengründen» Deutschland oder seinen Machtbereich zu verlassen versuchten, die Einreise in die Schweiz verweigert. Erst im Juli 1944 wurden Juden als politische Flüchtlinge anerkannt. Nach neueren Untersuchungen wurden ca. 24'398 Flüchtlinge an der Grenze zurückgewiesen. Eine Untersuchung in Genf hat jedoch gezeigt, dass trotz der theoretisch geschlossenen Grenze 86 Prozent der «illegalen» Flüchtlinge aufgenommen wurden.
Im Unterschied zum Ersten Weltkrieg wurde ab 1939 die soziale Belastung durch den aktiven Dienst der Wehrmänner durch die Einführung der Lohn- und Verdienstersatzordnung gedämpft, so dass soziale Unruhen ausblieben. Trotzdem wurde die SP in den Parlamentswahlen 1943 mit 56 Sitzen zur stärksten Fraktion im Nationalrat. Die Wahl des Sozialdemokraten Ernst Nobs in den Bundesrat besiegelt die Integration der SP in das schweizerische Parteiensystem und das Ende der Parteienkämpfe zwischen Bürgerblock und Sozialisten.
Die öffentliche Meinung wurde durch die Zensur (Abteilung Presse und Funkspruch) kontrolliert, extremistische und staatsgefährdende Propaganda wurde verboten. 1940 wurden die Kommunistische Partei der Schweiz und die Nationale Bewegung der Schweiz verboten. Zahlreiche Schweizer und Ausländer wurden während des Krieges wegen Spionage für Deutschland verhaftet. Gesamthaft wurden 33 Männer während des Aktivdienstes wegen Landesverrat zum Tode verurteilt, wobei nur 17 Urteile vollstreckt wurden. Zahlreiche weitere Personen wurden zu Haftstrafen verurteilt oder ausgebürgert bzw. ausgewiesen. Der Truppeneinsatz gegen den Steiner Aufstand von 1942 gilt als der grösste militärische Ordnungsdienst im Zweiten Weltkrieg.
In den Konzentrationslagern der Nazis litten zwischen 1933 und 1945 auch rund 1000 Schweizer Bürger, mindestens 200 davon starben. Keine gewalttätige Auseinandersetzung hat in den letzten 200 Jahren mehr Schweizer Todesopfer gefordert (→ Liste der Stolpersteine in der Schweiz). Vielen Opfern hätte geholfen werden können, wenn sich die offizielle Schweiz mehr für sie eingesetzt hätte. In den letzten Kriegsjahren zeigte Deutschland starkes Interesse, eine grosse Zahl Schweizer Gefangener gegen in der Schweiz inhaftierte Deutsche auszutauschen. Doch die offizielle Schweiz ergriff die Chance nicht. Die Schweizer Behörden wollten sich nicht bei Kriminellen und solchen, «die eine Tätigkeit ausgeübt hatten, die auch in der Schweiz unter Strafe gestellt ist oder aber im mindesten den schweizerischen Interessen abträglich scheint (wie beispielsweise Spionage gegen Deutschland zugunsten dritter Staaten, Beteiligung an der Widerstandsbewegung in Frankreich, kommunistische Umtriebe)», für einen Austausch einsetzen. Schweizer, welche sich aktiv gegen die NS-Diktatur engagiert hatten, konnten keine Hilfe erwarten.(→ Schweizer in Nazi-Konzentrationslagern)
Durch die frühzeitige wirtschaftliche Vorbereitung und die schnelle Einführung der Rationierung wie auch die «Anbauschlacht» konnte der Bundesrat die Versorgung der Schweiz mit Lebensmitteln sicherstellen (→ Plan Wahlen). Die hohen finanziellen Belastungen für den Bundeshaushalt machten, wie schon 1915 die Kriegssteuer, die Erhebung von einmaligen Zusatzsteuern und schliesslich 1941 die Einführung einer Wehrsteuer auf Einkommen und Vermögen nötig, die bis heute als direkte Bundessteuer überdauert hat. Um weitere Steuereinnahmen zu erschliessen, wurde Mitte 1941 auch die Warenumsatzsteuer (WUSt) eingeführt. Diese wurde 1995 durch die Mehrwertsteuer ersetzt. Um die Steuerhinterziehung zu bekämpfen, wurde 1944 schliesslich die vierte Steuer auf Bundesebene, die noch heute gültige Verrechnungssteuer, eingeführt. Nach der völligen Einkreisung der Schweiz durch die Achsenmächte schloss der Bundesrat notgedrungen mit Deutschland ein Wirtschaftsabkommen, um den Austausch von Kohle, Stahl und anderen kriegswichtigen Gütern zu regeln. Die Schweiz musste Deutschland Kredite im Umfang von über einer Milliarde Franken gewähren. Trotz der Blockade konnte die Schweiz aber weiter kriegswichtige Präzisionsinstrumente an die Alliierten liefern. Die Alliierten führten seit 1939 «Schwarze Listen», um die schweizerische Maschinenindustrie zur Einstellung der Exporte nach Deutschland zu zwingen. Im März 1945 einigten sich die Schweiz und die Alliierten im Currie-Abkommen auf ein Ende der schweizerischen Ausfuhren nach Deutschland und eine teilweise Auslieferung deutscher Vermögenswerte. Im Washingtoner Abkommen von 1946 gestand die Schweiz den Alliierten schliesslich die Konfiskation des gesamten deutschen Besitzes in der Schweiz zu. Der Streit um das sogenannte Raubgold, das über die deutsche Reichsbank in die Schweiz gekommen war, wurde mit der Zahlung von 250 Millionen Franken beendet. Danach hoben die Alliierten alle wirtschaftlichen und finanziellen Massnahmen gegen die Schweiz auf. Im gleichen Jahr nahmen die Schweiz und die Sowjetunion diplomatische Beziehungen auf, nachdem das Verhältnis wegen der Conradi-Affäre während 23 Jahren stark belastet war. Zwischen 1952 und 1971 zahlte die Bundesrepublik Deutschland 650 Millionen Franken der Kriegsschulden an die Schweiz zurück. Die Rolle der Schweiz im Zweiten Weltkrieg wurde letztmals in den 1990er Jahren durch den Bergier-Bericht revidiert.
Über 2000 Schweizer Nationalsozialisten kämpften im Verlauf des Krieges in der deutschen Waffen-SS. Zwischen Oktober 1944 und Februar 1945 war der Schweizer Johannes Pauli (1900–1969) stellvertretender Lagerführer im KZ Bisingen. Bei Kriegsende flüchtete Pauli in die Schweiz, wo er in Basel verhaftet und zu 12 Jahren Gefängnis verurteilt wurde. Die Tatsache, dass Schweizer Bürger Kriegsverbrechen im Dienste der Nazis verübten, wurde von der deutschen Historiografie bislang nahezu gänzlich und von der schweizerischen Historiografie nur unzureichend aufgearbeitet. Johannes Pauli wurde als nur einer von vier Kriegsverbrechern in der Schweizer Geschichte für schuldig erklärt und verurteilt.

## Die Schweiz in der Nachkriegszeit und im Kalten Krieg

Aktuelle Mitglieder der EFTA
Ehemalige Mitglieder der EFTA

Die Schweiz sah sich im Kalten Krieg in ihrer langen Tradition als politisch und militärisch neutral, gehörte aber ideologisch klar zum liberal-westlichen Lager. Die Schweiz trat aus Neutralitätsgründen (→ Neutralität der Schweiz) weder den Vereinten Nationen (UNO) noch der NATO bei. Der europäische Sitz der UNO blieb nach der Auflösung des Völkerbunds trotzdem in Genf, auch eröffneten zahlreiche UNO-Unterorganisationen ihren Hauptsitz in Genf (→ Internationale Organisationen). Die Supermächte USA und Sowjetunion bewerteten 1945 die Haltung der Schweiz negativ, trotzdem war die Sowjetunion bestrebt, formell die diplomatischen Beziehungen wieder aufzunehmen. Mit den USA, Frankreich und dem Vereinigten Königreich andererseits schloss die Schweiz 1946 zur Regelung der deutschen Vermögenswerte in der Schweiz das Washingtoner Abkommen ab. Mit der Resolution 11 legte der Sicherheitsrat am 15. November 1946 die Bedingungen für den Beitritt der Schweiz zum Internationalen Gerichtshof fest, den sie schliesslich am 28. Juli 1948 vollzog. Im Rahmen des Marshallplans gründeten 1948 16 europäische Staaten in Paris die Organisation für europäische wirtschaftliche Zusammenarbeit (OEEC) (die Vorgängerorganisation der Organisation für wirtschaftliche Zusammenarbeit und Entwicklung (OECD)). Die Schweiz beteiligte sich daran.
Vor allem in der unmittelbaren Nachkriegszeit war die unzerstörte Schweiz sowohl wirtschaftlich als auch militärisch ein wichtiger Faktor in Mitteleuropa. Der beginnende Kalte Krieg führte besonders seit 1951 zu einer unter grossen Kosten vorangetriebenen Aufrüstung und Modernisierung der Schweizer Armee. Die Wehrpflicht in der Milizarmee dauerte für alle diensttauglichen Schweizer vom 20. bis zum 50. Altersjahr (Armeereform 60). Bis 1967 wurden auch erste Schritte zu einer atomaren Aufrüstung unternommen; die Schweiz galt als atomares Schwellenland. Mit der Unterzeichnung des Atomsperrvertrags 1969 gab die Schweiz aber die atomare Option freiwillig auf. Zum Schutz der Bevölkerung bei einem atomaren Krieg wurde ab den 1970er Jahren ein weltweit einzigartiges Netz von Schutzräumen gebaut.
Die Geistige Landesverteidigung richtete sich in der Nachkriegszeit gegen die Gefahr einer Besetzung des Landes durch die Truppen des Warschauer Pakts bzw. gegen die kommunistische Unterwanderung der Schweiz. Aus diesem Grund wurden 1956 beim Ungarnaufstand rund 13'000 Ungarn und 1968 nach der Niederschlagung des Prager Frühlings rund 12'000 Tschechoslowaken aufgenommen, die vor der sowjetischen Intervention in ihren Ländern flohen. Die Neutralität der Schweiz begünstigte die sogenannten «Guten Dienste» der Schweiz, so dass wiederholt internationale Friedenskonferenzen in der Schweiz, meistens in Genf, abgehalten wurden, zum Beispiel 1954 die Indochinakonferenz oder die regelmässigen Gipfeltreffen der Supermächte (→ Liste der in der Schweiz ausgehandelten oder unterzeichneten internationalen Verträge und Vereinbarungen). So trafen sich bei der Genfer Gipfelkonferenz (1985) der Präsident der Vereinigten Staaten Ronald Reagan und der Generalsekretär des Zentralkomitees der Kommunistischen Partei der Sowjetunion Michail Gorbatschow. Als Möglichkeit zum Austausch der globalen Eliten dient ausserdem das 1971 von Klaus Schwab gegründete Weltwirtschaftsforum WEF in Davos.
Die Eidgenössische Volksinitiative «Rückkehr zur direkten Demokratie» wurde 1946 lanciert, nachdem sich abgezeichnet hatte, dass der Bundesrat vom Vollmachtenregime zu weiten Teilen nicht mehr abrücken wollte. Sie wurde in der Volksabstimmung am 11. September 1949 knapp gutgeheissen. Diese Volksinitiative sorgte indirekt dafür, dass die Bundesversammlung bis Ende 1952 die letzten Vollmachtenerlasse aufhob.
In der Nacht vom 19. auf den 20. Dezember 1947 explodierte ein geheimes Munitionslager der Schweizer Armee oberhalb von Mitholz in der Gemeinde Kandergrund im Berner Oberland. Die Explosionskatastrophe von Mitholz forderte neun Menschenleben, sieben weitere Bewohner wurden verletzt. Grosse Teile des Dorfes Mitholz wurde verwüstet, mehrere Wohnhäuser und die Station Blausee-Mitholz der Lötschbergbahn wurden zerstört. Nach den Räumungsarbeiten wurde die Anlage teilweise neu aufgebaut und als Lager und Truppenunterkunft verwendet. 2018 stellten Experten des VBS jedoch fest, dass von den in der Anlage verbliebenen Munitionsresten weiterhin eine Explosionsgefahr ausgeht. Stand 2022 soll das ehemalige Munitionslager daher ab 2031 vollständig geräumt werden. Aus Sicherheitsgründen muss das Dorf Mitholz für über zehn Jahren evakuiert bleiben. Die Räumung wird voraussichtlich rund eine Milliarde Franken kosten.
1952 wurde das Bürgerrechtsgesetz (BüG) so angepasst, dass Schweizerinnen, welche einen Ausländer heirateten, nicht automatisch das Schweizer Bürgerrecht verloren. Es gab bis dahin immer wieder Fälle, in denen ausgebürgerte Schweizerinnen wegen Armut oder Krankheit in das häufig fremde Land ihrer Ehemänner ausgeschafft wurden. In einigen dokumentierten Fällen wurden die Frauen sogar in Nazi-Konzentrationslagern ermordet.
Weil die Schweiz der Europäischen Wirtschaftsgemeinschaft (EWG) aus politischen Gründen nicht beitreten wollte, gründete sie 1960 zusammen mit Dänemark, Norwegen, Österreich, Portugal, Schweden und dem Vereinigten Königreich die Europäische Freihandelsassoziation (EFTA). Die Schweiz gehörte 1961 zu den Gründungsmitgliedern der Organisation für wirtschaftliche Zusammenarbeit und Entwicklung (OECD). Am 6. Mai 1963 trat die Schweiz auch dem Europarat bei. 1970 unternahm der Bundesrat erste Schritte in Hinblick auf eine europäische Integration der Schweiz, die 1972 in einem Freihandelsabkommen mit der EWG mündeten. Im gleichen Jahr unterzeichnete die Schweiz auch die Europäische Menschenrechtskonvention. 1973 folgte der Beitritt zur Organisation für Sicherheit und Zusammenarbeit in Europa (OSZE). Die Schweiz war 1975 Gründungsmitglied der Europäischen Weltraumorganisation ESA. 1992 flog Claude Nicollier an Bord des Space Shuttles Atlantis als erster Schweizer Astronaut ins Weltall.

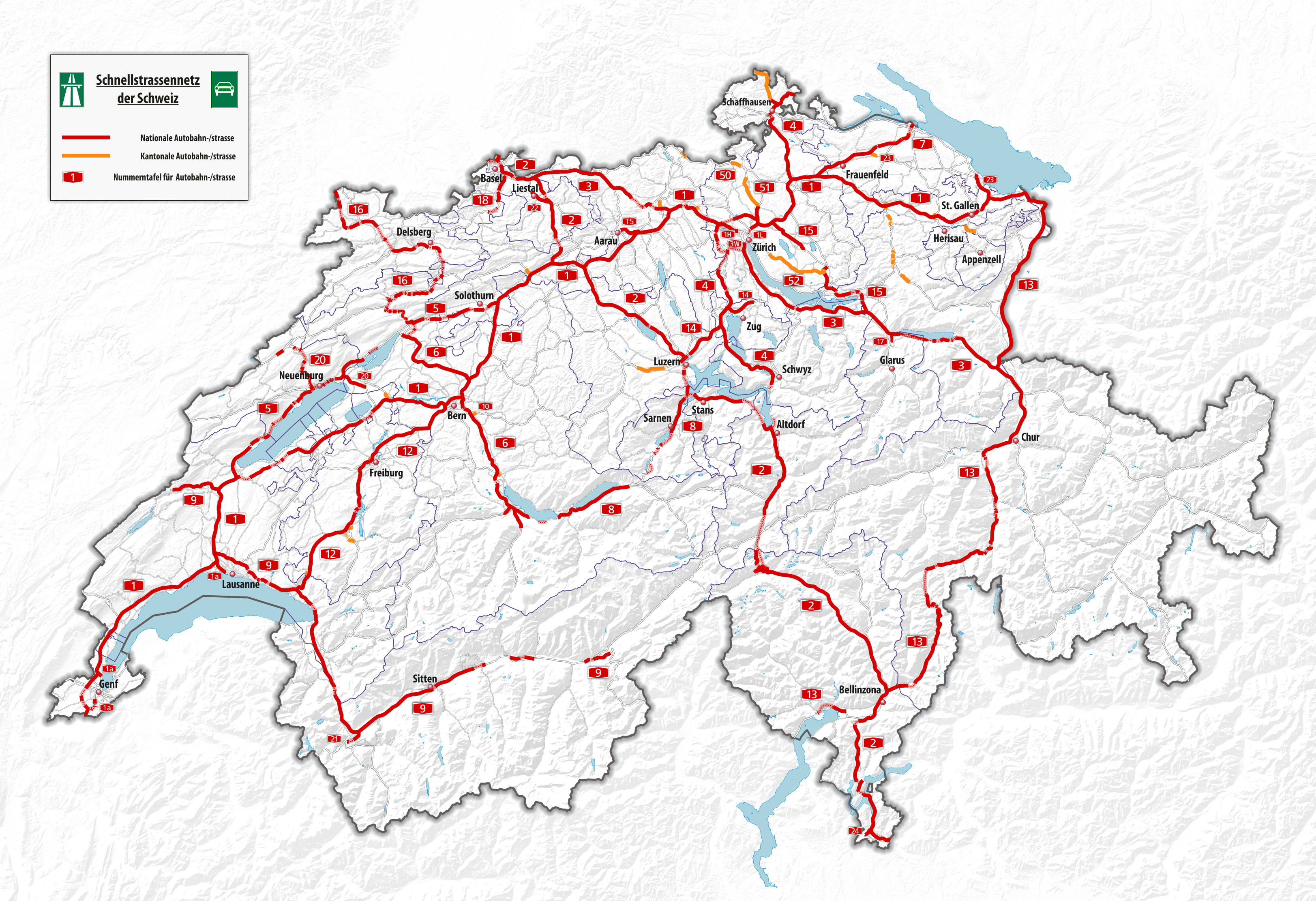
Das Schnellstrassennetz der Schweiz

Wirtschaftlich erlebte die Schweiz nach 1945 eine noch nie gesehene Hochkonjunktur, die bis in die 1970er Jahre anhielt. In dieser Zeit wurden die Exporte nahezu verzehnfacht. Bei stetig steigender Bevölkerung aufgrund des Babybooms und der Zuwanderung veränderte sich das Gesicht der Schweiz durch starke Bautätigkeit und Mobilitätssteigerung der Bevölkerung (→ Demografie der Schweiz). Besonders das Mittelland zwischen Genf und Lausanne und zwischen Bern und Zürich sowie St. Gallen verlor durch die Zersiedelung der Landschaft seinen ländlichen Charakter. Das bestehende Strassennetz genügte dem gestiegenen Verkehrsaufkommen nicht mehr. Das 1960 vom Parlament verabschiedete Gesetz über ein Nationalstrassennetz übertrug dem Bund die Kompetenzen im Nationalstrassenbau. Der wachsende Energiebedarf wurde durch den Bau von fünf Atomkraftwerken (→ Kernenergie nach Ländern (Abschnitt Schweiz)) und den Ausbau der Wasserkraftgewinnung, u. a. durch den Bau zahlreicher Speicherseen (→ Liste der Speicherseen in der Schweiz) befriedigt. Das Grossprojekt Urserenkraftwerk scheiterte allerdings am Widerstand der Bevölkerung. Die wirtschaftliche Entwicklung, besonders im Dienstleistungssektor, führte zu einer starken Steigerung der privaten Einkommen und des allgemeinen Wohlstands. Der Ausbau des Wohlfahrtsstaates (1947 Einführung der Alters- und Hinterlassenenversicherung (AHV), 1959 Invalidenversicherung (IV)) und die Reduktion der Arbeitszeiten bei gleichzeitigem starken wirtschaftlichen Wachstum beschied der Schweiz bis in die 1990er Jahre sozialen Frieden. Die 1964 in Lausanne durchgeführte Landesausstellung Expo 64 fand im Geiste der Hochkonjunktur und des Fortschrittsglaubens statt.
Das Wirtschaftswachstum machte seit den 1960er Jahren den Import von «billigen» Arbeitskräften aus dem Ausland für die Bau- und die Tourismusindustrie nötig. Der Anteil der ausländischen Wohnbevölkerung stieg deshalb zwischen 1960 und 1970 von 10 Prozent auf 17,5 Prozent an, wobei die Italiener die grösste Einwanderergruppe stellten, da Italien 1948 mit der Schweiz einen Vertrag zur Vermittlung von italienischen Arbeitskräften geschlossen hatte. Seit dem Ende der Hochkonjunktur in den 1970er Jahren machten sich bei Teilen der Bevölkerung Überfremdungsängste bemerkbar. Mehrere Versuche, die Zahl der Ausländer in der Schweiz durch sogenannte «Überfremdungsinitiativen» (James Schwarzenbach) zu beschränken, scheiterten in der Volksabstimmung. Der Bundesrat versuchte zwar, mit der Durchsetzung des 1934 errichteten Saisonnierstatuts die dauerhafte Niederlassung der sogenannten «Gastarbeiter» zu verhindern, schuf damit jedoch nur soziale Härtefälle und behinderte die rasche Integration der Migranten.
1969 und 1970 geriet die Schweiz unvermittelt ins Visier von palästinensischen Terroristen. Am 18. Februar 1969 eröffneten vier Fatah-Attentäter auf dem Flughafen Zürich das Feuer auf ein Flugzeug der israelischen Fluggesellschaft El Al. Der Copilot und ein Attentäter starben beim Anschlag (→ Attentat in Kloten). Am 21. Februar 1970 stürzte der Swissair-Flug 330 nach der Explosion einer Paketbombe bei Würenlingen ab. Alle 47 Menschen an Bord starben. Das Attentat der Volksfront zur Befreiung Palästinas (PFLP) galt eigentlich der israelischen Fluggesellschaft El-Al. Die Anschlagserie gipfelte im September 1970 in der Entführung von drei Passagierflugzeugen aus der Schweiz, den USA und Grossbritannien mit mehr als 300 Geiseln nach Jordanien. Die 143 Passagiere und 12 Besatzungsmitglieder des Swissair-Flugs SR100 wurden, wie alle anderen Geiseln auch, freigelassen. Danach sprengten die Terroristen die Flugzeuge. 2016 veröffentlichte ein Journalist der Neuen Zürcher Zeitung die These, dass der damalige Aussenminister, Bundesrat Pierre Graber, unter Vermittlung von SP-Nationalrat Jean Ziegler, mit der damals offen terroristisch agierenden Palästinensischen Befreiungsorganisation PLO ein geheimes Stillhalteabkommen abgeschlossen habe. Die Schweiz sollte fortan von terroristischen Anschlägen verschont bleiben. Im Gegenzug setzte sich die Schweiz für die diplomatische Anerkennung der PLO am Uno-Sitz in Genf ein. Die Anklageerhebung gegen einen palästinensischen Verdächtigen des Anschlages auf den Swissair-Flug 330 mit 47 Toten wurde von der Justiz aus noch unbekannten Gründen eingestellt. 1995 rollte die damalige Bundesanwältin Carla Del Ponte den Fall trotz Verjährung nochmals auf, stellte jedoch 2000 das Verfahren wieder ein (→ Palästinensische Terroranschläge von 1969 und 1970 gegen die Schweiz).

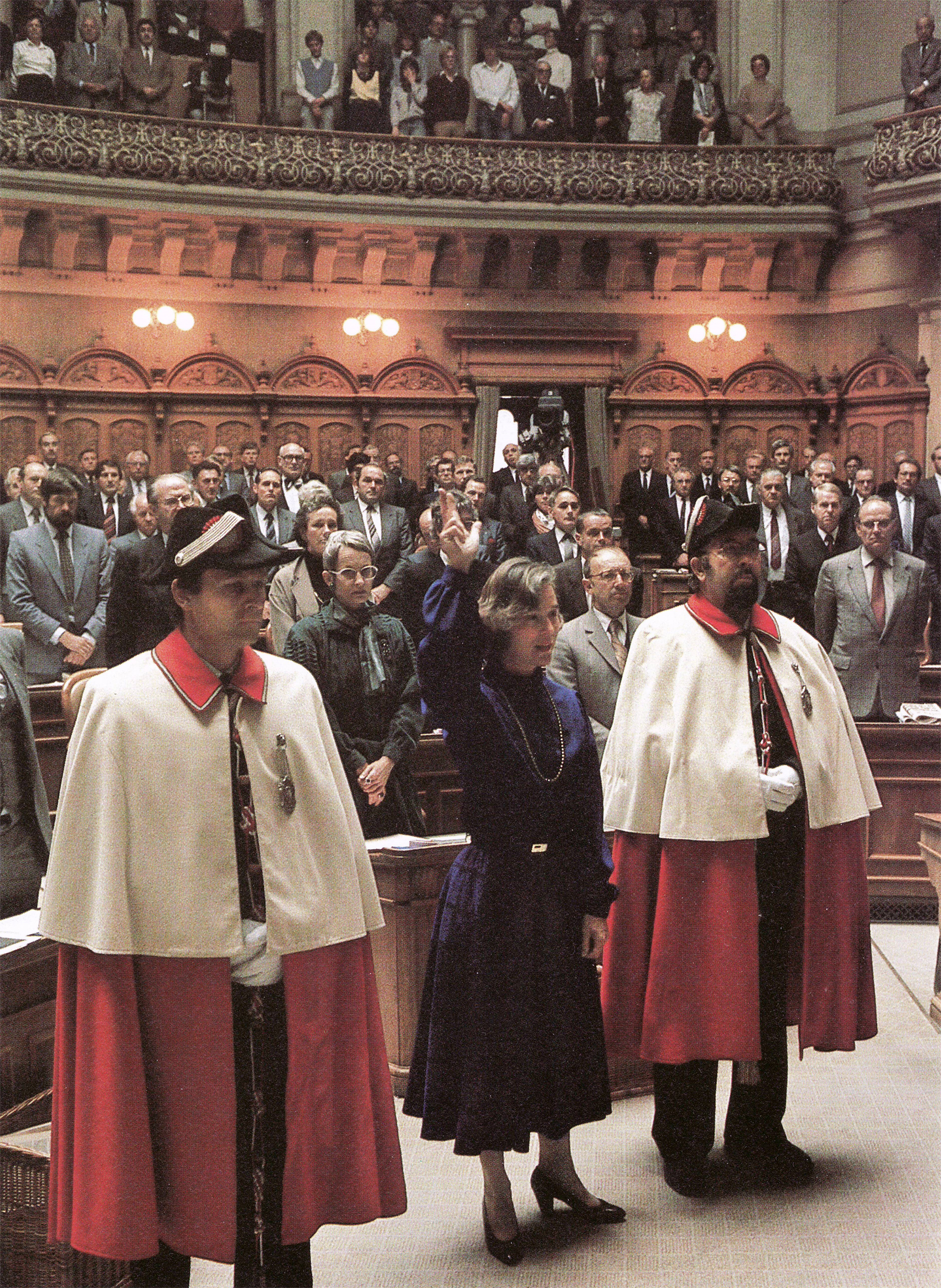
Vereidigung von Elisabeth Kopp, der ersten Frau im Bundesrat 1984

Die Einführung des Frauenstimm- und Wahlrechts (→ Frauenstimmrecht in der Schweiz) auf Bundesebene scheiterte 1959 erstmals in einer Volksabstimmung. Waadt und Neuenburg führten es jedoch im gleichen Jahr auf kantonaler Ebene ein, als erste Kantone in der Deutschschweiz folgten Basel-Stadt (1966) und Basel-Landschaft (1968). Mit Trudy Späth wurde 1958 die erste Frau in eine politische Behörde gewählt. 1971 wurde in einer Volksabstimmung (der Schweizer Männer) das Frauenstimmrecht nach jahrzehntelangem Kampf angenommen. Auf kantonaler Ebene liess zuletzt der Kanton Appenzell Innerrhoden 1991 auf Druck des Bundesgerichts Frauen an die Landsgemeinde zu. Die Frauen erhielten nach der politischen Gleichberechtigung mit Anpassung der Bundesverfassung von 1981 auch auf Verfassungsstufe die gleichen Rechte wie die Männer (Art. 8 BV). 1988 trat das neue Eherecht und 1996 das Gleichstellungsgesetz in Kraft. Mit Elisabeth Kopp (FDP) wurde 1984 die erste Frau in den Bundesrat gewählt.
Im Herbst 1973 ging das seit 1950 fast ununterbrochene Wirtschaftswachstum durch die Ölpreiskrise abrupt zu Ende und wich überraschend einer Wirtschaftskrise. Grosse Teile der Weltwirtschaft wurden von ihr erfasst. Die Krise fiel in der Schweiz aber deutlicher aus als in den anderen OECD-Staaten. Das Bruttoinlandprodukt ging 1975 real um fast 7 Prozent zurück, dies auch, weil rund 200'000 italienische Arbeitskräfte das Land verlassen mussten. Besonders stark betroffen waren die überdimensionierte Bauwirtschaft und die Textilbranche, aber auch der Maschinen- und Apparatebau. Die für den Export so wichtige Uhrenindustrie, die lange die Bedeutung der Quarzuhr verkannte, geriet in existenzielle Nöte (→ Quarzkrise). Die Exportwirtschaft litt neben der sinkenden Nachfrage unter dem starken Franken, nachdem US-Präsident Richard Nixon 1971 die Golddeckung des US-Dollars aufgehoben und damit das Welt-Währungssystem von Bretton Woods beendet hatte. Der Ölpreisschock trieb die bereits hohe Jahresteuerung in der Schweiz im Dezember 1973 auf fast 12 Prozent.
Noch vor dem Ausbruch der Wirtschaftskrise entwickelte sich ab 1970 innert kurzer Zeit ein neues Umweltbewusstsein wegen der Folgen des ungezügelten Wachstums, vor allem der Belastung der Bevölkerung durch Lärm, Russ und Abgase des stark zunehmenden Verkehrs, der Flüsse und der Seen durch Abwässer und der Landschaft durch Abfalldeponien. Am 6. Juni 1971, bei der ersten Abstimmung mit Beteiligung der Frauen, nahm das Volk den Umweltartikel mit dem zweithöchsten Ja-Anteil (92,7 %) in der Geschichte des Bundesstaates an. Das Umweltschutzgesetz trat erst 1985 in Kraft, in der Zwischenzeit trieben aber die Behörden vor allem den Bau von Kläranlagen voran. Die Abgase des Motorverkehrs und der Industrie galten als Ursache des Waldsterbens, das in den 1980er-Jahren besonders in den deutschsprachigen Ländern Besorgnis erregte. Die Schweiz beschloss deshalb einen starken Ausbau des öffentlichen Verkehrs (S-Bahn Zürich, Projekt Bahn und Bus 2000) sowie Massnahmen zur Luftreinhaltung. In der Politik führte die Angst vor dem Waldsterben zur Gründung von grünen Parteien. Sie gewannen bei den Nationalratswahlen 1987 neun (GPS) beziehungsweise vier (GBS) Sitze.
Die Ölkrise von 1973 traf die Schweiz, deren Energieversorgung damals zu 80 Prozent vom Erdöl abhing, völlig unvorbereitet. Dem Bundesrat fehlte mangels Verfassungsartikel die Grundlage, um in die Märkte einzugreifen und die Versorgung sicherzustellen. Er setzte deshalb 1974 die Eidgenössische Kommission für die Gesamtenergiekonzeption ein, unter dem Vorsitz von «Atompapst» Michael Kohn. Die Kommission zeigte 1978 in ihrem Schlussbericht vier Szenarien auf, von einem marktwirtschaftlichen ohne staatliche Eingriffe bis hin zu einem dirigistischen ohne Atomkraftwerke, also mit einer nachhaltigen Veränderung des Energieverbrauchs und damit des Lebensstils. Der Bundesrat entschied sich für das interventionistische Szenario, das einen Energieartikel und darauf gestützt eine Energieabgabe forderte. Der Energieartikel scheiterte aber 1983 bei 12 Nein zu 11 Ja am Ständemehr.
Seit den ausgehenden 1960er-Jahren trieben die Stromversorger im Besitz der Kantone und der Städte den Bau von AKW voran, anfangs gemäss einem breiten Konsens, vor allem auch der Naturschützer, die sich gegen den Ausbau der Wasserkraft wehrten. Das AKW Beznau 1 (NOK) ging 1969 in Betrieb, Beznau 2 und Mühleberg (BKW) 1972. Das AKW Gösgen folgte 1979, das AKW Leibstadt 1984, beide von mehreren Versorgern gemeinsam erbaut. Beim Baubeginn für das AKW Kaiseraugst kam es aber im Frühling 1975 zu einer wochenlangen Besetzung, weil Wachstumskritiker die Atomkraft grundsätzlich ablehnten. Die Anti-AKW-Bewegung reichte mehrere Volksinitiativen für ein Verbot ein. Das Volk lehnte sie 1979, 1984 und 1990 jeweils mit knappem Mehr ab; das AKW Leibstadt blieb aber bis heute das letzte gebaute Werk.
Erst 1975 führten die Stimmbürger mit grossem Mehr die «uneingeschränkte Niederlassungsfreiheit» für Schweizer Bürger im ganzen Land ein. Bis dahin konnten Kantone Sozialhilfebezieher in deren Heimatort zurückschaffen.
Innenpolitisch wurde die Schweiz durch die seit 1959 erreichte Konkordanz unter den führenden Parteien geprägt, die sich in der sogenannten Zauberformel bei der Verteilung der Bundesratssitze manifestierte. Die Konkordanz geriet erst nach dem Ende des Kalten Krieges 1989 und dem Aufstieg der rechtskonservativen Schweizerischen Volkspartei (SVP) in eine Krise, die 2003 zur Sprengung der Zauberformel führte. In dieser Zeit wurde das Vertrauen der Bevölkerung in die Behörden allerdings wiederholt durch politische Affären und Skandale auf die Probe gestellt, so 1964 durch die Mirage-Affäre und 1989 durch den Fichenskandal sowie 1990 durch die Aufdeckung der Geheimorganisation P-26.
Die Krise um die separatistische Bewegung im Berner Jura wurde 1979 auf demokratischem Weg gelöst. Durch die Abspaltung der französischsprachigen Amtsbezirke Delsberg, Ajoie und Freiberge vom Kanton Bern wurde der neue Kanton Jura gegründet (→ Jurafrage). Durch die Kantonsgründung wurde das Laufental zu einer bernischen Exklave. Nach einer Abstimmungskaskade erfolgte der Kantonswechsel des Laufentals zum Kanton Basel-Land am 1. Januar 1994.
Die internationale Jugendbewegung führte 1968 (→ 68er-Bewegung) und 1980 (→ Jugendunruhen in der Schweiz) vor allem in Zürich zu Auseinandersetzungen zwischen Jugendlichen und den Behörden mit teils blutigen Krawallen. Politisch und gesellschaftlich kam es zu einer Ablösung der alten Eliten und zum Aufbrechen der Geistigen Landesverteidigung, gleichzeitig entstand aber auch eine konservative Gegenbewegung in den bürgerlichen Parteien, die vor allem von der SVP Zürich mit ihrem Präsidenten Christoph Blocher ausging. Eine markante gesellschaftspolitische Auseinandersetzung ergab sich 1989 anlässlich der von der Gruppe für eine Schweiz ohne Armee (GSoA) herbeigeführten Abstimmung über eine Abschaffung der Schweizer Armee («Armeeabschaffungsinitiative»). Trotz starkem Engagement von Politik, Behörden und Armee für die Beibehaltung der Armee stimmten 35,6 Prozent der Stimmberechtigten der Initiative zu. Zusammen mit den Erschütterungen der Fichenaffäre bewirkte die Kontroverse um die Armee das endgültige Ende der Geistigen Landesverteidigung.
Ab den 1980er Jahren wurde der Sozialstaat weiter ausgebaut (→ Sozialpolitik Schweiz):
BG über die Unfallversicherung (UVG) 1981, BG über die berufliche Alters-, Hinterlassenen- und Invalidenvorsorge (BVG) 1982, BG über die obligatorische Arbeitslosenversicherung und die Insolvenzentschädigung (AVIG) 1982, BG über die Krankenversicherung (KVG) 1994.
Seit den 1970er Jahren hat die Anzahl eingereichter Volksinitiativen stark zugenommen. Die Parteien haben die Volksinitiative als Instrument des Polit-Marketings im Hinblick auf die nächsten Parlamentswahlen entdeckt. Dadurch stieg auch die Anzahl der angenommenen Initiativen. 1987 wurde das Doppelte Ja mit Stichfrage bei Volksinitiativen mit Gegenentwurf auf Bundesebene eingeführt.
Zwischen 1980 und 1989 verschwanden in der Schweiz 21 Kinder, 14 davon wurden missbraucht und ermordet aufgefunden. Von 7 Kindern, darunter auch Sarah Oberson, fehlt trotz intensiver Suchaktionen bis heute (Stand 2020) jede Spur. Im August 1989 wurde Werner Ferrari verhaftet und 1995 vom Bezirksgericht Baden AG wegen fünffachen Mordes zu einer lebenslangen Gefängnisstrafe verurteilt. 2007 wurde er in einem der Fälle wieder freigesprochen. Mit der Verhaftung hörte die Serie von verschwundenen Kindern auf. Die Gesichter der verschwundenen Kinder auf den Polizeifotos brannten sich in das kollektive Gedächtnis zweier Generationen ein, jener der Eltern und jener der Kinder dieser Zeit (→ Serie von Kindsentführungen und -tötungen in der Schweiz).
Ab 1986 wurde die Parkanlage Platzspitz in Zürich zum behördlich tolerierten Treffpunkt von Drogensüchtigen aus ganz Mitteleuropa. Die Anlage erregte bis zur Schliessung 1992 als Needle Park internationales Aufsehen. Die Vertreibung der Drogensüchtigen vom Platzspitz verlagerte die offene Szene in angrenzende Quartiere, ehe sie sich auf dem stillgelegten Bahnhof Letten wieder ansiedelte. 1995 wurde die offene Drogenszene in Zürich endgültig geschlossen. Es zeigte sich, dass polizeiliche Repression allein das Drogenproblem nicht aus der Welt schaffen konnte. Die Einrichtung von Fixerräumen sowie die flächendeckende Versorgung mit Methadon ermöglichten fast allen Süchtigen die Wiedereingliederung in die Gesellschaft und den Weg aus der Drogenkriminalität.
Im Sommer 1987 wurde die Schweiz von mehreren Naturkatastrophen heimgesucht. Es waren die folgenschwersten Überschwemmungen des Jahrhunderts. In der Nacht vom 24. auf den 25. August gingen sintflutartige Regenfälle über die Kantone Wallis, Tessin und Uri nieder. Im Urner Talgrund brachen die Dämme und die Reuss trat über die Ufer. Häuser, Strassen und die Bahn-Trassee der Gotthardbahn wurden weggerissen, eine Autobahnbrücke der A2 bei Wassen sank ein, weil die Reuss einen Pfeiler unterspült hatte. Die Unwetter im Sommer 1987 kosteten insgesamt acht Personen das Leben. Der Bund bezifferte die finanziellen Schäden insgesamt auf 1,2 bis 1,3 Milliarden Franken, alleine im Kanton Uri eine halbe Milliarde Franken.

## Die Schweiz in den 1990er Jahren
Der Bundesrat scheiterte wiederholt, als er versuchte, die politische Selbstisolation der Schweiz zu beenden. 1986 lehnte das Stimmvolk den Beitritt der Schweiz zur UNO und 1992 auch denjenigen zum Europäischen Wirtschaftsraum (EWR) ab (→Abstimmung über den EWR). Der Bundesrat hielt trotz wachsender Opposition rechts-bürgerlicher Kreise an seinem europäischen Integrationskurs fest und reichte im gleichen Jahr in Brüssel ein Gesuch zu einem Beitritt der Schweiz zur EU ein. Der Aufstieg der Schweizerischen Volkspartei (SVP), die sich als einzige Bundesratspartei klar gegen die europäische Integration stellte, und die negative Stimmung im Volk drängten den Bundesrat auf den «bilateralen Weg». Ohne formellen Beitritt vollzog die Schweiz autonom EU-Recht nach und einigte sich zweimal mit der EU in Bilateralen Verträgen auf eine Teilintegration der Schweiz in den EU-Binnenmarkt sowie die Liberalisierung des Personen- und Güterverkehrs.
Die Schweiz trat 1992 der Weltbank und dem Internationalen Währungsfonds bei. Zusammen mit zentralasiatischen Staaten und Polen gründete sie eine Stimmrechtsgruppe, die spöttisch als «Helvetistan» bezeichnet wurde. Die Schweiz kooperiert seit 1994 im Rahmen der Partnerschaft für den Frieden der NATO und seit 1997 des Euro-Atlantischen Partnerschaftsrats. Sie kann so ihre aussen- und sicherheitspolitischen Anliegen einbringen.
Die 1990er Jahre waren durch eine langjährige Wirtschaftskrise bzw. geringes Wirtschaftswachstum geprägt, was zu einem starken Anstieg der öffentlichen Verschuldung führte. Gleichzeitig fanden sich die Kantone und Gemeinden einem intensiven Steuerwettbewerb ausgesetzt, der Steuererhöhungen weitgehend ausschloss. Der Niedergang der schweizerischen Maschinen- und Textilindustrie führte besonders in der Ostschweiz zu einer teilweise bis in die Gegenwart anhaltenden Deindustrialisierung, zum Beispiel im Kanton Glarus und im Kanton St. Gallen. Zum ersten Mal seit dem Zweiten Weltkrieg stieg auch die Arbeitslosigkeit wieder für längere Zeit auf über vier Prozent. Hart getroffen wurde besonders die Industriearbeiterschaft. Ein Ende der Krise brachte erst der internationale Wirtschaftsaufschwung um die Jahrtausendwende. Ob der Nichtbeitritt der Schweiz zum EWR bzw. zur EU, die verfehlte Konjunkturpolitik des Bundes oder die Geldpolitik der Nationalbank ausschlaggebend für die lange Krise waren, ist bis heute politisch umstritten.
Während der 1990er-Jahre nahm die Schweiz zahlreiche Flüchtlinge aus verschiedenen internationalen Konfliktregionen auf, insbesondere aus Sri Lanka, der Türkei und dem ehemaligen Jugoslawien. Während des Krieges in Bosnien und Herzegowina (1992–1995) nahm die Schweiz fast 30'000 Schutzsuchende auf, während des Kosovo-Konfliktes (1998/99) waren es ca. 53'000. Der markante Zustrom von Menschen aus ländlichen Gebieten Südosteuropas führte zu gesellschaftspolitischen Spannungen, besonders wegen der schwierigen kulturellen Integration der Flüchtlinge
(→ Liste von Migrationsgruppen in der Schweiz).
Die wehrpolitische Debatte um die Zukunft der Schweizer Armee wurde auch in den 1990er Jahren weitergeführt. 1993 scheiterte die GSoA knapp in einer Volksabstimmung mit ihrem Antrag, auf die kostenintensive Beschaffung neuer Kampfflugzeuge vom Typ F/A-18 zu verzichten. Die Armee gewann zwar durch eine erste Armeereform 1995 wieder Vertrauen zurück, konnte aber die strukturelle Krise, die durch das Ende des Kalten Krieges und den Wegfall der realen Bedrohungsszenarien ausgebrochen war, erst durch die Armeereform XXI ansatzweise überwinden. Seit Ende der 1990er-Jahre stand die Weiterführung der Miliz bzw. eine Professionalisierung der Armee zur Debatte.
In den 1990er-Jahren und Anfang des neuen Jahrtausends trafen mehrere Naturkatastrophen die Schweiz. Am 24. September 1993 ereignete sich in Brig im Kanton Wallis eine Hochwasserkatastrophe. Heftige Niederschlägen liessen den Pegel des Bergbachs Saltina stark ansteigen. Geröll und Baumstämme verstopften den Durchfluss bei einer Stadtbrücke. Die Wasser- und Schuttmassen suchte sich einen neuen Weg. In der Folge wurde die Altstadt von Brig meterhoch mit Schlamm und Geröll überschwemmt. Zwei Personen kamen dabei ums Leben. Der Lawinenwinter 1999 forderte in der Schweiz 17 Todesopfer bei nicht touristischen Lawinenunglücken, 12 davon alleine beim Lawinenunglück von Evolène am 21. Februar 1999. Am 27. Juli 1999 fanden 21 junge Menschen einer Canyoning-Gruppe im Saxetbach im Berner Oberland den Tod. Sie wurden von einer durch ein Gewitter ausgelöste Wasserwalze mitgerissen und getötet. Am 26. Dezember 1999 zog der Orkan Lothar über Mitteleuropa und der Schweiz hinweg. Auf dem Zürcher Hausberg Uetliberg wurden Sturmspitzen von 241 km/h gemessen, im Flachland betrugen die Böenspitzen verbreitet 140 km/h. In der Schweiz wurden 10 Millionen Bäume (rund 13 Millionen Kubikmeter Holz) umgeworfen. 14 Menschen kamen durch den Sturm ums Leben. Im Oktober 2000 wurde der Alpenraum von starken Hochwassern heimgesucht. Am 14. Oktober 2000 zerstörten grosse Massen von Gestein, Erde und Wasser 10 Häuser in der kleinen Gemeinde Gondo am Simplonpass im Kanton Wallis. Dabei starben 13 Personen.

## 21. Jahrhundert

### Politische Situation
Die Schweiz startete ins neue Jahrtausend mit der Inkraftsetzung der im Vorjahr vom Volk angenommenen, totalrevidierten Bundesverfassung. Der Bundesrat bezeichnete die Revision als «Nachführung», in deren Rahmen nicht geschriebenes Verfassungsrecht kodifiziert wurde. So wurden unter anderem neun verschiedene, bis dahin lediglich in Entscheiden des Bundesgerichts und in Rechtskommentaren festgehaltene Grundrechte erfasst.
Ausserdem wurde die Stellung der Bundesversammlung gegenüber dem Bundesrat wesentlich gestärkt.
Im Zuge der vom Schweizervolk im Jahr 2000 angenommenen Justizreform wurden in den Folgejahren drei neue erstinstanzliche eidgenössische Gerichte geschaffen, nämlich das Bundesstrafgericht, das Bundespatentgericht sowie das Bundesverwaltungsgericht. Dieses übernahm die Aufgaben von 36 eidgenössischen Rekurskommissionen und Beschwerdediensten der Departemente.

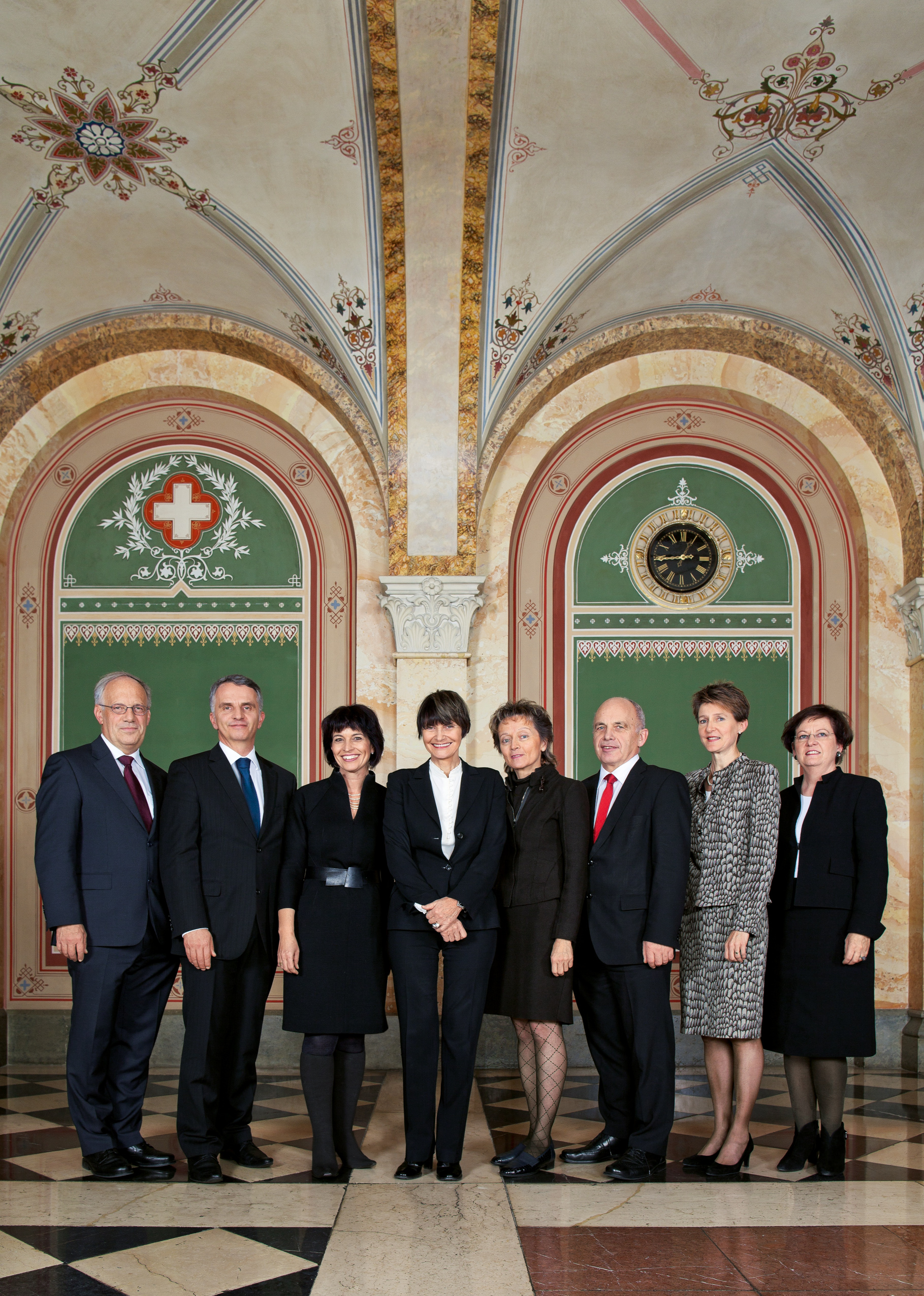
Offizielles Foto des Bundesrates 2011 mit Bundespräsidentin Micheline Calmy-Rey (Mitte)

Wähleranteile der Parteien im Nationalrat seit 1919

Als einer der letzten international anerkannten Staaten trat die Schweiz nach einer Volksabstimmung am 10. September 2002 den Vereinten Nationen (UNO) bei. (→ Die Schweiz in den Vereinten Nationen). Der UNO-Beitritt war zuletzt nur noch von rechtskonservativen Kräften um die SVP bekämpft worden.
Zur Regelung des Schwangerschaftsabbruchs gilt seit Oktober 2002 die Fristenregelung von 12 Wochen.
Am 10. Dezember 2003 wurde Christoph Blocher, die führende Figur der SVP, an Stelle von Ruth Metzler (CVP) in den Bundesrat gewählt. Dass eine regierende Amtsperson nicht wiedergewählt wurde, kam letztmals 1872 vor. Die «Abwahl» Christoph Blochers als Bundesrat am 12. Dezember 2007 durch eine vorher erfolgte Absprache der Mitte-links-Fraktionen CVP, SP und der Grünen brachte die Uneinigkeit unter den Bundesratsparteien deutlich zum Vorschein. Die SVP sah sich nicht mehr durch die neu an Blochers Stelle gewählte gemässigte SVP-Politikerin Eveline Widmer-Schlumpf vertreten und kündigte an, verstärkt Opposition gegen die Landesregierung zu betreiben. Die Auswirkungen dieser Umsetzung der Opposition bei gleichzeitiger Beibehaltung der Vertretung in der Regierung auf die nationale Politik blieben jedoch bescheiden, führten aber zu starken parteiinternen Spannungen und letztlich zur Abspaltung der Bürgerlich-Demokratischen Partei (BDP) von der SVP. Da die beiden SVP-Bundesräte Eveline Widmer-Schlumpf und Samuel Schmid sich der BDP anschlossen, war die SVP bis zum Rücktritt von Samuel Schmid Ende 2008 nicht mehr im Bundesrat vertreten. Bei der Ersatzwahl gelang es ihr zwar, mit dem ehemaligen Parteipräsidenten Ueli Maurer wieder einen Sitz im Bundesrat zurückzugewinnen, der Angriff auf den von der BDP gehaltenen Sitz von Bundesrätin Widmer-Schlumpf bei der Gesamterneuerungswahl 2011 scheiterte hingegen. Da Eveline Widmer-Schlumpf auf Ende 2015 ihren Rücktritt bekanntgab, konnte die SVP mit einem Anspruch auf einen zweiten Sitz in die Gesamterneuerungswahl vom 9. Dezember 2015 einsteigen. Der Waadtländer Guy Parmelin setzte sich im dritten Wahlgang durch, somit hat die SVP wieder zwei Sitze im Bundesrat.
2005 trat die Schweiz den Schengen- und Dublin-Abkommen bei und ist somit Teil des Schengen-Raums.
In der Finanzkrise 2007/2008 (Subprime-Krise) geriet die Schweizer Grossbank UBS, wie andere Banken weltweit, in existenzielle Nöte. Um gravierende, lang andauernde volkswirtschaftliche Konsequenzen eines drohenden Konkurses abzuwenden, retteten die Schweizerische Eidgenossenschaft und die Schweizerische Nationalbank (SNB) die UBS mit zwei Finanzspritzen.
Am 16. Oktober 2008 teilte der Bundesrat mit, dass der Bund eine Pflichtwandelanleihe der UBS in Höhe von 6 Milliarden Franken gezeichnet hatte und dass die Schweizerische Nationalbank eine Zweckgesellschaft ("Bad Bank") geschaffen hatte, in die die UBS nicht handelbare Wertpapiere im Wert von bis zu 60 Milliarden US-Dollar auslagern konnte. Durch die Auslagerung der illiquiden Wertpapiere aus ihrer Bilanz wurde die drohende Überschuldung der UBS abgewendet.
Die Parlamentswahlen 2011 bestätigten mehrheitlich die Erwartungen. Die relativ neuen Parteien der Grünliberalen und der BDP konnten sich definitiv auf nationaler Ebene etablieren und legten an Wähleranteilen wie an Sitzen am deutlichsten zu. Alle anderen Parteien verloren Wähleranteile, am meisten die FDP und die SVP. Die überproportionalen Sitzverluste der SVP bzw. die Sitzgewinne der SP erklären sich aus dem Proporzwahlsystem und den für die SVP sehr schlecht verlaufenen Ständeratswahlen. In der Vereinigten Bundesversammlung ergeben sich damit folgende Verschiebungen: SVP −10 Sitze (neu 59 Sitze), SP +5 (57), FDP −6 (51), CVP −5 (41), Grüne −5 (17), GLP +10 (14), BDP +10 (10). Im Bundesrat stellte ein Bündnis der Mitte-links-Parteien SP, CVP und BDP mit vier Sitzen die Mehrheit, nachdem die SVP mit ihrem Angriff auf Bundesrätin Widmer-Schlumpf in den Gesamterneuerungswahlen gescheitert ist. Die SVP betrieb auch nach den Wahlen weiterhin Opposition in der Europapolitik, in der Ausländerpolitik und in Migrationsfragen. So konnte sie etwa gegen die Empfehlung von Regierung und Parlament das Stimmvolk für die Annahme von Volksinitiativen gewinnen, die das Ziel haben, kriminelle Ausländer automatisch auszuschaffen (Ausschaffungsinitiative) und die Zuwanderung durch Kontingente zu beschränken.
Unter grossem internationalen Druck trat die Schweiz am 6. Mai 2014 der Erklärung der OECD über den künftigen automatischen Informationsaustausch in Steuerangelegenheiten bei, womit das strikte Schweizer Bankgeheimnis gegenüber den Steuerbehörden von Drittstaaten weitgehend aufgehoben wurde.
Am 21. Mai 2017 stimmte die Schweizer Bevölkerung der Energiestrategie 2050 mit 58,2 % Ja-Stimmen zu. Dies hat zur Folge, dass der Bau neuer Atomkraftwerke verboten ist. Des Weiteren sollen Erneuerbare Energien und die effizientere Nutzung von Energie gefördert werden (siehe Massnahmen der Energiestrategie 2050).
Auf die knappe Annahme der Masseneinwanderungsinitiative am 9. Februar 2014 folgte eine längere innen- und aussenpolitische Krise. Die Initiative verlangte, die Zuwanderung in die Schweiz durch Kontingente zu regeln, womit das Weiterbestehen der bilateralen Abkommen mit der EU infrage gestellt wurde. Die Schweiz weigerte sich darauf mit Verweis auf die Abstimmung, die Personenfreizügigkeit auf das neue EU-Mitglied Kroatien auszuweiten, worauf die EU die Verhandlungen mit der Schweiz über die Teilnahme am Forschungsprogramm Horizon 2020 und den Studentenaustausch Erasmus+ sistierte. Die Schweiz wurde damit in diesen Programmen als Drittstaat behandelt. Erst Ende 2016 einigten sich die Parteien gegen den heftigen Widerstand der SVP auf eine Umsetzung der Initiative, die mit dem Freizügigkeitsabkommen kompatibel war. Diese Umsetzung im Sinne einer Stellenmeldepflicht wurde von der EU akzeptiert, und die Schweiz dehnte per 1. Januar 2017 die Personenfreizügigkeit auf Kroatien aus. Mit der im August 2018 eingereichten «Begrenzungsinitiative» griff die SVP die bilateralen Abkommen mit der EU erstmals direkt an. Im September 2020 lehnte das Volk die Initiative klar mit 61,7 % Nein-Stimmen ab.
Die Beziehungen zwischen der Schweiz und der EU sind seit 2017 durch die Verhandlungen zum Abschluss eines Rahmenabkommens für die bilateralen Abkommen geprägt. Dieses soll ein institutionelles Dach für die bestehenden und mögliche neue Marktzugangsverträge bilden sowie die fortlaufende Anpassung und einheitliche Auslegung der Abkommen sowie die juristische Streitbeilegung regeln. Die EU beschloss schon 2012, ohne eine Lösung dieser Fragen mit der Schweiz keine neuen Marktzugangsabkommen mehr abzuschliessen. Das Verhandlungsmandat für ein Rahmenabkommen wurde durch den Bundesrat am 18. Dezember 2013 verabschiedet, die Verhandlungen zogen sich jedoch nach ihrem offiziellen Beginn am 6. Mai 2014 bis in den Dezember 2018. Das fertig verhandelte Abkommen wurde vom Bundesrat jedoch nicht unterzeichnet, sondern bei Parteien, Verbänden und Kantonen in die Vernehmlassung gegeben. Im Zentrum der Diskussion standen der Lohnschutz, die Übernahme von EU-Recht sowie die Frage der Gerichtsbarkeit bei Streitigkeiten mit der EU. Am 26. Mai 2021 kam es zum Abbruch der Verhandlungen.
Mit 61,1 % Ja-Stimmen hiess am 26. September 2021 das Schweizer Stimmvolk die Einführung der Ehe für alle gut, alle Kantone nahmen das Gesetz an.
Die UNO-Generalversammlung wählte am 9. Juni 2022 die Schweiz mit 187 von 190 gültigen Stimmen als eines von zehn nichtständigen Mitgliedern in den UNO-Sicherheitsrat. Das zweijährige Mandat dauert vom 1. Januar 2023 bis zum 31. Dezember 2024. Alle grossen Parteien befürworteten die Kandidatur mit Ausnahme der SVP, die Bedenken wegen der Neutralität äusserte.

### Übrige Ereignisse

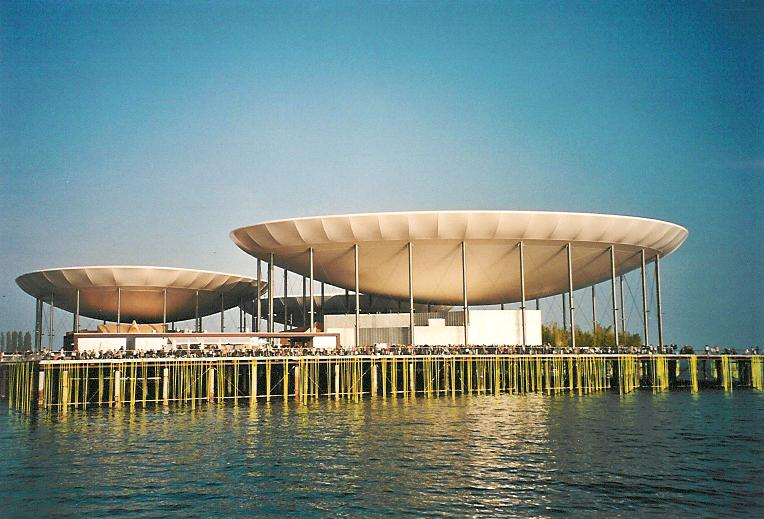
Expo-Arteplage Neuenburg

Am 27. September 2001 wurde im Parlament des Kantons Zug von einem Amokschützen ein Attentat verübt, das 15 Todesopfer forderte. Eine Woche später geschah einer der grössten Wirtschaftskollapse der Schweizer Geschichte: Die Flugzeugflotte der Swissair musste wegen Insolvenz ab dem 2. Oktober am Boden bleiben (wird in der Schweiz gemeinhin als Grounding bezeichnet), ein Jahr später musste die Firma schliesslich den Betrieb einstellen. Reste der Fluggesellschaft gingen in der neuen Gesellschaft Swiss auf. Am 24. Oktober 2001 starben ausserdem im Gotthard-Strassentunnel bei einem Zusammenstoss zweier Lastwagen und der folgenden Brandkatastrophe 11 Menschen. Der Tunnel war danach zwei Monate lang wegen Sanierungsarbeiten geschlossen.
Erstmals seit 1954 fand im Sommer 2008 in der Schweiz in Zusammenarbeit mit Österreich wieder ein sportliches Grossereignis statt, die Fussball-Europameisterschaft. In der Schweiz waren Austragungsorte (in Klammern Stadien): Basel (St. Jakobspark), Bern (Stade de Suisse), Zürich (Letzigrund) und Genf (Stade de Genève). Der St. Jakobspark in Basel konnte 42'500 Sitzplätze anbieten und somit schweizweit die meisten Zuschauer aufnehmen. Mit dem Tennisspieler Roger Federer brachte die Schweiz einen der weltweit bekanntesten und erfolgreichsten Sportler hervor (→ Sport in der Schweiz).
Während der Wirtschaftsaufschwung um die Jahrtausendwende von kurzer Dauer war, erzielte die schweizerische Volkswirtschaft 2004 bis 2008 wieder ein starkes Wachstum von durchschnittlich 3 Prozent. Das höchste Wachstum wurde 2007 registriert mit +3,8 Prozent. Als Folge der Subprime-Krise kam es auch in der Schweiz 2009 zu einer kurzen Rezession (−1,9 Prozent), auf die aber 2010 eine erneute Wachstumsphase folgte (+3 Prozent). Gesamthaft gesehen hat die Schweiz die Auswirkungen der Finanzkrise und des Frankenschocks 2015 erstaunlich gut überstanden und seit 2008 ein durchschnittliches BIP-Wachstum von 1,4 Prozent erreicht. Dies war jedoch hauptsächlich der Zuwanderung geschuldet, weshalb das BIP-Wachstum pro Kopf nur 0,3 Prozent erreichte. Als eines der ersten Länder überhaupt schloss die Schweiz 2013 mit der Volksrepublik China ein Freihandelsabkommen ab.
Ökonomen und Politiker sehen die Erholung der Schweizer Wirtschaft auch im Zusammenhang mit der seit 2002 eingeführten Personenfreizügigkeit mit der EU, dank der zahlreiche Fachkräfte aus der EU, besonders aus Deutschland, in die Schweiz zuwandern können. Als eines von wenigen Ländern Europas weist die Schweiz aufgrund eines positiven Wanderungssaldos (2022: +81'345 Personen) ein Bevölkerungswachstum auf. Der Anteil der ständigen ausländischen Wohnbevölkerung an der Gesamtbevölkerung stieg aufgrund der starken Zuwanderung von etwa 15 Prozent 1980 (0,9 Millionen Personen) auf über 25 Prozent Ende 2022 (2,24 Millionen Personen). Im gleichen Zeitraum wuchs die ständige Wohnbevölkerung von rund 6,3 Millionen bis 2023 auf 9 Millionen an.
Zwischen 2007 und 2020 wurden im Rahmen der Neuen Eisenbahn-Alpentransversale NEAT die drei Basistunnel am Lötschberg, am Gotthard und am Ceneri dem Verkehr übergeben.
Gemäss einer Studie von 2020 der Zürcher Hochschule für Angewandte Wissenschaften haben in den achtziger und neunziger Jahren um die 700 Schweizer Ehepaare ein Baby aus Sri Lanka adoptiert. Viele der Kinder wurden mit gefälschten Identitäten zur Adoption freigegeben. Auch wurden einige der Kinder den leiblichen Eltern gestohlen oder auf einer «Baby-Farm» bewusst für die Eltern aus Europa gezeugt. Das Bundesamt für Justiz liess auf Druck der betroffenen Kinder, die heute erwachsen sind, die Umstände der Adoptionen aufarbeiten. Gemäss der Studie wussten die Schweizer Behörden seit 1981 vom Kinderhandel und schauten kollektiv weg.
Wegen der COVID-19-Pandemie verbot der Bundesrat Ende Februar 2020 Veranstaltungen mit mehr als 1000 Besuchern. Deshalb mussten unter anderem der Engadin Skimarathon, der Genfer Auto-Salon sowie die Basler Fasnacht abgesagt werden. Am 16. März 2020 wurde vom Bundesrat die «ausserordentliche Lage» gemäss Epidemiengesetz erklärt. So mussten unter anderem alle Läden (ausser Lebensmittelläden), Restaurants, Bars sowie Unterhaltungs- und Freizeitbetriebe geschlossen werden. Öffentliche und private Veranstaltungen wurden verboten. Schulen und Universitäten mussten auf Fernunterricht umstellen. Gemäss Beschluss des Bundesrats konnten bis zu 8000 Angehörige der Schweizer Armee in den Assistenzdienst aufgeboten werden, um die zivilen Behörden zu unterstützen. Dies war das grösste Truppenaufgebot der Schweizer Armee seit dem Zweiten Weltkrieg. Und es war das erste Mal seit dem Zweiten Weltkrieg, dass der Bundesrat längere Zeit mit Notrecht regierte.
Am 15. und 16. Juni 2024 fand im Bürgenstock Resort die hochrangige Konferenz zum Frieden in der Ukraine statt.

## Jubiläumsfeiern und nationale Anlässe
- 1891: 600-Jahr-Jubiläum
- 1991: 700 Jahre Eidgenossenschaft

Neben den Jubiläumsfeiern sind bzw. waren auch die schweizerischen Landesausstellungen und Eidgenössische Feste wie die Eidgenössischen Schwing- und Älplerfeste und das Unspunnenfest von nationaler identitätsstiftender Bedeutung.

## Reihenfolge des Eintritts der Kantone in den Bund
| 1291                   | 1332   | 1351   | 1352       | 1353 | 1481               | 1501               | 1513      | 1803                                              | 1815                  | 1979 |
| ---------------------- | ------ | ------ | ---------- | ---- | ------------------ | ------------------ | --------- | ------------------------------------------------- | --------------------- | ---- |
| Uri Schwyz Unterwalden | Luzern | Zürich | Glarus Zug | Bern | Freiburg Solothurn | Basel Schaffhausen | Appenzell | St. Gallen Graubünden Aargau Thurgau Tessin Waadt | Wallis Neuenburg Genf | Jura |

## Dokumentationen
- Die Schweizer, vierteiliges Doku-Drama von Schweizer Radio und Fernsehen, 2013.